# ゲゲゲの鬼太郎の登場キャラクター
ゲゲゲの鬼太郎の登場キャラクター（ゲゲゲのきたろうのとうじょうキャラクター）とは、水木しげるの漫画作品およびそれを原作とするアニメ、映画『ゲゲゲの鬼太郎』にて登場する架空のキャラクターの一覧。貸本劇画版である『墓場鬼太郎』にて登場したキャラクターについては墓場鬼太郎の登場人物を参照。『ゲゲゲの鬼太郎』の登場人物として個別の項目があるキャラクターは各リンクを参照。

## 鬼太郎とその仲間たち
ここでは鬼太郎と身近な仲間から、協力してくれる者たちや最初は敵対するも後に和解した者たちを挙げる。

### 鬼太郎ファミリー
主人公の鬼太郎とその父親である目玉おやじ、そして彼らの主要な仲間達。
鬼太郎（ゲゲゲの鬼太郎、墓場の鬼太郎）
目玉おやじ（目玉の親父）
ねずみ男（ネズミ男）
猫娘（ねこ娘、ネコ娘）
砂かけ婆（砂かけばばあ）
子泣き爺（子泣きじじい、児啼き爺）
一反木綿（一反もめん）
ぬりかべ（塗壁）

### 隣人妖怪

水木しげるロードに設置されている「シーサー」のブロンズ像

鬼太郎父子と共通の在住（妖怪アパート、ゲゲゲの森、妖怪横丁など。同居も含む）描写がある妖怪たち。
呼子（よぶこ）/ 山彦（やまびこ）/ 山小僧（やまこぞう）
声 - 大竹宏（第1作）、山田俊司（第2作）、杉山佳寿子（第3作）、中野聖子（第3作代役）、上村典子→大本眞基子（第4作第92話より）、中山さら（第5作）、祖山桃子（第6作）
山で音声を反響させる妖怪。わら頭巾をかぶった顎や前歯が大きい男児の姿で、眼や足は1つだったり2つだったりする。上記のように3つの呼称がある。衝撃波の様な大声を発する（『鬼太郎国盗り物語』、劇場版『日本爆裂!!』）、音波攻撃を反射する（『妖怪千物語』）、本人そっくりの声真似ができる、かなり遠くからでも「ヤッホー」と呼ばれると相手と場所を特定できる、日本中やあの世までも自分の声を届かせて呼びかけられる（以上第5作）など、音に関係した術が得意。わら頭巾を取った頭には数本の髪の毛が生えている。
音関連以外の能力では、「若返りマッサージ」、霧の発生（『鬼太郎ベトナム戦記』）、第3作第79話で仲間の名を呼んで分身させる「山彦の術」、第5作第49話で一息で数人分の空気を供給できる肺活量、携帯電話に呼びかけると助けを求めている人にメールが届くなどを有している。
アニメでは第1作第10話で初登場し、以後第2作から第4作まで準レギュラー的ポジションで登場。第5作では妖怪長屋の住民。レギュラーとなり活躍も多く、第17話から登場した蒼坊主の迎え役でもある。第79話で妖怪四十七士の鳥取県代表になる。第6作では過去作同様準レギュラー的にゲゲゲの森のシーンで登場する。

化けガラス（ばけガラス）
外見は単に大きめのカラスだが、実は妖怪。複数体存在している。人語を話せる個体もいて、事件の発生を鬼太郎たちに知らせるなど連絡係として活躍、戦闘では大勢のカラスを率いて集団戦術を行う。武器の「封じフン」は鳥もちのように相手にへばりついて身動きを封じる。原作初登場は『妖怪大裁判』、アニメ初登場は第1作第2話。
普通のカラスにも鬼太郎の友は大勢おり、情報活動（手紙の配達、偵察など）や空輸力で活躍する。普通のカラスと化けカラスも互いに鬼太郎たちに協力し合っている。
カラスヘリコプター
鬼太郎たちが移動手段に使う。多数の化けガラスで各々ロープの端を持ち、吊り下げて飛ぶ。腰掛け型が多いが腕でぶら下がる形や気球のようなゴンドラ型もある。数が揃えば重量級なぬりかべも運搬可能。アニメ第4作では、鬼太郎を探していた村上祐子を化けガラス同士が寄り添って作ったじゅうたんに乗せ、鬼太郎たちのいる現場まで運んだこともある。鬼太郎たちはカラスの他に、コウモリにヘリコプターを頼む場合もある。

ろくろ首（ろくろくび）
声 - 山口奈々（第1作）、木下しのぶ（第3作）、豊嶋真千子（第5作）、久川綾（第6作）/ 演 - YOU
首が長い妖怪。登場個体のほとんどは女性だが、男性のろくろ首も登場している。週刊実話版『ろくろ大合戦』では敵として老婆のろくろ首が登場。長い首で敵に巻き付いたり、首を縮めて人間に擬態することができる。
原作・アニメ共に長らく群衆扱いだったが、第5作では妖怪長屋の住人として準レギュラー入りを果たし、端麗な容姿でネコ娘に次ぐヒロイン的位置付けとなった。首は伸縮自在で、縮めていれば人間の女性と変わらない外見だが長時間縮めると肩が凝り、恋煩いになった心理的影響で首が縮められなくなったこともあった。戦闘では、首を伸ばして相手に巻き付き締め上げる「首巻き」を得意技としている。家賃を稼ぐため、人間界ではろく子（ろくこ）と名乗って第21話からネコ娘と共に働き、その際知り合った人間の青年・鷲尾誠と交際し、後に婚約を結ぶ。
第6作では第23話から登場し、50年前から「爽快アパート」に住む。姉御肌の性格でリーダー格的な存在。人に危害を加えることはしないが、住人に悪戯して怖がらせていた。

油すまし（あぶらすまし）
声 - 小林通孝（第3作）、塩屋浩三（第3作・地獄編）、中井和哉（第4作）、平野正人（第5作）、江川央生（第5作・劇場版『日本爆裂!!』）、龍田直樹（第6作）
地蔵のようなすまし顔に蓑を着た妖怪。初登場は『妖怪大裁判』だが、当時は敵側の群衆扱い。
1980年代以降の原作では鬼太郎や仲間の妖怪が住む「ゲゲゲの森」の村長として頻繁に登場する。大の将棋好きで、デザインも髷が加えられた。鬼太郎達に加勢することも多く、体から油を出す術や、敵の術を破る術、逆用する術などを駆使する。
アニメ第3作の『地獄編』では地獄の旅に同道し、地獄に関する知識（その知識は目玉おやじより上）で一行を支えた。第4作では妖怪アパートの住人。第5作では妖怪横丁の町内会長。第6作ではゲゲゲの森の住人。

かわうそ
声 - 山本圭子（第1作）、小宮山清（第3作）→田中和実（第3作・第98話）、柏倉つとむ（第4作）、丸山優子（第5作）、浦和めぐみ（第6作）、又村奈緒美（異聞妖怪奇譚）
初登場は「オベベ沼の妖怪」。オベベ沼に住む妖怪で、通称オベベ。貧しさ（アニメ3作以降は寂しさ）から人間を騙して金儲けをしていた。人間に化けることが可能で、口や手から水鉄砲を発射し攻撃する。服装はシリーズによって「Tシャツ半ズボンに鍔広帽」と「着物に笠」の2種類に大別、後者では笠を投げて攻撃に使うこともある。川魚（第5作ではフナ）が大好物で、魚を焼く匂いを嗅ぐと変身が解けてしまう。原作やアニメ第1作では鬼太郎の旧友とされているが、3 - 6作ではオベベ沼の事件が初対面となっている。「妖花」では蛤船（ハマグリぶね）という巨大なハマグリの船を操縦し鬼太郎たちと共に南方へ向かう。
アニメ第3作では31話で初登場。牛がオベベ沼に沈みかけたのを助けようとしていたのを目撃した村人に沈めようとしていると勘違いされ、それ以来、危険な妖怪と誤認されオベベ沼に近づく者が居なくなったことで捻くれ、構って貰おうとして悪さをするようになっていた。
第4作では71話で初登場。水鉄砲は発射しないが腕っぷしが強い。人をペテンにかけ、ねずみ男も財布を騙し取られた。
第5作では砂かけ婆の妖怪長屋の住人としてレギュラー入りを果たし、途中から登場したアマビエとコンビを組む形で鬼太郎ファミリーの一員となった。本作では、顔や体型は原作や過去のシリーズと同様だが妖怪画と同じ着物姿をしている。原作や歴代シリーズで初登場として描かれたオベベ沼の事件は過去の出来事として回想シーンで語られ、今作は自力で人間態は取れず沼の祠の水神石の力で化けた。妖怪四十七士の石川県代表。
第6作では18話で初登場。オベべ沼に住む悪戯好きの妖怪で、空腹の少年の振りをして周辺の住人を騙し、食物を貰って暮らしている。88話では豆腐小僧と共に数合わせでねずみ男の出会い系シェアハウス「ビビビハウス」に参加し、まーちゃんに恋した一反木綿を応援するが、まーちゃんから告白され戸惑っていた。
妖怪千物語の「妖怪大レース」では一族が登場。盗まれた宝がレースの賞品に出ていたため、相談された鬼太郎はレースで優勝し彼らに宝を取り戻した。
ゲーム『異聞妖怪奇譚』ではむじなの仲間として登場し、仲間にすることが可能。

豆腐小僧（とうふこぞう）
声 - 難波圭一（第3作）、阪口大助（第5作）、関根有咲（第6作）
笠を被った男児の姿で、持ち歩いている豆腐を食べるよう勧めるという妖怪。丸い目と舌を出した大きな口がトレードマーク。
「豆腐小僧」では山神の部下で、山林を破壊する人間に怒り豆腐カビをばら撒いた。鬼太郎たち妖怪も被害を受けた。天井なめが呼ばれて鬼太郎たちや人間たちは全員カビを落とされ回復した。分身能力もあるが、豆腐を撃たれると消えてしまう。本体が残った所で山神が止めに入り和解した。
アニメ初登場は第3作106話で、原作同様に山神の部下で、同様の動機で豆腐カビをばら撒いた。
第5作では妖怪横丁の住民で、豆腐屋を営む。拳銃の弾程度なら舌で受け止めてしまう。
第6作では準レギュラーとして出番が増え、豆腐を運ぶだけの妖怪という特徴を全面に押し出している。
新妖怪千物語でも横丁の住民。10話で花見の喧嘩に巻き込まれて悲しい気持ちで作った豆腐料理がカビ豆腐になってしまう。カビ落とし豆腐を作る特別な大豆を得るために鬼太郎と隠れ山里に向かう。

お歯黒べったり（おはぐろべったり）
声 - 中友子（第5作）
目鼻がなく、お歯黒を付けた口のみの顔をした女妖怪。
アニメでは第1作7話「ゆうれい電車」で初登場。妖怪ショーに参加したが、乱暴な2人組に落書きをされてしまった。
第5作では妖怪横丁の銭湯「大風呂屋敷」の女将としてレギュラー登場し、白髪で紅色の着物を着ている。砂かけ婆ほどではないが、かなり年配の女妖怪で、煙管を嗜み妖怪界の知識もそれなりに豊富。戦闘では丈夫な歯での噛みつきを得意としている。第6作ではゲゲゲの森に住んでいる。

つるべ火（つるべび）
声 - 杉浦宏策（第1作）、高塚正也（第5作）、蓮岳大（異聞妖怪奇譚）/ 演 - 軽部真一
老人のような顔がある火の玉。鬼太郎の助っ人として時々登場し、敵妖怪を焼き払ったり照明になったりする。アニメ第2,4,5作では群れで登場したこともある。初登場は原作「モウリョウ」、アニメでは第1作1話で初登場。第3作では炎の妖怪五人衆の一員。
第5作では空間を繋ぎ変える力を持ち、妖怪横丁の灯篭で外界との通路を一日一度変えることが出来る。
ゲーム『異聞妖怪奇譚』では最初から仲間として登場。

妖怪ランプ（ようかいランプ）
アニメ第1作と第2作に登場。つるべ火とよく似た妖怪だが、つるべ火と比べて小さい分火力は弱く、主に鬼太郎の家の室内照明となっていることが多い。第2作でねずみ男が「鬼太郎の家の妖怪ランプ」という言い方をしており、他の妖怪の住処にも同族が存在していることが仄めかされている。第5作では、つるべ火が鬼太郎の家で妖怪ランプの役割を果たしている。

シーサー
声 - 山本圭子（第3作・第5作）、鉄炮塚葉子（第4作）、一龍斎貞友（異聞妖怪奇譚）
沖縄の著名な獅子の妖怪。本作では頭頂部で跳ね上がる鬣と口から覗く2本の牙が特徴。ドリルのように高速回転して地中を掘り進むのが得意。アニメ第4,5作では怪力を持つ成獣形態になることもできる。成獣幼獣問わず二足歩行が可能。アニメ第4作では人間に化けたり幻惑を見せる能力も持つ。
色はシリーズ毎に明るめや赤黒い、基本の色調が異なるなど差異がある。水木による画とアニメ第3作では肌色や黄などを基調とするが、後年の作品では濃緑の毛髪と髯、黄土色や茶色などの身体をしている。体全体が薄赤で金の体毛のシーサーもいる。成獣形態の方もデザインに差異があり、第3作で見られた先代の模造品は青黒い体に青灰色の毛色、第4作では臼歯が見え、鼻が大きくて全体的に黒々しく（置物のシーサーに近い）、第5作では緑と黄のより明るい色調で唐獅子らしさを増した風貌だった。原作初登場は1980年代コミックボンボン『最新版』第1話「大妖怪がしゃどくろ復活」、少年マガジン『新編』の「妖怪大百足」。出会い時は突然やって来て遠足に出かける鬼太郎ファミリーに同行。出先で遭遇した大百足戦の功績を認められ下宿することとなる。地獄編では命がけの大活躍をし、勇敢な所を見せた。『鬼太郎国盗り物語』では沖縄に帰っていて、両親と共に登場。
アニメでは第3作の73話「シーサー登場!!沖縄大決戦」で初登場しレギュラーとなる。
第5作でもゲストとして複数回登場。本作では沖縄を崩壊させてしまうほどの力を持つ。アカマタの唯一無二の親友。
ゲーム『異聞妖怪奇譚』では特定条件下で仲間にできる。

アマビエ
声 - 池澤春菜
アニメ第5作に登場。熊本県出身でピンク色の髪を生やし、鳥のような口をした幼女風の人魚（首から下が鱗に覆われている）。「ひらめき」で近い未来の出来事や隠されたものの在処などを知ることができるが、大抵は悪い出来事の予知や誰でもわかることばかりひらめく。他には空中に浮いたり海水を吐いたりする能力がある。妖怪横丁の住民の一員としてレギュラー登場する。妖怪四十七士の熊本県代表。
第5作の制作中にスタッフの間で「予知能力を持つわがままなキャラ」を加えようという案が出て登場することとなった。『鬼太郎マガジン VOL.1』によれば他に後述のくだんが候補に上がっていた。
第6作では登場しなかったものの、公式YouTube動画において鬼太郎が会っていると言及している。

べとべとさん
声 - 石井一久（実写映画版）
大きな口だけの頭に二本足が生えた姿の妖怪。姿を隠して人の後ろを歩き、足音を聞かせて怖がらせるが、それ以上の悪さはしない。
原作では『鬼太郎霊団』にて、鬼太郎霊団の一員として登場。つかみ所のない体で大入道を転倒させた。
『新妖怪千物語』では足が無く、口が付いた半透明の饅頭型の姿。
アニメ第6作ではゲゲゲの森の住人。

牛鬼（うしおに）
サンデー版や1980年代のマガジン版に強敵として同名の妖怪が登場したが、こちらは鬼太郎の仲間で、外見は敵として登場した牛鬼とほとんど同じだが、収録本では呼称が「ぎゅうき」ではなく「うしおに」とされている方が多い。本来の伝承や敵の牛鬼（ぎゅうき）は主に海の妖怪とされるが、この「うしおに」は陸上で生活している。
仲間内ではぬりかべと共にトップクラスの怪力を誇る。体の方もゲゲゲの森の仲間内では巨体ながら、かつて敵として登場した牛鬼よりは小柄で、通常時のぬりかべと大差ない大きさである。また、知性もあって仲間たちとも会話し、敬語も使える。表情も笑顔を見せたりしている。敵であった牛鬼のように生きた気体ではなく、鬼太郎たち同様に外見通りの実体を持つ。

天井なめ（てんじょうなめ）
声 - 田中和実（第3作）、松山鷹志（第6作）
長い舌で天井を嘗め染みを作るという妖怪。緑色の体と付箋のような毛がトレードマーク。原作「釜なり」で妖怪アパートの住民として初登場。
「豆腐小僧」及びそのアニメ化第3作106話ではカビを好んで食べ、豆腐小僧が蔓延させたカビを取るために呼ばれた。多人数にカビが生えたため食べきれず、また彼ですらねずみ男のカビを直接嘗めるのは嫌がったため、胃液を水で薄めてカビ消し薬を作る。
第4作87話では倉ぼっこの迷い家を荒らす人間への懲らしめに協力する。第6作では茶色の体で登場し、61話で妖怪アパートに生えたカビを舐め落としてもらうため砂かけ婆に呼ばれた。

つるべ落とし（つるべおとし）
声 - 平野正人（第3作）、江川央生（第5作）
突然樹上から目の前に落ちて驚かすとされる、巨大な頭のみ（小さな足が描かれることもある）の妖怪。本作では禿頭ひげ面に厚い唇、左右非対称な目となっている（なお、目の色は作品によっては赤だったりすることがある）。敵を大頭で押さえつけたり口に収めたりする。
初登場は「釜なり」で、多くのアパート仲間と共に釜なり退治に参加し、大きな活躍を見せた。
アニメ第5作では妖怪横丁の雑貨屋（本人曰くコンビニ）の店主として登場。ひげを手のように使ったり、周囲に多数の釣瓶を落とす能力を持つ。第6作ではゲゲゲの森に住んでいる。

かみきり
声 - 戸谷公次（第3作）
カラスのような顔で両手が鋏状の妖怪。原作「釜なり」で妖怪アパートの住民として初登場。
「まぼろしの汽車」では目玉おやじの呼んだ汽車にいつの間にか乗り、吸血鬼化した鬼太郎とねずみ男を「体が痺れる網」で捕らえた。
アニメ第3作63話では穴ぐら入道が操る蜘蛛の糸を鋏で切る。第4作では40話妖怪運動会で短距離走に出場。
『国盗り物語』では吸血花ラグレシアの茎を猫娘や傘化けと共に切った。

あみきり
声 - 塩屋翼（第3作）
鋏状の両手で蚊帳や漁網などを切るという妖怪。鋏状の手や鳥のような顔などかみきりと似ているが、節足動物のような外皮で下半身は蛇のようになっている。「釜なり」で妖怪アパートの住人として初登場。
「UFO宇宙突撃隊」では鬼太郎が宇宙人に洗脳されて暴れ逮捕された時、ねずみ男や一反木綿と留置所に行き鉄格子を切って救出した。
アニメ第3作72話では一反木綿に乗って駆け付け、髪様に切り付けて鬼太郎が八咫の鏡を壊す機会を作った。

### その他の仲間妖怪
普段、鬼太郎たちの身近にいないが、仲間として鬼太郎たちと繋がりが有ったり、危機の時に駆けつけて協力してくれる妖怪たち（妖精や仙人や精霊の類なども含む）。
鬼太郎の母親
声 - 坪井章子（第3作・地獄編）、沢城みゆき（第6作劇場版）、鈴木れい子（墓場鬼太郎）
目玉おやじ（鬼太郎の父親）の妻で鬼太郎を身ごもった状態で病死、その埋葬された遺体から鬼太郎は生まれ出た。
鬼太郎誕生当時を描いた作品では母の名は出てこないが、原作「地獄篇」最終回「最後の出会い」や実写映画「千年呪い歌」では岩子（いわこ）という名が明かされている。幽霊族の女性だが、「地獄篇」では元はお岩さんの親類で妖怪に近い人間の女性だったとも自身が語っている。詳細は「墓場鬼太郎の登場人物」・「鬼太郎#種族と家族」を参照。

アニエス
声 - 山村響
アニメ第6作に登場する魔女で、同作「西洋妖怪編」（第27話～第37話）におけるヒロインにして、同作全編では、ねこ娘、まなに次ぐ第3のヒロイン的な存在でもある。金髪のロングヘアと光彩の鮮やかな紫の瞳が特徴的な整った容姿で、外見年齢はまなと同年代の少女。元はバックベアード軍団の幹部で、軍団を統率する女将軍アデルの妹。様々な呪文を唱えて、多様な魔法を駆使する。特に「ダイナガ・ミ・トーチ」の呪文で手のひらから炎を放射する魔法は、攻撃用として使用頻度が高い。
初登場の第27話で西洋妖怪の秘宝・“アルカナの指輪”をバックベアード城から盗み出し離脱。マレーシアからの難民妖怪が持っていた宝石の一つに変身して日本に入り込み、ゲゲゲの森で変身が解けて鬼太郎達と出会い、鬼太郎に自分を守って欲しいと頼み行動を共にすることになる。
アニエスの箒（ほうき）
アニエスが空を飛ぶために使う箒。自分の意思を持って行動出来る。

アデル
声 - ゆかな
アニメ第6作に登場。アニエスの姉で、ねこ娘以上の高い頭身に銀髪のストレートヘアと赤い瞳が特徴の整った容姿をした妙齢の魔女。第6作ではアニエス同様に「西洋妖怪編」（第27話～第37話）におけるキーパーソン兼同作全体の準レギュラーとして活躍する。戦闘時には右腕に赤い手甲を装着している。様々な魔法石を媒介に飛行魔法、隠蔽魔法、転移魔法、結界魔法といったアニエスよりも多彩かつ高度な魔法を扱い、妖力を強化された鬼太郎の攻撃を傷一つ負わずに受け切るなど相当な実力の持ち主。しかしアニエスや母と比べ本来の魔力は低く、その力は魔法石や彼女自身の一徹な努力によって高度なレベルまで補われたものである。初登場時はバックベアード軍団を率いる最高幹部の女将軍で、一族が代々仕えてきた誇りからバックベアードには絶対の忠誠を誓っていた。
アデルとアニエスの母
声 - 小山茉美
アニメ第6作29話・35話の回想場面に登場。故人の魔女。髪と瞳の色はアニエスに似ており、目元はアデルに似ている。バックベアードの命令に従い、マレーシアでブリガドーン計画のためにアルカナの指輪に自らの命を捧げた。

寝太り / 寝肥り（ねぶとり）
声 - 釘宮理恵（第5作）、くじら（第6作）
アニメ第5作80話に初登場。自身は妖怪であることを知らず、普段は遥（はるか）という女性の姿で生活をしているが、男性と食事をしている際に幸せな気持ちになると食欲が止まらなくなって大食いし、直後に眠って巨大な肉の塊に変貌してしまう。その体質のために建物を破壊して肉の隙間に人間（過去の交際相手たち）を閉じ込め行方不明にする事件を起こし、何度も謎の爆発事故として世間を騒がせていたが、遥自身はその際の記憶はなく、なぜか交際相手が何度も姿を消してしまうと思っていた。交際している男性一太郎（いちたろう）からプロポーズされた際に寝太りとなって彼を肉の中に閉じ込めてしまう。
第6作では不死見温泉の女将として登場。

蒼坊主（あおぼうず）
声 - 古川登志夫
アニメ第5作に登場する青い衣を着た行脚僧姿の青年妖怪。眉毛や頭髪も青く、右手に六尺棒という武器を持っている。額には一本角と第三の目（通常は閉じている）があるが、普段は笠で隠している。鬼太郎の兄貴分であり、鬼太郎からは「蒼兄さん」と呼ばれ深く信頼されており、蒼坊主自身も鬼太郎を実の弟のように可愛がっている。
額にある第三の目を開くと幻惑の術を使うことができ、その能力を使ってぬらりひょんやバックベアードの陰謀を阻止している。

座敷童子（ざしきわらし）
声 - 加藤みどり（第1作）、山本圭子（第3作）、柏倉つとむ（第4作）、広橋涼（第5作・第6作）
東北地方に住む子供の妖怪。大人には見えないが子供や妖怪には見え、住み着いた家を栄えさせる。見た目とは裏腹に強い妖力をもつ。初登場は「笠地蔵」。四角い坊主頭に常に眠そうな目をした男児の姿をしているが、第5作では髪の毛を生やし人間の子供とさほど変わらない容姿で登場した。
アニメでは第1作60話で初登場。冬越しに入った家の老夫婦の貧しくも情け深い様子を見て、鬼太郎達に相談して贈り物をした。第3作では12話に登場し、その後も呼子と共に時々準レギュラー的に登場する。第4作では55話にゲストとして登場し、「福を齎す」よりも「家を守る」という面が強い。
第5作では7話で初登場。本作では少女の姿の座敷童子も登場して、共に準レギュラーとなる（なお、男児の座敷童子が登場したのは85話）。85話では2人とも岩手県代表で妖怪四十七士に覚醒した。
第6作では87話に登場。見返りを全く求めずに福を齎し、「人の喜ぶ顔を見るのが好き」という共通点で偶然出会った石橋綾と意気投合し、石橋家に住み着いて店を大繁盛させた（作中では、家の中の物を浮遊させてぶつける妖力を使用）。

すねこすり
声 - 矢田耕司（第2作）、内山夕実（第6作）
犬か猫を丸っこくしたような、夜道で人のすねに擦り寄る妖怪。
アニメでは第2作14話で初登場。犬妖怪の扱いで、仲間である犬達が自動車にひき殺されるのを怒り、人食い藻クズで作った怪自動車に人間を乗せて車を持たないよう脅す（原作は鬼太郎の登場しない短編『妖怪自動車』。怪自動車のみで、すねこすりも登場しない。）。
第3作の劇場版『激突!!異次元妖怪の大反乱』では怪気象の妖怪で、妖怪皇帝や朧車の部屋のドア係。
第5作では63話で柄が面白そうという理由で虎男に襲われて反物にされる。劇場版では妖怪四十七士の岡山県代表になる。
第6作では6話で初登場。普段は愛らしい三毛猫のようだが、戦闘時は巨大な狼のような姿になる。人間並の知性を持ち言葉も話せる。擦り寄った人間の気力を吸収する性質がある。吸われた人間は少しずつ衰弱し、そのまま吸われ続けると最後にはミイラのように干からびて死んでしまう。集落で独り暮らしの老女・マサエに拾われ、シロと名付けられて可愛がられるが、先述の性質から彼女を衰弱させてしまう。マサエの息子・翔（しょう）が村に帰ってきた際にマサエと喧嘩になったことから敵視し、彼の帰り際に正体を現して威嚇したため、妖怪だと気付いた翔がポストで知らせたことで鬼太郎と対峙する。
『妖怪千物語』ではゲゲゲの森に何体か住んでいる。

井戸仙人（いどせんにん）
声 - 北川国彦（第2作）、青野武（第3作）、八奈見乗児（第4作）、矢田耕司（第5作）/ 演 - 笹野高史
井戸の底に漂うメタンガスを吸って幾千年を生きる仙人。元は人間だったがガスの毒気の影響もあり、永い年月を経て個性的でグロテスクな顔つきになってしまっている。中国出身でユーラシア大陸方面の妖怪や術に詳しく、また妖怪医術や薬学にも長けているため、仙人であると同時に妖怪仲間として認識されている。初登場は原作「妖怪反物」。反物にされた鬼太郎を元に戻し、万能ガラス玉を使ってチーの正体を見破った。アニメでは第2作で初登場。
第3作以降は「妖怪反物」を原作としたエピソード以外でも準レギュラーとして鬼太郎たちに協力している。妖怪だけでなく妖精についても詳しい描写がなされている。第3作ではネコ娘のことが好きになり、会う度に「可愛い子ネコちゃん」と言いながら抱きつくのでネコ娘に迷惑がられる。第4作では劇場版『大海獣』で初登場。目玉おやじに大海獣に変身した鬼太郎を戻す方法を教えた。第5作では妖怪横丁から離れた山中にある井戸に住んでいる。また、本作では雲に乗って空を飛ぶ術を使用している。

提灯お化け（ちょうちんおばけ）
声 - 小林通孝（第3作）
上下半々に破れかけた提灯で、上半分に眼が付き破れ目が口になった姿の妖怪。
「地獄マラソン」（アニメ化第3作84話）で仮死状態で地獄の入口に来た女子マラソンランナー・花子に地獄マラソンの説明を行い、アニメではスターターも務める。第3作での呼び名は「破れ提灯」となっている。
アニメでは第2作OPに登場。墓場の提灯が姿を変え中からカラスが飛び出す。第4作では87話で倉ぼっこの迷い家を荒らした人間の前に巨大な姿で現れ脅かす。第6作ではゲゲゲの森の住民で複数登場。

物の怪（もののけ）
声 - 塩屋浩三（墓場）

案内人
声 - 茶風林（墓場）

酒小僧（さけこぞう） / 袖引小僧（そでひきこぞう）

天火（てんか / てんぴ）
顔が不明瞭で長い尾を引く火の玉。原作では貸本「地獄の散歩道」に名前のみ登場。アニメでは第3作35話で炎の妖怪五人衆の一員として初登場。第5作では25話にて妖怪大運動会に参加している。

丸毛（まるげ）
声 - 八奈見乗児（第1作）、野田圭一（第2作第2話）、はせさん治（第2作第43話）、塩屋翼（第3作）、沼田祐介（第4作・第5作）
毬藻のような体の小妖怪。初登場は「げた合戦」。逆柱に子供たちを人質に取られ、貯金箱に化けて金を盗み集める奴隷にされていた。鬼太郎により解放されてからは仲間として活躍する。
第5作では15話から登場。上記同様の事で妖怪横丁の家々から財布を盗むが、目玉おやじに追い詰められて事情を話し助けを求める。

岩魚坊主（いわなぼうず）
声 - 広中雅志（第3作）、佐藤正治（第4作）、辻親八（第5作）、中村光樹（第6作）
年経たイワナが化けた僧形の妖怪で、死者の霊を導いたり悪霊を封じたりする法力を持つ。
アニメ第3作53話で初登場。鬼太郎が押さえたモウリョウを経を唱えて石に封じ込めた。
第4作では59話に登場。オバリヨンと親しかった少女の死期を知り、その魂の昇天を一日遅らせて姉と会わせた。
第5作では92話で初登場。物や妖怪を岩に変える力を持つ。イワナが好物。浪小僧に弟子入りを志願されて当初は断ったものの、目玉親父の勧めもあり入門させる。気が短いところがあるため、大らかな性格の浪小僧との相性が心配されており、一度は誤解から浪小僧を破門させるものの、訳も聞かずに怒ったことを反省し、猛霊八惨と浪小僧の対決に加勢、強い絆で結ばれた師弟は共に四十七士に覚醒した（岩魚坊主は岐阜県、浪小僧は静岡県代表）。
第6作では多数登場する。

ガマ坊主（ガマぼうず）
カエルのような姿をした妖怪。岩戸の番人を務める。手に持った杖で妖力を操り、電撃で相手を液体のように溶かしてしまう。妖怪のエネルギーを蓄え、千年も生き続ける。水晶玉と一心同体になっている。岩魚坊主とは親戚関係。「岩戸のガマ坊主」に登場。

ミウ
声 - 浅野真澄
アニメ第5作に登場するアマミ一族姉弟の姉。西洋妖怪の侵略から自分たち姉弟を救った鬼太郎に想いを寄せ、彼を人生の師と仰ぐ。瀕死の母から体内に秘宝・地獄の鍵を託された。ネコ娘やドラキュラ三世が見とれるほどの美人で、鬼太郎が好む女性のタイプを知っている猫娘からはライバル視される。妖怪としての能力は強力な治癒（鬼太郎のちゃんちゃんこなど物も瞬時に修復できるほど）とテレパシー、一族由来の水中能力であるが、攻撃用に爪を鋭く延ばすことが可能。陸の幽霊族と海のアマミ一族と称されるように幽霊族とは近い系統の種族であるため、また地獄の鍵の守護を地獄から任命されていたこともあり、穏やかな感情で封じてはいるが実は鬼太郎と互角レベルの戦闘力を持つ。鬼太郎の体内電気すら通用しない。

カイ
声 - 下野紘
アマミ姉弟の弟。姉思いの優しい少年。姉共々第32話初登場。鬼太郎より背が高く、大人びていて高校生のような風貌をしている。作中で見られた泳法はドルフィンキック。

バケロー
声 - 田中秀幸
アニメ第5作に登場。元は妖怪百目の杖だったが、百目が鬼太郎に倒された時に壊れ魂だけとなった。その後色々な物に取り憑いて生き延びてきたが、携帯電話（フィーチャーフォン）に取り憑いた時に人間の少年隆に買われ、現在の体である携帯電話の型番「BAK600」をもじって「バケロー」と名付けられた。隆と一緒に過ごすうちに彼に情が移ったらしく、百目の魔手から守り、鬼太郎に百目をもう一度倒すように頼んだ。百目との戦いで壊れるが妖怪横丁で直してもらい、目玉おやじとも仲良くなって鬼太郎の仲間に加わった。ワンセグ（目玉おやじがテレビを見る場面もある）、GPS、ネット検索やメール、計算といった当時の携帯電話の機能を揃えている。また、霊界電波を送受信できるので地獄との通話や特殊空間のGPS探知も可能。
バンダイから関連商品「DX携帯妖怪 BAK600（バケロー）」が発売された。

古今東西妖怪大図鑑（ここんとうざいようかいだいずかん）
アニメ第5作に登場。通称は古今（ココン）。意志を持った書物で、第17話より飛騨の天狗から蒼坊主を通して鬼太郎父子に贈られた。多くの妖怪についての情報が記されており、しかもその内容は風の便りを受けて自動追加されていく。また、その情報を元に特定の妖怪を封印する御札を作り出せる。表紙の丸窓部分が顔、また錠前に付いた綱を手足のように使って動ける。人語は話せないようで「ココーン」としか言わない。下心に敏感で、着いて早々ねずみ男のそれに反応して逃げ出し、目玉おやじがどうにか宥めて連れ戻した事がある。
バケロー同様にバンダイから関連商品「DX妖怪大図鑑」が発売された。

川男（かわおとこ）
声 - 小西克幸・鈴木琢磨（第5作）
伝承では川沿いにいる大柄な人のような姿の妖怪。
アニメ第5作第42話初登場。二人組で一人は大きな鼻髭と顎髭を生やした中年姿でもう一人は顎に無精ひげを生やした青年姿でいずれも長髪で両手足に鰭のような物がある。常に飄々とした雰囲気で沼や川の近くに座り込んで話をしている。基本的に会話は青年の方が話して中年の方が答える形で始まる。自身達の目の前の川が干からびても「水のない川って川って言うのかな？」と相手に尋ねたり自身達の先祖の水妖怪の残した大事な水神石がなくなっても「気配を感じないからなくなっているかもね」と言うなどかなり無頓着な性格でねずみ男から「呑気な連中」と評されている。

花子（はなこ）さん
声 - 佐倉綾音
アニメ第6作に登場。学校の七不思議として有名なおかっぱ姿の女の子の妖怪で、ねこ娘とは友達の間柄。目玉おやじも褒めるほど可愛らしい容姿をしている。まなが通う中学校の3階女子トイレの奥から2番目に住む七不思議のひとつ。

独脚鬼（どっきゃくき）
声 - ボルケーノ太田
アニメ第6作に登場。牙が生えた中年男性の姿の中国妖怪。日本で表向きは人間として振舞いながら中華料理店『独脚鬼』を経営しており、正体を知る日本の妖怪たちも常連客として訪れている。日本にバックベアード軍団が侵攻するという噂を聞いた時は、店を畳んで逃げることを考えたが、その後鬼太郎ファミリーがバックベアード軍団を撃退したため店は継続され、ねずみ男や一反木綿、ひでり神など妖怪たちが来店している。

二宮 金次郎（にのみや きんじろう）像
アニメ第6作第10話に登場。学校の七不思議として、まなが通う中学校校内や外を走ることがある。砂かけ婆たちとは連絡を取り合う仲で、「ニノ」と呼ばれている。

化け鯨（ばけくじら）
体長数百メートル超に及ぶ巨体を持つ、クジラの骨格を模した姿の妖怪（水木による妖怪画とアニメでは尾びれの形状が異なる）。
厳つい容姿だが、一見すると微笑んでいるようにも思える眼窩が特徴（初登場話の鬼太郎たちとの邂逅前では怒っているように見える場面もある）。多数のクジラの魂の集合体とも言われるが正体は謎。
アニメでは第4作18話で初登場。「象の墓場」ならぬ「鯨の墓場」の守護神であり、強大な妖気と体躯に見合った怪力をもつ。尾の一撃は、西洋妖怪四天王の一角で巨体のブイイ（後述）を海中深くに沈めるほど。その反面、仲間を傷つけないように繊細な力と海水のコントロールが可能。104話では、海水に弱い吸血樹を潮吹き等で殲滅したことも。北陸から東京湾まで数時間で到達するほどの猛スピードで海面を泳ぐことや、凍らされた仲間を体内で溶かすこともできる。
妖怪千物語では海の生き物や生態系を守る「海の守護妖怪」として紹介され、半魚人が操る大イカとの戦いで鬼太郎に協力した。

### かつて敵だった味方の妖怪

水木しげるロードに設置されている「だるま」のブロンズ像。

ここでは敵役として登場し、戦いの末に降参または和解、そして後に鬼太郎の味方として活躍する（原作重視）者を挙げる。敵対したことはあっても群衆扱いだった者は前項を、“敵と味方で別と思われる（封印したのに再登場したなど）者”や“原作では倒されたが一部のアニメなどで味方になった者”は後述の「日本妖怪」を参照。
鏡爺（かがみじじい）
声 - 永井一郎（第1作）、宮内幸平（第3作）、丸山詠二（第4作）、石塚運昇（第5作）、塩屋浩三（第6作）
古い鏡の中に潜む老人姿の妖怪。鳥山石燕画の百々爺が姿の原型で、妖怪としては「ゲゲゲの鬼太郎」オリジナルのキャラクター。
やや好色な面がある。他方、アニメ第3〜6作では女性や子供を守る紳士的な面もある。
原作「鏡爺」では少女の姿を奪い鏡に閉じ込める。「形が無い故に鬼太郎の必殺技が通じない」という特性で鬼太郎を苦しめたが、本体である鏡に戻った際にその鏡を破壊されて退治された。
アニメ第1作では8話に登場。カオリという少女を襲い、捕らえた姿を奴隷にしようとしたが、鬼太郎に鏡を破壊されて消滅した。
第3作では天童ユメコを襲い、彼女が鬼太郎と知り合うきっかけを作る重要な役回りになる。多数の鏡を操って囲い込む術や分身能力を使っての猛攻で鬼太郎たちを苦しめ優勢になるが、ユメコが大事にしてくれた女性・はな（鏡じじいは「おはなちゃん」と呼んでいる）の孫と知って改心。原宿の古道具屋に移り住む。
第4作では全ての鏡の向こう側に通じる「鏡の世界」の住人として4話から登場。村上祐子達の学校にある大きな鏡の中に住む学校の守護神とされていたが、校長の判断で鏡が粗大ゴミにされて激怒した。
第5作では劇場版に登場。鏡に限らずつるつるして姿が映る物なら何にでも移動でき、大きさも自由自在に変えることができる能力が加わった。元々は大霊山のヤトノカミの封印の番人で人々を蛇神から守る守護神の役目をもっていた。
第6作でも全ての鏡の向こう側に通じる「鏡の世界」の住人として登場。女の子を鏡の中から覗き見ることを好む好色な面は原作や第3作と同じだが、それ以上の悪戯はしない。山村の旧家・緒方家の老婆の嫁入り道具である古い鏡に長年住んでおり、その老婆を守護していた。
『パチスロ版』では、鬼太郎のコピーであるブラック鬼太郎を誕生させる。

傘化け（かさばけ） / カサやん / からかさ小僧（からかさこぞう） / 化け傘（ばけかさ） / 唐傘（からかさ）
声 - 兼本新吾（第2作）、小林通孝（第3作初登場第23話のみ）、平野正人（第3作）、草尾毅（第4作）、小西克幸→高戸靖広（第5作・第53話以降）、稲田徹（第6作）、金子はりい（異聞妖怪奇譚）、デーブ・スペクター（実写映画版）
古びた傘が魂を持った妖怪（いわゆる付喪神）。傘に一つ目と両腕、片足を生やしたような姿をしている（作品によっては口が描かれていることがある。両腕は引っ込めることが可能）。傘の色は原作では茶色だが、アニメでは赤が多い。上記のように呼称が多数あるが、「傘化け」以外はその都度記す。
ほとんどの技は一本足を軸にした回転に由来し、飛行・催眠術・丸鋸式に切断・攻撃の跳ね返し・強風を起こすなど多彩。さらに必殺技として目から高出力熱線を放つが、鏡に反射されてしまうのが欠点。
鬼太郎作品への初登場は貸本「ボクは新入生」で、ブリガドーンに住む幼い個体「カサちゃん」が登場。
連載作品初登場は「電気妖怪」（初アニメ化第1作第25話）で、ゲゲゲの森の住人で「カサやん」と呼ばれる2体が鬼太郎と子泣き爺をかみなりの住処へ運んだ。
サンデー版の原作「傘化け」及び第2作第24話ではねずみ男に騙されて鬼太郎からちゃんちゃんこを奪い、その霊力を利用して大富豪の一人息子に化けて本物と成り代わり財産を手に入れようとする。第2作では敗北後、ねずみ男が鬼太郎に自分を退治させて礼金をせしめようとしていたことを知って激怒し、当分の間ねずみ男を召使いとしてこき使うことで勘弁する。
第2作では24話で敵対した傘化けとは別に「カサやん」と呼ばれる仲間が登場。
雪姫編の「傘化け」では悪意を持った妖怪として生を受け、熱線を放って暴れたり雪姫をさらってこき使ったりした。
第3作では6話と26話で「からかさ小僧」、23話などで「化け傘」の名で登場。23話では雨山博士の施したコーティングでかみなりの放電を防ぐ。
第4作では31話に登場。無人の炭鉱跡でひっそりと暮らしていたが、仙人を名乗るねずみ男に唆され、鬼太郎を襲撃してちゃんちゃんこを奪う。ちゃんちゃんこの霊力で1年前に亡くなった大富豪の老人・伊集院寿太郎に化け、その妻・タエの前に現れて屋敷でタエと暮らす。
第5作では妖怪長屋の住人として登場。普通の唐傘になりすますことが出来る。ある人間の女性と親しかったが別れてしまった過去から、人間とは距離を置くべきと考えており、58話では鷲尾とデートの準備をするろくろ首の邪魔をしたりした。回転が得意なので横丁一のコマ回し名人でもあり、自身をコマ、一反木綿を紐に見立てた連携技を使う。
第6作では唐傘の名称を持つ。50年前からろくろ首、あかなめと共に爽快アパートに棲みついており、オーナー夫婦と共に暮らしてきた。鬼太郎のちゃんちゃんこを着用した際には妖力を増し、熱線攻撃や傘骨針など多彩な技で鬼太郎を終始圧倒していた。
妖怪千物語では封じ札を貼られてお堂に転がっていたのが、雨宿りした子供たちの一人に封じ札を剥がされ復活。熱線を放って暴れ催眠術でねずみ男と猫娘を操り鬼太郎共々焼き殺そうとした。
ゲーム『異聞妖怪奇譚』では特定条件下で仲間にできる。

あかなめ
声 - 北川国彦（第2作8話）、今西正男（第2作28話）、つかせのりこ→頓宮恭子、難波圭一（第3作）、粕谷雄太（第6作）
浴室に現れて長い舌で湯垢を舐めるという妖怪。ザンバラ髪で緑色の肌をした子供の姿で描かれることが多い。
「あかなめ」（初アニメ化第2作28話）では人間が捨てたゴミが集まり変化した巨大あかなめが出現、緑色の肌をしたあかなめとは別の存在で、触れた物全てを自分の体と同化させる。東京を占領してゴミや害虫の王になろうとし、鬼太郎をも吸収した。「釜なり」「傘ばけ」などでは妖怪アパートの住人としてあかなめの姿が見られる。
アニメ第2作8話では、さらに別の老人姿のあかなめが登場。外見は登場したあかなめの中で一番人間の姿に近く、汚れを浄化する力を持ち清潔好きな性格。人間の環境汚染に怒って汚れを養分に育つマンモスフラワーを繁殖させた。
伝承や水木の妖怪画にも描かれているザンバラ髪で緑色の肌をしたタイプは、アニメ第3作の8話で初登場。だるま妖怪相談所の客として訪れ、現代の人間の風呂が清潔過ぎて舐める湯垢が無いことを嘆いていた。33話でゴミの化学物質を食べ巨大化した時（原作「あかなめ」がベース）は獲物を舌で捕らえ呑み込んでいた。古代植物の力で元に戻った後は鬼太郎の仲間となる。
第4作では16話に登場。本作では言葉を喋ることが出来ず、声もほとんど発しない。ねずみ男の住む廃アパートに白溶裔と住み付き、インチキ商売の片棒を担ぐことになる。都会の汚れを吸収して白溶裔と同様に巨大化するが狂暴化はしておらず、白溶裔に吹き飛ばされそうになったねずみ男を助け、白溶裔の汚れを舐めて元に戻そうとする。
第6作では、23話でろくろ首、唐傘と共に50年前に爽快アパートに住み付いた妖怪として初登場。第4作と同じく言葉を喋らないが、鳴き声的な発声で妖怪同士では意思が通じる。ヤモリのように壁や天井に貼り付いて風呂場に現れる。
ブン太（ぶんた）
声 - 八奈見乗児（第2作）、龍田直樹（第3作）
『あかなめ』（アニメ化作品第2作28話、第3作第33話）に登場。元々はただの蝿だったが、ゴミ捨て場にいた時に有機物が起こした化学変化の影響による進化の結果、知力が異常に発達し人語が話せるようになった知恵蝿（チエバエ）（厳密には「妖怪」か蠅の進化した「新種の生物」か、分類の言及が本編でもされておらず不詳である）。自分の住処でもある汚い場所がゴミの不法投棄などで、今や様々なゴミが大量に集まりすぎたせいで、想像もつかない化学変化が起き始めていると鬼太郎たちに忠告し、危惧していた通り巨大なゴミの妖怪あかなめが生まれる。
アニメ第3作では、若干上から目線となっており同様の役回りであったが暴走したあかなめの退治方法までは知らず去ってしまい、その役は閻魔大王が担った。

小豆洗い（あずきあらい）/ 小豆とぎ
声 - はせさん治（第1作）、平野正人（第3作）、田中和実（第3作代役）、西村知道（第4作）、小西克幸（第5作）、宮澤正（第6作）
河原で歌いながら小豆を磨ぐ妖怪。ゲゲゲの森の住人。禿頭の老人のような姿をしている。
原作「小豆連合軍」では敵として登場。工場廃水で小豆畑を汚染された報復に仲間の小豆はかり・小豆婆と共に工場の機械を壊し、人間の顔から養分を小豆として搾り取る術をかけた。
アニメでは第1作第7話初登場。第3、4作にも登場し、特に4作では現代社会に生きる善良妖怪として、哀愁を漂わせている。
第5作では妖怪横丁で饅頭屋を営んでいる。第83話で山梨県代表の妖怪四十七士に覚醒した。
第6作では第31話に登場。人間が小豆の存在を忘れつつあることを嘆いており、ねずみ男に唆され小豆はかり、小豆婆と共に動画配信によって小豆を宣伝しようとする。

小豆はかり
声 - 塩屋浩三（第3作、第6作）、里内信夫（第4作）、小形満（第5作）
民家の天井裏から小豆を撒く音を立てる妖怪。大量の毛に覆われた大きな頭と小柄な体格が特徴。小豆連合軍の一人。太鼓を叩いて、人間の顔から小豆を搾り取った。

小豆婆（あずきばばあ）
声 - 青木和代（第3作）、宇和川恵美（第4作）、上村典子（第5作）、斉藤貴美子（第6作）
小豆洗いと同じく、河原で小豆を磨ぐ老婆の妖怪。小豆連合軍の一人（アニメ第3作・第4作ではリーダー的存在）。アニメ第6作では普段は「あずきぃ」としか発言しないように振舞っているが、本当は従来の作品同様に普通に他者と会話できる。

地獄童子（じごくどうじ）
声 - 堀川亮（第3作・地獄編）
閻魔大王の従者兼用心棒として現れた謎の少年。正体は鬼太郎と同じ幽霊族の血を引く半妖怪。長いエリマキが武器で、ロープとして妖力で硬直させて剣としても使用する。はじめ鬼太郎とは敵対するが、和解して共闘した。原作では貸本時代のエピソードを元にした「妖怪水ころがし」にて溶けてしまう。後日談的な内容の3部最終作SFC版でも彼の最後的な内容の終わりがある。
登場は原作『最新版』およびアニメ第3作『地獄編』のみ。原作・アニメとも幽子（ゆうこ）という名の亡者の少女を恋人にしている。考案者は1980年代当時に水木プロで『最新版』を作画していた森野達弥。1994年に森野はスピンオフ作品「地獄童子」を発表している。

のっぺらぼう
声 - 富田耕吉（第1作）、安西正弘（第3作）、山口勝平（第4作）、くまいもとこ（第6作）
顔がなく口だけのどこか間の抜けた感じのする妖怪。初登場は『のっぺらぼう』。
墓地で人魂を捕えて天麩羅にし、それを食べさせた相手から顔を奪い取る能力を持つ。また、奪われるのは顔全体ではなく、鼻から上の部分（つまり被害者はのっぺらぼうと同じような顔となる）。ねずみ男に人魂の天麩羅を食べさせて顔を奪い、取り返しに来た鬼太郎を餅にして食べようとするが、体を変形させた鬼太郎に包まれ腹の中に入れられて降参する。
アニメでは第1作第45話で初登場。最初は死人の顔を盗んでいたが、あまり長持ちしないため生きた人間の顔を奪うことに変更する。初めにねずみ男の顔を奪った（人魂の天麩羅、人魂のスープ、墓地の梅で作った梅酒でもてなした）が、「見れば見るほど間延びしたくだらん顔」として気に召さず、鬼太郎を見て「奴の顔なら一級品」として人魂のスープで握った握り飯を食べさせて顔を奪うことに成功する。第2作では、第2話でチー一味との戦いに参戦。
第3作では第16話初登場。人魂を食べないと生きていけない妖怪で、相手に抱きつき体内に取り込むことで顔を奪い取る妖術を持つ。奪った顔は体内に貯めこまれており、取り込んだ相手に別の顔を着けることも可能。また、飛行能力も備えている。
第4作では第7話初登場。直接相手の顔を「食べる」ことで顔を奪う妖力を持ち、美味しいと評判の蕎麦屋を営んで客から代金の代わりに顔を奪っていた（ねずみ男も被害に遭った）。鬼太郎のちゃんちゃんこやリモコン下駄を菜箸や箸で受け止め防ぐなど料理道具を使った武術に秀でており、調理場では無類の強さを発揮し、猫娘、一反木綿、ぬりかべの顔を奪い、鬼太郎も餅に包み食べようとしたが、ちゃんちゃんこを食わされ腹の中で破裂寸前まで膨らまされて降参、二度と顔を奪わないと誓い持ち主全員に顔を返した。
第6作第44話でエピソードの中心人物として登場。善良で人間の子供と遊ぶのが好きな妖怪だが、見た目を恐れられ逃げられてしまうことが多い。過去に出会った少年・北島敦（きたじま あつし）のことを親友としてずっと思い続けており、敦が成長して姿が見えなくなってもSNSで連絡を取り合うなど陰から見守り続けていた。
『妖怪千物語』では悪役扱いで第18話に登場。ラーメン屋台を開いて人間に人魂の天麩羅（味は美味らしい）を食べさせ顔を奪いコレクションにし、顔を奪われた人間を操っていた。
「人魂の天麩羅を食べさせ顔を奪う」構想は『のっぺらぼう』以前に鬼太郎以外の水木作品である『なまけの与太郎・顔ぬす人』でも描かれている。そこでの「顔ぬす人」の姿はねずみ男だった。
ぬっぺらぼう / ぬっへふほふ / ぬっへほふ
声 - 永井一郎（第1作）、龍田直樹（第6作）、海津義孝（異聞妖怪奇譚）、きたろう（実写映画版）
顔のような皺のある肉塊に手足が生えた姿の妖怪で、のっぺらぼうとも同系統の存在。本来は日本本土の妖怪だが、初登場の「朝鮮魔法」およびそのアニメ第3作版の66話では韓国、初アニメ化の第1作57話「隠形魔法」では沖縄の妖怪とされた。3人兄弟が歌声で獲物を魅惑して若さを奪い、抵抗する者を“魔法”で叩き潰す。鬼太郎も若さを奪われ、“魔法”に立ち向かったぬりかべは腹を蹴破られた。
第3作では4人目は蜜をかけられ蜂の群れに集られて正体を現し拘束される。
第5作では妖怪横丁の住民。
第6作では第82話にぬっぺっぽうという名で登場。ねずみ男と手を組んで、美容クリームと称し若さを奪うクリームを売るが、実はぬらりひょんの軍資金調達に利用されていた。
ずんべら
声 - 青木笑児（第2作）、久川綾（第6作）
アニメ第2作第41話「霊形手術」、第6作第15話「ずんべら霊形手術」に登場。原作は鬼太郎の登場しない短編『霊形手術』。のっぺらぼうやぬっぺほふと同じ系統の妖怪で、本作では顔を盗るのものっぺらぼうと共通しているが、のっぺらぼうと唯一違うのは、のっぺらぼうが顔を盗ると口だけ残るのに対してずんべらは口を含む顔全体が無くなってしまう点である。2作では男性型だが、6作では女性型で登場。
第2作ではスーツを着た男性の姿で、人前では収集した死人の顔を付けている。生きている人間の顔を盗ることもできるが、普段は死人の顔を収集しており、目玉おやじ曰く、「顔をコレクションすることこそ、奴の因果な宿命、存在理由」。人魂を入れたドーナツやケーキを食べさせることで面の皮を剥がして手に入れるなど、やり方ものっぺらぼうと全く変わらない。面の皮は、自分の言うことしか聞かない特殊な金庫に入れて保管する。
第6作では黒い和装の美女の姿で（老婆の姿になることもできる）、美を追求するあまり水銀（昔は仙薬になると信じられていた）を飲んで中毒死した女性が妖怪化した存在。霊形手術には人魂の天ぷらを使い、剥ぎ取った顔はつづらの中の木箱に入れて保管している。「美に狂う女たちが愛おしい」として、美への執着心が強い女性に近づき、その顔を剥いで死人の顔に張り替える霊形手術を無償で施す。しかし、死人の顔は長くは持たず時間が経つと消えてしまい、のっぺらぼうと同様の顔無しになってしまうため、美しい顔を維持するには定期的に顔を張り直さなければならない。作中ではまなの同級生で、自分の顔にコンプレックスを持つ少女・房野きらら（ふさの きらら）と、彼女が追いかけをしていた男性アイドル・ユウスケのファン代表に霊形手術を施し、顔を返すよう要求されるとあっさり応じたが、鬼太郎から人間の顔を取るのは止めるように言われると「私は何もしないさ、女が私を必要としない限り（あくまで自分から進んで行うことはない）」と意味ありげに告げて去った。
白坊主（しろぼうず）
声 - 平井啓二（第5作）
足の無いのっぺらぼうのような姿の妖怪。
アニメでは第3作初登場。
第5作では大阪府出身。輪入道が営む運送屋に火車と共に勤める。第90話で火車が冤罪を晴らすために鬼太郎と入れ替わったことを知り、輪入道に伝えて共に畑怨霊戦の応援に駆け付ける。顔から放つ光線で姿を隠した畑怨霊を見破り、この戦いで輪入道や火車と共に妖怪四十七士に覚醒した。

毛目玉（けめだま）
声 - 矢田耕司（第2作）、はせさん治（第3作）、田の中真弓（第5作）
目玉おやじに毛が生えたような姿の妖怪。
初登場は『鬼太郎のベトナム戦記』で、ベトナムで百年眠っていた目玉おやじの従兄弟という設定だった（幽霊族との関連性には触れられていない）。少年誌初登場は『髪さま』（単行本にて『髪の毛大戦』と改題）。『ベトナム戦記』とは別設定で、離島を支配する髪様の忠実な僕として登場。
鬼太郎に髪様が敗れてからはしばらく登場しなかったが、『妖怪危機一髪』では鬼太郎の仲間として登場、役割上は『妖怪反物』での丸毛と一緒で、この時は目玉おやじと共にヒ一族のアジトに潜入した。
アニメでは第2作第9話で初登場。「（目玉おやじとは）関係ない」と言っている。アニメ第3作および第5作では、親類である原作とは異なり髪様の部下である。

夜行さん（やぎょうさん）
声 - 大竹宏（第3作）、掛川裕彦（第4作）、川津泰彦（第4作第47話）、佐藤正治（第4作第114話）、楠見尚己（第5作）、高塚正也（第6作）
1つ目の髭を蓄えた鬼。首切れ馬に乗っている。初登場は1980年代『最新版』第2話で、百鬼夜行衆の大将。当初はぬらりひょん一味だったが、第6話で鬼太郎に敗れ、部下共々鬼太郎ファミリーに入った。地獄編「最後の出会い」では餓鬼道の番人。他シリーズの夜行さんと似た姿の部下多数を、鉄の皮膚を持つ大将が率いている。
アニメ第3〜5作では妖怪発明家という設定で妖怪戦車などを製作している。
第4作では妖怪検事の資格も持っている。約束事には厳しい。最終回ではヒ一族の巫女の策で毒で倒れた鬼太郎に解毒剤を飲ませ救い、妖怪自動車で無明彼岸の世界に向かう死神の汽車を止める活躍をした。
第5作では妖怪横丁に研究所を構える。
首切れ馬（くびきれうま）
夜行さんが乗る頭部の無い馬。『最新版』6話、「最後の出会い」、アニメは第3作113話、第4作37話に登場。第5作では「妖怪横丁ゲゲゲ節」の歌詞に名が出ているものの、本編未登場。

夜道怪（やどうかい）
声 - 中田譲治（第5作）
風呂敷包みを背負った旅装束の僧侶の姿をした妖怪。伝承では子供をさらうとされる。
「魔笛エロイムエッサイム」ではぬらりひょん一味。獣のような顔で、杖から炎や電光を放って攻撃する。
アニメ初登場は第5作第52話。一人称は「あっし」。闇を自在に操る力を持ち、一宿の恩に報いようとする義理堅い性格だが人間の感覚とはズレがある。塾での成績が振るわない少年・光一の家の軒先で雨宿りをし、その礼に「成績が一番になりたい」という願いを、塾生を次々と闇の中に引き込み「競争相手がいなくなる」形で叶えようとし、塾生を襲っていたところを偶然近くにいた鬼太郎と遭遇する。髪の毛針やリモコン下駄を風呂敷や杖で防ぎ、ちゃんちゃんこの拘束を闇に潜って逃れ、逆に鬼太郎を撤退させる等、かなりの強者ぶりを見せた。さらに79話では呼子の声を聞き、鬼太郎達の元へ駆けつけ埼玉県の妖怪四十七士として覚醒し、影を操り槌の子の動きを封じて鬼太郎を勝利へ導いた。

ひでり神（ひでりがみ）
声 - 内海賢二（第1作）、はせさん治（第3作）、立木文彦（第4作）、小野坂昌也（第5作）、江原正士（第6作）、大竹宏（異聞妖怪奇譚）
一眼の狒々のような姿の妖怪。初登場は『ひでりがみ』（初アニメ化第1作43話）。口から熱風や火炎を吐き、高温にさらされるほど強くなる。また、黒雲に障子戸が付いた「妖怪ホバークラフト」で空を飛び移動する。ねずみ男と組んで週刊雑誌「妖怪パンツ」の編集者2名を誘拐し、身代金を要求したため鬼太郎と対峙。一度は火山の火口に落とされるが炎の塊のような姿にパワーアップして鬼太郎を苦戦させる。新編ゲゲゲの鬼太郎『月の妖怪桂男』では救援に呼ばれ、口から猛烈な「日照り」を桂男に浴びせ、水分を蒸発させ桂男を縮めて降伏させる。
アニメ第3作では、29話初登場。うっかりもので食いしん坊の基本的には大人しい妖怪で、絵を描くことを趣味としている。劇場作品『最強妖怪軍団!日本上陸!!』では再登場した日本妖怪の中でも目立つ存在で、趣味を活かして友好盆踊り大会の垂れ幕の文字を書くなど会場設営の手伝いをしており、その後も日本妖怪の空軍の一員として中国妖怪との戦いに参戦。
第4作では76話に登場。北陸の農村で山の神として祀られており、年に一度、地酒「山一錦」を供えられることで天気を見守っていたが、酒造工程が機械化されたことで味が変わったのを「ニセモノを渡された」として激怒し、妖怪ホバークラフトで雨雲を吸い取ることで日照りを起こして人々を困らせ、さらにインチキ雨乞いを行っていたねずみ男と組んで「本物の山一錦を三樽と現金百万円を持ってくれば雨を降らせる」と要求する。
第5作では妖怪界の小説家で、他シリーズと違い着物を着ている。
第6作では81話に登場。外見は第5作とほぼ同じ。葛飾北斎の作品を初め約200年来の漫画好きで、執筆を思い立ち出版社に持ち込みを始めるも見た目のせいで怖がられていたが、「週刊少年マシンガン」副編集長の角富（すみとみ）と出会い、彼の指導やねこ娘たちの協力もあって「ロケットメン」を連載し、人気を博し日本コミック大賞の候補に挙がる。
ゲーム『異聞妖怪奇譚』では特定条件下で仲間にできる。

だるま
声 - 北川米彦（第1作）、滝口順平（第3作・第8話）→大竹宏（第26話）→田中康郎（第55話以降）、田中信夫（第4作）、麦人（第5作）
文字通り手足の生えただるまの妖怪。別名「おばけだるま」。腹から大量の子だるまを出す。子だるまはだるまの内臓でありその内の心臓に当たるものが弱点。
初登場は『だるま』。とあるマンションビルに存在しないはずの4階に住まわせてくれと大家に懇願し入居するが、本当の目的はビルを乗っ取ることであり、妖怪仲間と共にビルの住民たちを怖がらせ次々と追い出した。
アニメでは第1作第59話初登場。忌み数「4」を飛ばすことで生じた空間に住んでいたがそれが少なくなった事情が加えられている。第2作では、第2話で鬼太郎に味方してチー一味との戦いに参戦。
第3作では第8話初登場。ビルへの入居の経緯や終盤の鬼太郎との対決への展開は原作とほぼ同様。ねずみ男の入れ知恵で文明の発展に悩む妖怪たちの相談を受ける「妖怪相談所」を開くも思うように相談料が手に入らず、ビル乗っ取りを勧められて行動に移してしまう。
第4作では第105話登場。人間や妖怪を呑み込みだるまに変える能力を持ち、火だるま攻撃、雪だるま攻撃、だるま落とし等多彩な技を持つ。元々は「少しでも楽な生活がしたい」という人間たちの切実な願いを聞いて応援する役目を大切にしていたが、現代の人間たちの多くが、だるまに願掛けをしながらも昔のように正当な努力をしない上に「願い」がほとんど「欲」になっていたことと、用済みのだるまを粗末に扱うようになったことに怒り、だるまの気持ちを人間たちに思い知らせようと考え、日本中の人間をだるまに変えて欲のない清らかな「だるま王国」にする事業の手始めに治法戸市（ちほうとし）の全住民をだるまに変えてしまう。
第5作では93話に登場。普段はだるまのような顔の長髪の人間の姿に化けている。100年以上前から建つ「石垣ビルヂング」の存在しないはずの「4階」で100年前から妖怪相手の美術商を営むが、ビルが取り壊される事を知ってオーナーの石垣金五郎に抗議しに現れ、その翌日に工事業者を「4階」に連れ去る。

毒娘（どくむすめ）
体内に猛毒を持つ女性の半妖怪で、古いネコイラズ屋「元祖ねこいらず・猫毒屋」の店長。『国盗り物語』に登場。口から毒の息を吐き、相手を病気にさせたり、呪いのかかった品を無力化したりできる。猫娘とは知り合い。

鬼童・伊吹丸（きどう・いぶきまる）
声 - 古谷徹
アニメ第6作で大逆の四将の一体として第69話に初登場。伝承では『古今著聞集』などに登場する、日本三大妖怪の一角・酒呑童子の息子といわれる鬼。本作では「伊吹丸」という名前が付けられている。
左額の角を除けば美青年風の面持ちだが、その風貌とは裏腹に鬼の中でも最強クラスと称される実力の持ち主。常に携えている刀からは強力な斬撃を放ち、鬼太郎とも互角以上に渡り合い、刀の鞘で軽く突くだけで猫娘を戦闘不能にしている。また、呪禁道などの呪術や知識にも長けており、鬼道衆の操る呪装術は一切通用しない。かつては父親の酒呑童子を首魁とする大江山の鬼の一党に与していたが自身は人間の支配などには興味がなく、心を通わせていた人間の娘・ちはやや奴隷の人間とともに出奔、遠く離れた地に里を築き穏やかに暮らしていた。しかし近隣の国主によって里を滅ぼされ、ちはやも殺されたことで復讐の鬼と化し、国主とその血族をはじめとした人々を皆殺しにして国ごと滅ぼしたことで鬼道衆に討たれ千年前に地獄に投獄されたが、ぬらりひょんの手により脱獄する。

### 人間
主に鬼太郎たちと仲間・知人関係となった人間たち（当初は敵対していたが後に和解した者等も含む）。
水木（みずき）
声 - 大川透（墓場鬼太郎）、木内秀信（劇場版『鬼太郎誕生 ゲゲゲの謎』）
鬼太郎の育ての親で、ごく平凡なサラリーマンの青年。原作者のペンネームと同姓だが、後に登場する原作者のキャラクターとは直接には無関係となっている。
勤務している血液銀行が扱った血液の中に「幽霊の血」が混じっていたことの調査を社長から命じられ、原因となった供血者の記した住所が自宅と同じであったことから隣接する古寺を訪ね、幽霊族の夫婦（鬼太郎の両親）と出会う。妻の方が供血したことと彼らの種族の歴史と事情を教えられ、妊娠していた妻から「赤ちゃん（鬼太郎）が生まれるまで誰にも黙っていてください」という頼みを聴き入れる。それから8ヶ月後、死んでいた夫婦を見つけ慈悲から妻を埋葬し、その3日後に墓から鬼太郎が生まれるのを目撃。最初は不気味に思い一瞬殺そうしたが、鬼太郎が自分を頼りとすることから哀れに感じ、引き取って育てる。『墓場鬼太郎』（原作・アニメ）における水木と家族などの周辺関係者は「墓場鬼太郎の登場人物」を参照。
第6作では赤ん坊の頃の鬼太郎を助けた人間としてその存在が語られ、鬼太郎が人助けをする理由付けとなっている。
劇場版『鬼太郎誕生 ゲゲゲの謎』に登場する水木は第6期の世界観に貸本『墓場鬼太郎』の要素がミックスされ新たなキャラクターとなっている。この作品における水木と周辺関係者は「鬼太郎誕生 ゲゲゲの謎#登場人物」を参照。
水木の母
声 - 真山亜子（墓場鬼太郎）
息子の説得により鬼太郎を育てることになるが、不審な行動をとる鬼太郎を不気味に思っていた。鬼太郎が水木の家を出て以後の消息は不明だが、アニメ第6作準拠の小説「ねずみ男ハードボイルド」（「朱の音」収録）では、その時点で故人であることが明かされている。
『墓場鬼太郎』（原作・アニメ）における描写については、「墓場鬼太郎の登場人物」を参照。

三島 由美夫（みしま ゆみお）
『月刊ガロ』掲載『鬼太郎夜話』に登場。
登場当時の流行歌手兼作家。終電でねずみ男に吸血木の芽を植えつけられる。吸血木によって血液を吸い取られて変わり果てた姿になり、その後は生け花「草風流」の家元・勅使河原草風（てしがわら そうふう）に拾われ、喫茶店「ザ・パンティ」（アニメ第6作では、喫茶店「ザ・パリティ」として何回か登場している）の植木として飾られていたが、店の支配人・助部（すけべ）から90万円で買い取ったねずみ男によって府中の先の蛇ヶ島に埋められ、最終的には成長した吸血木の果実から鬼太郎達によって助け出される。
モデルは三島由紀夫。
貸本版『墓場鬼太郎』シリーズの『鬼太郎夜話』第一巻『吸血木と猫娘』と第二巻『地獄の散歩道』（アニメ版第3、4話）ではトランク永井（トランクながい）（アニメ版ではトランプ重井〈トランプおもい〉）が該当する。こちらの名前と外見のモデルはフランク永井。詳細は「墓場鬼太郎の登場人物」を参照。

犬山 まな（）
声 - 藤井ゆきよ
アニメ第6作の人間側ヒロイン。
犬山 純子（いぬやま じゅんこ）
声 - 皆口裕子
まなの母親。まな同様に整った容姿で口元にほくろがある。家族想いで性格もしっかりしている。勤めており、出張で家を空けることも多い。第47話ではジョン・童という人物が社長を務めるインターネット関連事業の会社「オメガ」に秘書として勤めていた。
犬山 裕一（いぬやま ゆういち）
声 - 高塚正也
まなの父親で純子の夫。無精髭を生やしている。純子曰く台風で鉄道が全線運休になっても会社に行くほど真面目な性格。鳥取県の境港出身で、郷里に実兄・庄司がいる。建設関連の会社に勤めている。
犬山 庄司（いぬやま しょうじ）
声 - 魚建
まなの伯父で裕一の実兄。鳥取県の境港で漁師をしており、毎年夏休みには姪のまなが訪れる。かつては甲子園に出場した高校球児で、センターを務め「スナイパー庄司」と呼ばれていた。第16話より準レギュラーとして登場。海座頭によって船幽霊にされてしまったが、わずかに自我が残っており、まなの機転によって正気を取り戻し、海座頭の顔面へ野球ボールを命中させ、鬼太郎の勝利へのアシストを務めた。実在の境港の「水木しげる記念館」館長である庄司行男がモデル。
犬山 リエ（いぬやま リエ）
声 - れいみ
庄司の妻でまなの伯母、裕一の義姉。第16話より準レギュラーとして登場。まなが大好物のイワシのつみれ汁を作っては、まなに喜ばれている。
沢田 淑子（さわだ としこ）
声 - 高島雅羅
千葉に住んでいる純子の伯母で、まなからは大伯母にあたる。年齢は90歳を越えている。『妖花』のエピソードに登場。戦時中に恋におちて結婚を約束していた男性・総二郎がいたが、彼は結婚に反対する親に入隊を強制され、その事情を伝える手紙を出すことも叶わず戦死していた。後に鬼太郎達がその手紙を回収し、受け取った淑子は家に咲く妖花が総二郎の想いによるものと理解し涙した。
ふく
声 - 桑島法子
まなと純子の先祖の親族。面影はまなにそっくり。鬼と結ばれるという禁忌を犯したことにより、父親からも「我が娘ながら汚らわしい」と罵倒される。胎内の子供を守るため逃げ出すも敢え無く処刑され、胎内の子は生まれることなく名無しとなった。

桃山 雅（ももやま みやび）
声 - 祖山桃子
アニメ第6作に登場するまなと同級生の少女。濃い黒色のロングヘアで、まな同様整った容姿をしている。背はまなより少し低い。まなとは親友で、日常的場面で頻繁に行動を共にすることが多い。両親と三人暮らしで、ベルという犬（パグ）を飼っている。明るく活発で、根は友達思いな優しい性格だが、当初は反抗期で我儘な面も目立ち、調子に乗りやすいところもある。

一刻堂（いっこくどう）
声 - 京極夏彦
アニメ第4作に登場する陰陽師。第101話に登場。中野在住で、家業は某神社の宮司かつ陰陽道いかるが流の当主でもある（書斎の掛け軸には安倍晴明らしき陰陽師が描かれている）。副業として「憑物落とし」の「拝み屋」でもあり、「妖怪の天敵」とも評される言霊の使い手。八重歯が生えており、終始不機嫌な仏頂面。常に和装で、背中と両胸に晴明桔梗を白く染め抜いた漆黒の羽織と着流し、黒の足袋に鼻緒だけが赤い黒の下駄と、黒ずくめの格好をしている。「この世には不思議なものなどない」と言うのが口癖であり、座右の銘。知識と理を尊んで根拠のないことは語らない。
言葉一つで、その伝承を生んだモノや現象に変えてしまう言霊の力を持つ。また、他者に気配を感じさせずいつの間にか姿を現したり背後に立ったりもする。体幹も弱くなく、瞬時に位置を変えてその場から姿を消すように去ることもできる。式神として瀬戸大将、護法童子などを操り、光明真言も唱えるなど真言密教にも通じている。彼の言葉が現実になるのではなく、彼は真実を語っているだけである。
ぬらりひょんから500年前に先祖が交わした契約を突きつけられ、彼の依頼を嫌がりつつも引っ張り出されて鬼太郎達の始末にかかる。
水木しげるの弟子筋である小説家・京極夏彦がオリジナルで第101話の脚本を担当。キャラクターデザインと声も京極本人によるものである。同様に京極夏彦がモデルとなっている百鬼夜行シリーズの主要登場人物・中禅寺秋彦（京極堂）とは別のキャラクターながら、素性・言動等が非常に似通っている。
劇中で鬼太郎たち妖怪は姿を変えられかけるが、本作特集ムックの水木との対談等でも京極は、「これが各々『妖怪の正体』なのではなく、名前を失った場合の真実で本当の姿であり、名前による姿形や音、気配等がある以上は、作中の一刻堂の言及通りに妖怪はこの世に居なくてはならないモノ」と言及している。

石動 零（いするぎ れい）
声 - 神谷浩史
アニメ第6作に登場する男子高校生。第50話から登場。一本ずつ赤い線が通った無数の跳ねた毛の黒髪と鋭いつり目、両耳にしたピアス、細身ながら筋肉質の体が特徴的。普段はパーカーを着ているが、鬼神の腕を使う時は脱ぎ捨て黒いタンクトップ姿になる。両親は既に他界しており、孤児だった自分を鬼道衆の師匠に拾われ育てられた経緯を持つ（鬼道衆との血縁関係はない）。本編で直接語られていないが（設定では）、奈良県出身の16歳で、里を滅ぼされたことをきっかけに新宿の高校に転入し、東京を中心に復讐の機会を窺っていた。倒した妖怪の魂を「オン（唵）」の掛け声で取り込み、その力を身に宿して使う呪装術を使用できる。霊弓や霊符を扱える技術も持ち、黒坊主以前に登場した妖怪を難なく倒し、鬼太郎と互角に戦うなど高い戦闘能力を持つ。
サヤ
声 - 祖山桃子
アニメ第6作に登場した鬼道衆の里の少女。左目を前髪で隠して着物を着ている。零を「零兄ちゃん」と呼ぶ。玉藻前に里を壊滅させられた際、零に看取られながら落命した。
師匠
声 - 谷昌樹
アニメ第6作に登場する鬼道衆の一人で零の師匠。第74話で零の夢の中に登場。両親を亡くした零を拾い育てた。玉藻前に里を壊滅させられた際に落命している。

天童 ユメコ（てんどう ゆめこ）
声 - 色川京子
アニメ第3作の人間側ヒロイン。父母、弟との4人家族。小学4年生で、4月生まれ（29話でねずみ男曰く）。濃い茶髪のロングヘアが特徴。身長143cm、体重39kg、将来の夢は絵本作家。
鏡じじいに狙われて姿を奪われたが鬼太郎たちに救出され、それをきっかけに鬼太郎たちと友達になり、ゲゲゲの森に出入りするようになる。一見控えめだが、「これからは人間と妖怪、仲良くしなくっちゃ」と強気で積極的。勇気もあって危険な所へ鬼太郎を助けに行く時も妖怪たちと同行し、劇場版第4弾では火車・山童を猫娘と共にゴルフクラブで殴打して気絶させるなど、過激な面も多い。鬼太郎ファミリーに対してほぼ全員「さん」付けで呼び、ファミリーからは「ユメコちゃん」と呼ばれる（マスコット的な扱いもされるシーサーのみ呼び捨てで、彼からは「ユメコさん」と呼ばれる）。
後に漫画でも、『最新版』第11話「ぬらりひょん、最後の戦い」に登場している。
アニメの後日談的な内容のスーパーファミコン版『ゲゲゲの鬼太郎 復活! 天魔大王』では大人になった未来のユメコが1980年代の鬼太郎へ1999年の鬼太郎の危機を報せる手紙を時を越えて送るシーンがプロローグとなっている。
実写映画第1作のノベライズ版では三浦健太が鬼太郎の話や妖怪ポストの場所を知っていたのは、ユメコの親類に当たる少年から聞いたという流れになっている。
天童 星郎（てんどう ほしろう）
声 - 高坂真琴
ユメコの弟で小学生。腕白な性格。姉共々ゲゲゲの森に出入りし、鬼太郎を尊敬している。
天童 優子（てんどう ゆうこ）
声 - 川浪葉子
ユメコと星郎の母親。第2話より準レギュラーとして登場。茶髪のショートヘアが特徴。彼女の母「おはな」が鏡じじいを守護神と崇める村に育ち、鬼太郎たち妖怪にも理解がある。
天童 正夫（てんどう まさお）
声 - 佐藤正治
ユメコと星郎の父親。第2話より準レギュラーとして登場。厳格な雰囲気の会社員で頭が固く、何度か妖怪の被害を受けても素直に存在を信じようとしない程に頑固な性格。
はな
声 - 色川京子
天童優子の母でユメコと星郎の母方の祖母。鏡爺からは「おはなちゃん」と呼ばれている。少女時代はユメコに瓜二つで、鏡じじいを守護神と崇める村に住み、村の少女たちの中でも特に鏡じじいの宿る鏡を大切にしていた。第2話にて鏡じじいの回想や目玉おやじの再現映像のみの登場。

石橋 綾（いしばし あや）
声 - 石橋桃
アニメ第6作に準レギュラーとして登場するまなや雅や蒼馬と同級生の少女。髪を二つ縛りにしてメガネをかけている。第8話より登場し、まなや雅と共に行動していた。両親（父・智也、母・睦子） は「モモ」という名の喫茶店を経営している。

裕太（ゆうた）
声 - 古城門志帆
アニメ第6作に登場する小学生の男児。まなの家の隣に住み、眼鏡をかけている。鬼太郎と同じくらいの身長。気弱だが、まな同様に好奇心は旺盛。まなには大事に思われており、「まな姉ちゃん」と呼び慕っている。祖母の影響から妖怪はいると信じており、鬼太郎を始め多くの妖怪のことを知っている。
4話では、まなから鬼太郎たちの事を詳しく聞きゲゲゲの森の入口を探し、トンネルを見つけ、ゲゲゲの森に迷い込んで、鬼太郎たちと出会い、森を案内してもらう。砂かけ婆や一反木綿が言うところによると、過去にも人間がゲゲゲの森に迷い込んだ事は何度かあり、裕太の前に来たのは寅吉（とらきち）という人物だった。

蒼馬（そうま）
声 - 新井良平
アニメ第6作に登場するまなと同級生の少年（小説「3・11の獏」にてまな曰く、幼稚園からの腐れ縁）。弟・大翔が同級生である裕太をからかっていると、兄であることからまなによく成敗される。
大翔（ひろと）
声 - 森下由樹子
裕太の同級生の男児。蒼馬の弟。かなり生意気な性格で、よく裕太をからかっており、そのたびに兄がとばっちりを受ける。
大翔の他に蒼馬にはあかりという妹もいて、2話でまなとスマホのLINE（作中では「レイン」と称されている）にて対話しているが、直接には未登場。

電池組（でんちぐみ）
アニメ第6作に準レギュラーとして登場する3人組の女性アイドルグループ。
ニッケルカナ
声 - 森下由樹子
単二アイドル、衣装はレモン色。オレンジ色の短髪の眼鏡っ娘の女性。キャラ付けは不明。
マンガンアヤナ
声 - 古城門志帆
単一アイドル、衣装は水色。黒髪の長髪の女性。キャラ付けは「元気ハツラツ」。
アルカリユリコ
声 - 祖山桃子
単三アイドル、衣装はピンク。赤毛の長髪の濃い眉毛の女性。キャラ付けは「おっとりお姉さん」。第59話で26歳年上の投資家・横井沢翼と婚約したが、すぐに破棄してしまった（横井沢が投資していたかまぼこ相場が、半魚人の工場でのねずみ男が起こしたバイトテロで下落したことが関係したように語られている）。

夏美（なつみ）
声 - 中尾衣里
アニメ第6作で、砂かけ婆が人間界にて管理人を務める妖怪アパート爽快アパートのオーナー。セミロングヘアで眼鏡をかけた若い女性。
第23話から準レギュラーとして登場。50年前に爽快アパートの経営を始めた夫婦・春夫（はるお）と冬子（ふゆこ）の孫娘で、母親は春夫と冬子の娘・アキ。幼い頃はアパートに住み付いていた妖怪たちを愛称で呼ぶなど懐いて遊んでもらっていたが、夏美が人間の友達より妖怪たちと遊ぶ方が楽しいと言ったことを聞いたろくろ首たちは彼女の将来を考え、姿を消した状態で見守られることになる。

姫香（ひめか）
声 - 上田瞳
アニメ第6作に準レギュラーとして登場するまな、雅、綾、蒼馬と同級生の少女。

村上 祐子（むらかみ ゆうこ）
声 - 前田このみ
アニメ第4作で準レギュラーとして登場する小学生三人組の紅一点。赤茶色のセミロングのおかっぱヘアで、身長138cm、体重33kg。地味だが優しく世話好きで、学校の成績も上位の方である。

鷲尾 誠（わしお まこと）
声 - 草尾毅
アニメ第5作で準レギュラーとして登場する青年。初登場時は鴉山大学の理工学部3年生で、大学の購買部で猫娘とバイトしていたろく子（ろくろ首）と出会う。おどろおどろに操られた女子大生達に襲われて古い倉庫にろく子と逃げるが、床が抜けて転落して足を怪我してしまう。その時、一緒にいたろく子が首を伸ばして助けを呼んだため彼女が妖怪だと知るが、それでもろく子を1人の女性として愛し、テレビの人探しでその気持ちを彼女に伝え、正式に交際を始める。

風祭 華（かざまつり はな）
声 - 小林沙苗
アニメ第5作劇場版『日本爆裂!!』の人間側ヒロイン。中学生。黒髪のポニーテールが特徴。文武両道で、呼子は「完璧な美人」と評価している。
心優しいにも関わらず、周囲からはきつく冷たい性格と思われて友達はいない。
風祭 琴（かざまつり こと）
声 - 折笠愛
華の母親。鏡爺からは「おことちゃん」と呼ばれている。
華の祖母
声 - 江森浩子
『日本爆裂!!』の冒頭にのみ登場。書籍に記録があった鬼太郎の事を華に教えていた。

谷本 淳（たにもと じゅん）
声 - 沼田祐介
アニメ第4作の準レギュラー小学生三人組の一人。第1話で神隠しにされた祐子を見つけるべく翔太とともに妖怪ポストを探し出し、鬼太郎を呼び出す。

鈴木 翔太（すずき しょうた）
声 - 松井摩味
アニメ第4作の準レギュラー小学生三人組の一人で眼鏡をかけた男児。気が弱く怖がりで大人しいが、少し調子に乗りやすい面もある。

阿部の奉連想（あべのほうれんそう）
『鬼太郎霊団 阿部の奉連想』に登場。陰陽師・阿部の晴明の血を引く天才少年。
ジンバブエで発掘された古代の財宝を基に霊文化を研究するというプロジェクトの日本代表に選ばれるが、「子供だから」という理由で取り消されてしまう。その仕打ちに対する抗議として、陰陽道における最高の術である「屍の法」を用い仮死状態となる。表向きは自殺したということにして葬儀もあげている。しかし、首相らに反省の色が見えなかったため強硬手段を取る。式神を用いて人々を襲い、襲った人間を次々と妖怪に変えていくことで社会を混乱させるも村山田首相（当時の内閣総理大臣である村山富市に似せて描かれてある）の要請を受けた水木しげるがねずみ男を介して呼んだ鬼太郎霊団と戦い、敗れる。その後、首相らと和解し、晴れて日本代表に選ばれた。

メリー
1960年代マガジン版の後日譚に当たる『その後のゲゲゲの鬼太郎』のヒロイン。ニューギニア近海にあるとされる「幸福の島」の酋長の娘。幸福の島は近くにある死者の領域「死の島」との間を誕生と死によって往来する独特の輪廻転生システムをとり、戦いに疲れて船旅に出た鬼太郎達はそこに漂着して島の掟で定住を余儀なくされる。鬼太郎はそこでメリーと出逢い恋に落ちたが、酋長に取り入って保安官になったねずみ男にキスシーンを目撃されてしまう。彼女に気があったねずみ男は鬼太郎が島民の経済格差を解消する革命に加わった事も調べ上げ逮捕、鬼太郎は死の島に流され肉体を失う。だが鬼太郎は死の島の霊魂達の協力を得てメリーの胎内を借りて復活、革命に成功。初代自由酋長となってメリーと暮らす。そのため、資料によっては彼女を鬼太郎の「妻」と記しているものもある。

ゆうた
松本しげのぶ版に登場する男子小学生。鬼太郎と友達になり、頻繁にゲゲゲハウスに出入りしている。

若杉（わかすぎ）
声 - 雨宮一美（第3作）→川島千代子（第3作59話より）、柴田由美子（第3作代役）
アニメ第3作に準レギュラーとして登場する若い女性教師。ユメコの学級担任を務める。ショートヘアに眼鏡をかけている。実家はオベベ沼の近くの農家。

山田 健太（やまだ けんた）
アニメ第3作時に「水木プロ」名義で描かれた原作『最新版 ゲゲゲの鬼太郎』に準レギュラーとして登場。容姿は水木作品常連のサラリーマン山田であるが、本作では中学生の少年。
第1話より登場。がしゃどくろの呪いで同級生から虐められて自殺しかけたところを鬼太郎に助けられ（後にマガジン版の数話と合わせ再編された「鬼太郎誕生編」では、手の目に手を操られた少年の役と重ねられている）、以後は友人になってゲゲゲの森へも何度か出入りするようになる。

三太郎（さんたろう）
声 - 日髙のり子
アニメ第4作の劇場版2作目『おばけナイター』に登場する少年野球チーム「バトラーズ」の選手。野球は下手の横好きでバットをボールに一回も当てたことがなく、「三振三太郎」と呼ばれている。
1999年に花やしき他遊園地やイベントで上映された3D映画『鬼太郎の幽霊電車』でも同名の少年が登場し、容姿も瓜二つで声も『おばけナイター』と同様に日髙のり子が担当しているが、同一人物かどうかは不明。

水木 しげる（みずき しげる）
声 - 富田耕吉（第1作）、あずさ欣平（第3作）、島田敏（墓場鬼太郎）
原作者の水木しげる（本名・武良 茂、むら しげる）も時折作中に登場し、鬼太郎たちと共演している。また、水木が描いた様々な史伝・評伝作品にも鬼太郎ファミリーや他の妖怪たちも登場する事があり、水木も案内・解説役で各作品本編に登場する事が多いので、共演も頻繁である。他には実在する水木の家族や友人・関係者が各業界の著名な人物も含めて登場し、鬼太郎ファミリーや山田（メガネ出っ歯）などと共演する場合もある。主な詳細や水木の家族・関係者については、「墓場鬼太郎の登場人物」・「妖怪博士の朝食」・「コミック昭和史」・「神秘家列伝」・「水木しげるの古代出雲」・「木槌の誘い」・「東西奇ッ怪紳士録」・「ゲゲゲの女房」・「のんのんばあとオレ」などを参照。

サラリーマン山田（やまだ）
便宜上代表的な通称で表記したが、原作・アニメ全シリーズで様々な役柄（サラリーマン、強盗、ギャング、貧乏芸人、科学者など）にて頻繁に登場する人物で、ほとんどが同一人物ではなく、それぞれの関連も皆無に近い。
鬼太郎の知り合いとしてはマガジン版最初期に豆腐屋の又八（またはち）という人物がいた。他には原作でレギュラーとして固定されたケースで前述の中学生・山田健太がいる。
全アニメシリーズに様々な名前・役柄・設定で何度も登場するため、担当声優も多岐に渡っている。『鬼太郎』シリーズ以外にも水木しげるの描く作品には概ね登場している。
実写劇場版に登場した関係者
人物の名前や詳細は「ゲゲゲの鬼太郎 (実写映画)」を参照。

### 猫
鬼太郎たちは妖怪や人間の他に動物たちとも交流がある。ここでは猫の仲間を挙げる。
クロ
声 - 豊嶋真千子
アニメ第5作に登場する黒猫。鬼太郎とは別の意味でのネコ娘の相棒として活動する。普段はネコ娘のアルバイトの手伝いをする事もあり、妖怪の事件を目撃した際はまず彼女に情報を提供する。首輪には鈴ではなく勾玉がついている。

猫楠（ねこぐす）
本来は別作品で南方熊楠（みなかた くまぐす）を描いた伝記漫画『猫楠-南方熊楠の生涯-』に登場する猫。熊楠の友人・喜多幅（きたはば）の経営する医院で飼われていた「花子猫（はなこねこ）」という雌猫をガールフレンドとしている。他の水木作品にも花子を連れて登場。原作やアニメの「鬼太郎」本編には直接姿を見せていないが、鬼太郎と仲間たちの集合図や児童向けの絵本等の挿絵では度々一緒にいるように描かれている。NHKの連続テレビ小説・『ゲゲゲの女房』にも猫楠らしき猫が登場。トイレにいた水木しげるに妖怪「いそがし」に取り憑かれたことを教える。

### 地獄関係者
小学館入門百科シリーズ『妖怪百科』で描かれた原作『鬼太郎の地獄めぐり』およびアニメ第6作では、「千引の岩」をどかすことで地獄へと繋がる道・黄泉比良坂が開かれている（日本神話の黄泉の国の記述に準じている）。基本的には秩序の側だが、中には鬼太郎たちが地獄を訪ねた時に成り行きで敵対したり、現世に現れて悪事を働いた者もいる。

鳥取県境港市・水木しげるロードに設置されている「閻魔大王」のブロンズ像。

閻魔大王（えんまだいおう）
声 - 永井一郎（第1作）、柴田秀勝（第2作・第4作）、郷里大輔（第3作・第5作）、大友龍三郎（第6作）、津嘉山正種（実写映画版）
地獄の最高権力者で東洋の地獄の神。
鬼太郎たちが見上げるほどの圧倒的な巨体を持つ。鬼太郎親子の力を高く評価しており、彼らに助言や協力をしたり、逆に地獄と現世に跨るようなトラブルの調査・解決を依頼したりする。名の初出は貸本『アホな男』で、鬼太郎親子を訪ねて来た記述がある。姿の初出は『死神大戦記』。
アニメ第1作では20話、第2作は34話に登場し、どちらの作品も鬼太郎親子と親しい描写はない。第3作では特に出番が多く、鬼太郎達だけでは為す術がなくなった際に助言や協力をしてくれた。
第4作でも鬼太郎親子とは親しい様子で、事件の依頼をすることもある。怒ると現世に雷雨が轟く。
第5作では地獄の盟主なだけあって、鬼太郎同様に「地獄究極奥義」を繰り出せるが、使用した獄炎乱舞の威力と規模は鬼太郎の比にならないほど強大。閻魔大王の場合、奥義の発動に「地獄の鍵」を必要としない。
第6作では過去作と異なり、鬼太郎親子は終始対等な口調で接している。名無しによって消滅させられた猫娘の復活を嘆願してきた鬼太郎と「密約」を結び、ねこ娘を甦らせる代わりに何者かの手で地獄から脱獄した「大逆の四将」の捕縛任務を鬼太郎に命じた。

五官王（ごかんおう）
声 - 広瀬正志（第5作）
伝承では嘘をついた罪を裁くとされる。アニメ第5作に登場する十三王の一柱で閻魔大王の副官。武骨で荒々しく最初は鬼太郎を快く思わなかったが次第に認めていく。剣術で主に戦うが、バリアーや雷と共に飛来する能力を披露している。下記の宋帝王と共同で、閻魔大王不在の場合代わりに地獄の保持を司ることも可能。

宋帝王（そうだいおう）
声 - 竹本英史（第5作）
伝承では異性を騙した罪を裁くとされる。アニメ第5作に登場する十三王の一柱で閻魔大王の副官で五官王と双璧をなす。穏やかで物腰の柔らかい人物である。当初は彼に化けた初代ドラキュラ伯爵が登場し、本物は数十年前に血の池地獄に沈められ封印されていたが、ねずみ男と猫娘のおかげで解放された。

泰山王（たいざんおう）
陰陽道の主祭神でもあり、死者の裁きの最後に控える。アニメ第5作では十三王の一柱として、小柄な白ひげの老人姿。

蓮華王（れんげおう）
十三王の一柱。アニメ第5作では顔のほとんどを布で覆った小柄な女性。丸盾に鎖分銅を付けたような武器を背負う。

慈恩王（じおんおう）
声 - 中友子（第5作）
十三王の一柱。アニメ第5作では蓮華王の頭に乗るほどの小柄な女性で、リスのような顔をしている。「〜ちゅうに」が口癖。

五道転輪王（ごどうてんりんおう）
声 - 小西克幸（第5作）
十三王の一柱。アニメ第5作では眉毛を生やした両生類のような顔をしている。

祇園王（ぎおんおう）
声 - 真殿光昭（第5作）
十三王の一柱。アニメ第5作では口ひげを生やしたカエルのような顔で、地獄一クイズ大会で慈恩王・五道転輪王と共に司会を務めた。

秦広王（しんこうおう）
十三王の一柱。アニメ第5作では大柄な白髪の初老男性の姿。

都市王（としおう）
十三王の一柱。アニメ第5作では赤ら顔の巨漢。両端が三日月状の鎖を持つ。

平等王（びょうどうおう）
十三王の一柱。アニメ第5作では長い金髪の青年姿。

初江王（しょこうおう）
十三王の一柱。アニメ第5作では黒い眉と口ひげを伸ばした中年姿。鉞を背負う。

変生王（へんじょうおう）
十三王の一柱。アニメ第5作では黒髪の女性。双身の刀を持つ。

奪衣婆（だつえばばあ）
声 - 増山江威子（第3作）、鈴木れい子（第3作）、山本圭子（第3作・地獄編）、れいみ（第6作）
賽の河原（三途の川）の番人の一人で、死後やって来た全ての亡者の衣を奪うように脱がして、それを河原に生えている木の枝に掛けて、その重さによる枝のしなり具合で罪の有無と罪の大きさを量るといわれる。
初登場は「死神大戦記」。「奪衣婆」（アニメ化第3作39話）では人間界の新聞で老婆と青年のデートを見て真似たくなり、閻魔大王から「万有自在玉（ばんゆうじざいだま）」を盗んで人間界に来て、美女への変装と玉の力で盗んだ宝で男を誘おうとした。
地獄編の「血戦三途の川」では閻魔大王の命令で鬼太郎一行の地獄侵入を阻む。相棒の懸衣爺と組み、霧を吐いて一行を分断した後に三途の川の大蛇や十鬼（じっき）を率いて襲う。最後は全てを食い尽くす地獄蟻を琵琶の音で操って鬼太郎達を追い詰めるが、目玉おやじに脳操縦されて自分を襲わせる曲を弾かされ自滅した。アニメ第3作では初めから婆で娘時代の思い出が無いことを嘆き、万有自在玉で地獄への通路を開いて若い男を誘い込み、エキスを取って若返ろうとした。追って来た鬼太郎たちには玉の力で鬼や地獄犬を操って対抗する。地獄編2話では、子供の亡者に化けて鬼太郎を欺き、武器を奪い大蛇に食わせようとしたが、大蛇を撃退されて逃げようとした所を地蔵菩薩の光で消された。
第6作では第7話登場（クレジット表記は脱衣婆）。電車事故で死亡した悪徳社長の魂を乗せた幽霊電車が鉄橋を渡る頃に窓の外に姿を現し、影状の姿で車内を飛び回って天井から実体化、「三途の川を渡る亡者の衣を奪い、罪の重さを計る」という役割の通り、社長のジャケットを奪った。

懸衣爺（けんえじじい）
奪衣婆の相棒の鬼。「血戦三途の川」に登場し、刀で鬼太郎を襲うが、指鉄砲とリモコン手に敗れた。

牛頭（ごず）と馬頭（めず）
声 - 半田裕典（第6作・牛頭）、高塚正也（第6作・馬頭）
牛と馬の獣人のような姿をした地獄の獄卒たち。大王庁の護衛や侵入者の排除、罪人の刑罰を担当している。また、地上で人間が悪事を働くと彼らに目をつけられる。アニメ第5作では複数登場。アニメ第6作では51話から一体ずつのみ登場。

三虫（さんちゅう）
声 - 塩屋翼（第3作）
「猫娘とねずみ男」（アニメ第1作20話、第3作55話）に登場。人間の体内に棲むとされる虫のような魔物で、宿主の悪行を閻魔大王に報告するなどして寿命を縮める。ねずみ男はそれを利用して「長寿教」を興し、病人や老人に三虫を弱らせると言ってインチキ薬を売りつけたり、悪事で儲けた財産を浄化すると言って寄付を巻き上げたりした。そのため、ねずみ男の体内にいた三虫がこの悪事を報告した（原作や第1作は説明のみで、第3作のみねずみ男の体から飛び出し面倒そうに報告に向かう画像が描かれた）。

アクアク
声 - 北川米彦
アニメ第2作第35話「イースター島奇談」に登場。イースター島に伝わる地獄の使者。骸骨のような顔に地面に着きそうな白い長髪が生え、髑髏が付いた杖を携えている。不気味に笑いながら歩き、相手に恐怖を感じさせる。占い師の男・福島が商売敵となった同じ占い師の老女・アレスを殺して海外へ高飛びするが、福島は失踪した父親が遺した日記に「イースター島の地獄の使者に会った暁には金も命も幸福も思うままにできる」と記されていたのを読み、自分もその術を手に入れるためイースター島へ向かう。鬼太郎はねずみ男と猫娘がアレスの助手をしていた縁で事件を知り、悪事の報いを与えようと島へ向かう。そしてモアイ像地下の隠し部屋で見つけた石碑の文字を目玉おやじが解読しアクアクを呼び出す方法が判明。福島はそれを実行した結果アクアクが現れ、モアイ像が倒れ重傷を負う。アクアクは鬼太郎に福島の身柄を渡すよう頼まれるが「そんな奴ならなおのこと地獄へ連れて行かねばならん」と笑いながら告げて福島を地獄へ連行した。

極楽鳥（ごくらくちょう）
「死神大戦記」に登場。サタンからユニコンの鏡を取り戻そうと考える水木達に、閻魔大王が付けさせた鳥。その姿は妖怪画にある陰摩羅鬼そっくりである。千里眼を持っており、喋ることも可能。人間を掴んで空を飛ぶこともできる。溺れていた少年・カラスを助けた。

又五郎鬼（またごろうき）
声 - 西尾徳（第3作）
「奪衣婆」（アニメ化第3作39話）に登場した、地獄の鬼の一人。太目の体格でギョロ目と大きな前歯が特徴。アニメでの名の読みは「またごろうおに」。現世に現れた奪衣婆の事を地獄へ調べに来た目玉おやじと会い、奪衣婆が盗んだ「万有自在玉」を壊す「金剛針」を渡した。

火男（ひおとこ）
地獄編「最後の出会い」とアニメ地獄編6話に登場。地獄に住む溶岩の妖怪。燃え盛る灼熱の体を持ち、大きな声を上げると集団で襲いかかってくる。鬼太郎達を襲い、血の池へ追い込んだ。

ヌルリ坊
声 - 塩屋浩三（第3作・地獄編）
地獄編「最後の出会い」に登場。血の池地獄の主を名乗る妖怪。海坊主に似た姿で、怪力と口から吐く息が武器。血の池に入った鬼太郎一行を体内で飼っている蛭の群れに襲わせる。アニメでは初登場の地獄編6話にて津波を起こして鬼太郎達を離れ離れにさせた。

### 神仏
自然を支配する力を持っており、妖怪より格上の存在。
迦楼羅（カルラ）
声 - 柴田秀勝（第2作）、内海賢二（第3作）、河合義雄（第4作）、野田圭一（第6作）
千手観音を護った二十八部衆の一人である異境の神。インド神話の神鳥ガルダが仏教に取り込まれ護法善神となり、八部衆後に二十八部衆の一員となったのが迦楼羅と言われており、翼が生え頭部の背後に光背を付けた鳥のように尖った口の鳥人の容姿をしている。
『牛鬼』の回に登場し、八万年程前ある島へ牛鬼を退治に現れて牛鬼の本体である生きた気体を牛鬼岩に封じた。自身が吹く横笛の音で牛鬼を火口まで誘導することができ、牛鬼を火口へ落とした後分離した本体をすかさず袋（もしくは風呂敷）で包み封じる。普段は島の鎮守の社に祀られ、じっとしているが、人間の力ではどうにもならないことが起きた時、社の前で人間が一心に祈り手を合わせた時に現れ力を貸す。復活した牛鬼を倒し鬼太郎を救うために、目玉おやじが迦楼羅の社へ島民を誘い、集まり祈りを捧げると現れ、牛鬼を火口に誘導して落とし鬼太郎から分離した本体を再封印した。
アニメ第2作15話では黄土色の肌で登場。口は尖っておらず人間とさほど変わらない顔付きをしている。
アニメ第3作42話では赤い肌で登場。燃え盛る巨大な炎が人の形となって現れるという登場をしている。
アニメ第4作6話では半透明な姿で登場。本作以降は飛びながら横笛を吹く。袋や風呂敷は使わず牛鬼の本体を札に封じる。
アニメ第5作14話ではほとんどの人間が社に祈ろうともしなかったため人間に愛想を尽かしたが、鬼太郎が牛鬼を道連れに自分から火口の中へ落ちた後鬼太郎の身を案じる目玉おやじ、自分の身代わりになった鬼太郎を何とか助けたいというねずみ男、ねずみ男を助け出そうとするネコ娘の姿に心を打たれ、透明な姿で鬼太郎を助けた。
アニメ第6作22話では緑の肌に強調された尖った口が特徴で目が赤い。横笛を吹き始めると嵐が一瞬で収まる。
『最新版』では、武器（髪の毛、ちゃんちゃんこ、下駄）を敵に奪われた鬼太郎に、海の幽霊族の遺産である霊類のヨロイ（髑髏の兜、逆三角形の盾、鍔が霊界スコープになっている剣）を貸した。
『妖怪千物語』では、神社の裏にある洞窟の奥の注連縄がかけられた岩戸に住む。目玉おやじたちの祈りで姿を現すが、人間が驕り高ぶり牛鬼を復活させたことから自分にはもう助ける義理は無いと頑なに拒否し、周りの重力を変え重くし押し潰される前にさっさと立ち去るよう忠告した。しかし、目玉おやじの必死の頼みと子を想う親心に心を打たれ牛鬼を海に誘導して落とし鬼太郎から分離した本体を袋に回収し、牛鬼岩に袋を封印した。

大日如来（だいにちにょらい）
真言密教の教主である仏であり、密教の本尊。一切の諸仏菩薩の本地。
『死神大戦記』では、太陽系を支配する宇宙神として登場し、全知全能で不死身の存在である。自身や「ユニコンの鏡」の護衛としてユニコンや、側近に多数の仏を従えている。かつて天国の天使長であったサタンが自分の地位である宇宙神の座を奪おうと反乱を起こしたため地獄へ追放した。

弥勒菩薩（みろくぼさつ）
仏教において、釈迦牟尼仏の次に現われる未来仏であり、大乗仏教の菩薩の一尊。
作中では「ユニコンの鏡」を巡って起こる宇宙戦争が解決されるたびに、解決した八百万の神々を大日如来のもとへ送り届ける仏として登場。鬼太郎一行を襲ったサタンの術を破り、さらに鏡を取り戻した鬼太郎と水木しげるを神として迎えた。

釈迦（しゃか）
紀元前5世紀前後の北インドに実在した人物で、仏教の開祖。
作中では生前人間から極楽の住人になった存在として登場し、天使長であったサタンとも縁があった様にも描かれる。弥勒菩薩に導かれて極楽へやってきた鬼太郎達を、大日如来のもとへ送った。

地蔵菩薩（じぞうぼさつ）
地蔵（じぞう）と略称される、六道の衆生を見守る菩薩。閻魔大王の本地仏でもある。
初登場は『蓮華王国』。奈良時代でダイバダッタの転生した蜃が鑑真の即身成仏を妨害しているため、力になれる者を求め昭和時代に現れ鬼太郎に依頼した。
アニメ初登場は第3作110話、三途の川に現れる。鬼太郎抹殺に失敗して逃げる奪衣婆を消し、サラメーヤの鳩を遣わした。
第5作89話ではいそがしを退治した後に、哲也・まゆ兄妹が壊れた祠に傘を差し掛けた石地蔵が井戸仙人の「石を動かす薬」をかけられて動き出し、鬼太郎たちが提供した霊力を使って兄妹の母の意識を回復させるのに協力する。

十二支（じゅうにし）
宇宙で巨大な円形の文字盤・クロノス（時）を回している十二柱の動物神。

風の神（かぜのかみ）/ 風神（ふうじん）
声 - 田中和実（第3作）
袋を持った風を司る鬼神。原作には未登場。
アニメでは第3作第14話初登場。さざえ鬼達の住む海を汚した工場を、排煙を逆流させ懲らしめた。
第4作では第16話初登場。雷神（電気妖怪かみなりとは別の存在）とのコンビで風雨を起こし、巨大化した白うねりとあかなめの汚れを洗い流した。劇場版『ゲゲゲの鬼太郎 おばけナイター』では野球チームに参加。打席では球を風で飛ばして反則アウト。
第5作では第25話登場。運動会では障害物役を務めた。

雷神
第4作第16話で初登場。風神と共に、砂かけ婆の要請に応えて、汚れを発生させた白うねりと、白うねりを抑えていたあかなめを洗った。

山神（やまがみ）
声 - 北村弘一（第3作）
山に宿る神の総称。
『豆腐小僧』に登場した山神は、東京郊外の山の神で、部下の豆腐小僧が自然を破壊する人間に怒り豆腐カビをばら撒いたことで鬼太郎と戦いになったため、止めに入り和解させた。お詫びの印として「カビ落とし」という腹の中をきれいにする特製豆腐を鬼太郎やねこ娘たちにご馳走している。
アニメ登場は第3作106話で、本作では山で最も古い木の中に住んでいたが、山と体がシンクロしているため、人間が自然を破壊したことで体を壊し寝込みがちになってしまう。その昔、とうふ小僧にカビを発生させる粉を手渡していた。

古代の神々
『こそこそ岩』に登場する数万年前地上に降り立ち、魔物達を破った神々。現在はすでに地上を去っているが、いずれ復活し地上を支配しようという魔物達の企みを予見し、魔物達が利用しようとしていた魔物達の眠りを覚ます青い血を持った少女・木村さゆり（きむら さゆり）の血の中に魔物を狂わせる物質を入れ、さらにその遺伝子に自分たちの分身を宿らせていた。血を奪われた為に一度は死亡したさゆりも神が降らせたと思われる血の雨を吸収し、再び生き返った。

スィームルグ
「鬼太郎のベトナム戦記」で活躍した霊鳥でトルコ出身。ベトナム戦争時に空中戦力として鬼太郎に招集された。小柄だが、子泣き爺が石化した状態で背に乗っても空を飛べるほど力が強い。偵察に使われた事もあるが、嘴攻撃（かみ砕き）や糞攻撃などで、敵の航空戦力の減少や戦闘車両の無力化などの戦果を上げている。

ユムチャック
声 - 飯塚昭三（第3作）
アニメ第2作第44話「雨神ユムチャック」、アニメ第3作第83話「雨神ユムチャック伝説」に登場。古代メキシコに栄えたマヤ文明を支配していた雨の神。ユカタン半島のチチェン・イッツアという遺跡の街の、秘密の泉に住んでいると言われている。
アニメ第2作では、エリート研究者の菅原と内田が、マヤ文明の遺産が隠されているという雨神ユムチャックの泉を探す。内田は、宝を盗み出したことでユムチャックの怒りを買い落石や渦潮、津波などの攻撃を喰らい、宝を落とし鬼太郎に助けられてもなお宝を持って行こうとしたため命を落とした。
第3作では大昔、小笠原諸島の一島・魔矢ヶ島（まやがしま）を訪れたユムチャックはそこに住んでいた雨降り小僧を日本の雨神と認識し、理想郷の番人に任命し門の鍵となる金の笛を託す。
これらの話の原作は鬼太郎の登場しない短編『雨神ユムチャック』である。

貧乏神（びんぼうがみ）
声 - 宮内幸平（第2作）、青野武（第3作）、龍田直樹（第6作）/ 演 - 藤井隆
住み着いた家を貧乏にする神。アニメ第2作では普通の人間のような姿で、第3作以降は杖を突きボロボロの服を着た顔の長い老人という水木の妖怪画の姿で登場している。
鬼太郎外作品「サラリーマン死神」の「枯葉」を原作としたアニメ第2作42話で初登場。日本経済が豊かになってやりにくいため死神と組む。自動車会社・シンシン工業で新製品紹介と称して公開殺人めいたショーを行い、倒産に追い込んで失業者や自殺者を出そうとした。
第3作では「笠地蔵」を原作とした12話に登場。貧しいが気の優しい老夫婦の家に住み着いており、彼らに直接危害を加えたわけではないが住むこと自体が迷惑となるため、座敷童子や鬼太郎達に「悪事で儲けている奴の所に行け」と言われて追い出され、最終的にねずみ男を気に入って取り憑く。
第6作では87話に登場。過去作と違い、ぶっきらぼうだが善良な性格。綾の両親が経営する喫茶店に住み着いていた。
鬼太郎作品でも原作「野球狂の巻」では墓の下高校の経理担当として登場。実写劇場版第1作では、「墓の下倶楽部」の従業員として登場している。

### 死神
声 - あずさ欣平（第3作）、塩沢兼人（第4作）、白鳥哲（第6作）
本作に登場する死神はドクロを擬人化したような顔をしたものが多い。人間の寿命である「命の灯」を見届け、死人をあの世へ渡す役目も担う。キャラクターとしては、ねずみ男などと同様に他の水木作品でもたびたび登場している。初登場は原作『死神』、アニメ化作品第2作第30話（アニメ2作目の死神についての詳細は後述）。地上支配を狙い、魔女（アニメ第3作では亡者花子、第4作ではヒ一族の巫女）と結託。ねずみ男にも生き別れの兄（第3作では父）と偽り懐柔、鬼太郎を倒そうとする。第3作では44話登場。第4作では最終回の114話に登場。大鎌を振って攻撃する。第6作では66話登場。4作同様大鎌を振り、それで真空の刃を飛ばしたり竜巻を起こして攻撃する。死神界での大出世を目論んで、200年に一度開く隠れ里を利用して子供たちの魂を奪おうとしている。『死神大戦記』では本項の死者を直接導く存在ではなく、地獄を支配する神や大悪魔を指して死神と呼ぶ。週刊実話版の『ダメな死神』や『貧乏クジ』には人間に近い姿の死神が登場。ゲーム『幻冬怪奇譚』では火車とモウリョウが起こしていた事件の黒幕として登場。個別の名称がある者は、後述。

42号
声 - 神山卓三
アニメ第2作に登場。鬼太郎たちに敗れた（サンデー版『死神』を原作にした第30話）後、（『サラリーマン死神』同様に）死者の魂の回収業績不振で閻魔大王直々の辞令を受けて、魂回収ノルマを達成するまで人間界へ左遷され、魂集めのために色々な妖怪と組んで鬼太郎との対立を繰り返す準レギュラーとして活躍した。死神族は不死故に、しぶとい反面「死神のノルマ」に縛られる人間社会のサラリーマン的な悲哀も帯びている。

99号
声 - 田中秀幸
アニメ第5作第35話に登場。妖怪横丁の住民で、横丁から人間界にある死神の出張所へと通勤している。元々優しい性格なので魂がうまく取れず、家族は貧しい生活を送っている。

青子（あおこ）
声 - 小原乃梨子（第2作）、上村典子（第5作）
水木の別作品『サラリーマン死神』シリーズの主人公である106番の妻。
アニメ第2作45話でも『サラリーマン死神』シリーズと同様の設定で、42号の妻として登場する。
第5作では第35話登場。42号に近い設定の99号の妻として登場。設定のベースは『サラリーマン死神』シリーズと同様だが、第2作より逞しく夫を尻に敷いている。

骨太（ほねた）
声 - 坪井章子（第2作）、桑島法子（第5作）
水木の別作品『サラリーマン死神』シリーズの主人公である106番の息子。
アニメ第2作45話では42号の息子で、父親とアラビアの死神・パシャが「直接人間を殺してはいけない」死神の掟を破ろうとするのを知り、彼らが抜いた鬼太郎の魂を返し父を止めるよう頼む。
第5作では42号に近い設定の99号の息子として第35話に登場。父の不甲斐なさを案じ、ハワイの死神・マヒマヒとねずみ男の魂集めに協力するが、親しく話した老夫婦の魂を奪うのを躊躇してマヒマヒに見限られ、父の気持ちを理解した。なお99号夫妻には、骨太の下にもう一人子供（赤ん坊）がいる（この赤ん坊に該当するキャラクターは原作「涙ののるま」では母の胎内にいる間に父に誤って殺されてしまっている）。

100号
声 - 竹本英史
アニメ第5作第35話に登場。第2作に登場したアラビアの死神・パシャに似た性格の嫌味たらしいエリート死神。
外国の死神については#外国の死神を参照。

## 日本妖怪
上記の鬼太郎の仲間となった者たち以外の日本妖怪。大半は敵役として登場。また、敵対していても敵と味方で別だったり、原作では倒されたが一部のアニメなどで味方になった者、そして特に敵対してはいないが、仲間と言うほどの親しい関係でない妖怪なども含む。

### ぬらりひょんと関係者
アニメ第3作以降、鬼太郎たちの宿敵の1人となったぬらりひょんと、それに協力した妖怪たちを挙げる。
ぬらりひょん
声 - 槐柳二（第1作第12話ゲスト）、千葉耕市（第3作初登場第4話のみ）、青野武（第3作・第5作）、西村知道（第4作）、大塚明夫（第6作）、滝口順平（異聞妖怪奇譚） / 演 - 緒形拳

朱の盆（しゅのぼん）
声 - 小林通孝（第3作）、郷里大輔（第4作）、小西克幸（第5作）、チョー（第6作）
朱の盤とも書く。大きな頭で額から一本角が生えた赤鬼のような姿の妖怪。のんびり屋で間抜けな小悪党として描写され、アニメ第3作4話『妖怪ぬらりひょん』でぬらりひょんの子分かつ腰巾着として初登場。ぬらりひょんの登場するシーンには必ずと言って良いほど付き従い、後のシリーズでもぬらりひょん同様に準レギュラーとして登場する。
第3作では、人間に化け突然正体を現して驚かすくらいしか術がなく、人間の大人7人を突き飛ばす力がある（第60話）が、妖怪相手では歯が立たないほど弱い。
第4作でもぬらりひょんの子分として登場。第3作同様に腕力はそれなりに強いが、のんびりとした性格のため戦闘にはまるで不向きで、よく天然ボケな発言をすることもある。ぬらりひょんの悪事に加担していない時は妖怪・人間を問わず礼儀正しい性格。
第5作ではぬらりひょんの最古参の配下で付き人のような位置にいる。ヘマをして叱られてばかりいるが、ぬらりひょんのように立派な悪党妖怪になることを夢としている。
第6作では、従来のシリーズ同様のぬらりひょんの秘書や運転手等の役割の他に身辺警護も担い、ドジを踏む間の抜けた面は変わらないがコミカルな描写は過去作より少なめで、ぬらりひょんに極めて忠実な側近として描かれている。本作では人間を直接殺めることを一切躊躇しない根っからの悪党であり、高い戦闘能力を持つ一方で護符の文字が読めないなど知能は低い。
原作では『鬼太郎国盗り物語』の「妖怪大相撲」で初登場。この時はぬらりひょんも登場するが主従関係ではなく、朱の盆は相撲選手、ぬらりひょんは審判の一人を務め、共に鬼太郎たちとも敵対していない。
実写劇場版第1作では大裁判の原告団の一人として登場。

蛇骨婆（じゃこつばばあ）
声 - 麻生みつ子（第1作）、山本圭子（第3作）、津田延代（第4作）、鈴木れい子（第5作）/ 演 - 佐野史郎
鳥山石燕の妖怪画に見られる妖怪。
原作「妖怪ぬらりひょん」（アニメ第1作12話）で初登場。ぬらりひょんの仲間で医療・知恵袋的な立場を担う。他のぬらりひょんの部下とは違い、ぬらりひょんとは古くからの旧知であり同格の言葉遣いをする。アニメ第3作でも、ぬらりひょんの参謀的立場として登場する。
第4作でもぬらりひょんとは旧知の仲。何らかの理由により壺に封じ込められていた。封印を解かれた後は鬼太郎の命を狙うが、ぬらりひょんに裏切られて再び壺に封印される。
第5作でもぬらりひょんの一味として登場。初めて準レギュラー的存在になり、ぬらりひょんの一味が座敷で酒宴を催すシーンではぬらりひょんの横に控えるなど従来同様ぬらりひょんとはほぼ対等に話し、他の部下よりも地位が高い。本作では蛇を従えており、蛇を使役し毒牙での攻撃や潜入・偵察などを行い、他にも様々な術を用いて計画のサポート役を担っている。
実写劇場版では『千年呪い歌』で登場。砂かけ婆の仇敵。

狐者異（こわい）
声 - 銀河万丈（第3作）
本所七不思議の妖怪の一体で燈無蕎麦に出現。漫画では炎の体で鬼太郎に抱きついて焼こうとするが、ちゃんちゃんこに川の水をかけられ消えた。
アニメでは第3作第108話登場。爪で襲い掛かったが、逆にオカリナ鞭でバラバラにされた。

おいてけ堀
声 - 石森達幸（第4作）
本所七不思議の妖怪の一体で、幽霊のような姿で堀から手を伸ばし鬼太郎を引き込むが、雷獣から受けて体内にためていた電気をプラスして威力を倍にした体内電気を喰らって消滅した。
アニメでは第3作第108話登場。
アニメ第4作第94話では水仙人として登場。井戸仙人とは旧知の仲。東京湾の主で穏やかで魚に甘くうっかりした性格。魚を釣る人間に「置いてけ～」と囁き、無視した人間に飲めば魚になる「魚眼丸」（「回復丸」を飲めば元に戻る）を渡し魚の気持ちをわからせようとする。

送り提灯（おくりちょうちん）
声 - 川浪葉子（第3作）
本所七不思議の妖怪の一体でアニメ第3作第108話のみの登場。提灯を持った女の姿で鬼太郎を足洗邸に誘導した。

足洗い（あしあらい）
声 - 銀河万丈（第3作）
本所七不思議の妖怪の一体で目玉親父が監禁された足洗邸に出現。連戦で消耗した鬼太郎と交戦するが、最終的に漫画ではぬりかべの体内に塗り込まれた。アニメでは第3作第108話に登場。闇の中では実体がなく攻撃が突き抜けるが、破れた屋根から入った朝日の光を浴びて消滅した。

鉄鼠（てっそ）
大ネズミの妖怪。
漫画初登場は1980年代『最新版』の「世紀の妖怪アイドル、幽子」。猫妖怪の五徳猫を妻にしており、彼女の妖術で亡者の少女・幽子を現世に召喚して歌手デビューさせ金儲けを企む。
アニメでは第3作地獄編第4話に登場。婚約者の五徳猫と共にぬらりひょんに雇われ、幽子を人質にして地獄童子にユメコを捕らえさせ鬼太郎を葬ろうとする。
第5作では劇場版『日本爆裂!!』で妖怪四十七士の滋賀県代表として覚醒。
「魔笛エロイムエッサイム」ではぬらりひょんの部下として登場。経典の巻物で敵を縛る術を使う。

辻神（つじがみ）
声 - 岩崎ひろし（第5作）
伝承では丁字路に面した家に入り込むとされる一種の疫病神。
一反木綿に牙の生えた口と角を付けたような姿をしており、第3作では劇場版第4弾でぬらりひょん（妖怪皇帝）を乗せる飛行要員として登場。
第5作では74話で登場。一反木綿と同じ鹿児島の妖怪で、伝承の通り辻に出没する凶悪な妖怪として天狗ポリスから指名手配されている。

邪魅（じゃみ）
声 - 内海賢二（第1作）、銀河万丈（第3作）、郷里大輔（第4作）、竹本英史（第5作）、半田裕典（第6作）
初登場は『妖怪関ヶ原』（初アニメ化第1作50話）。毛むくじゃらで口から毛の束が生えた姿をしている。水木しげるの妖怪画では本来「魍魎」として描かれたものを本作では邪魅のデザインに用いている。
毒気を出して人を狂わせる妖怪で、ガマ仙人の封力によって百年もの間ガマの姿に変えられていた。鬼太郎を騙して封印の石を動かさせて元の姿に戻り、ガマ仙人に復讐するために家に放火しようとした。
アニメ第5作27話では、黄泉の国の亡者の怨念から生まれた凶悪な妖怪として登場。鬼太郎に引けを取らない力を持っており亡者達も恐れている。
第6作では密かにぬらりひょんと接触し、妖怪大同盟に賛同するゲゲゲの森の妖怪のリーダーとなって妖怪たちの扇動を行う。

百々目鬼（どどめき）
声 - 桑島法子
盗みをやめられなくなった人間が妖怪化したもの。普段は人間の姿をしているが妖怪形態は全身に眼がつきカエルのように口が裂けた姿である。元が盗人の為妖気等の気配を断つのがうまい。
アニメでは第5作第8話登場。ぬらりひょんの手下の一人。ひとみという元々の人間の姿で鬼太郎を油断させ、ちゃんちゃんこを奪い弱体化させた。

火取り魔（ひとりま）
声 - 楠見尚己
上半身が炎の塊で下半身が着流しという姿をした、夜道を行く人の灯火を吸い取って奪う妖怪。
アニメ第5作第17話に登場。電気やガスなど現代の熱エネルギーも吸収することが可能で、ぬらりひょんの指示で街のエネルギーを吸収して火力を上げ、鬼太郎を飲み込んで焼き殺そうとする。

片車輪（かたしゃりん）
声 - 稲田徹
アニメ第5作第30話に登場。燃え盛る車輪の妖怪。炎と鬼面が本体で、車輪のように回る部位がある物に乗り移る。蛇骨婆の儀式で封じ絵から復活し、目玉親父をさらって遊園地の巨大遊具に憑依し人間の街を焼き払おうとする。

妖怪城
声 - 鈴木真仁
アニメ第5作61話に登場。たんたん坊と二口女が棲んでいたが、ぬらりひょんが操縦装置を奪い、以降は彼の移動要塞となる。本作では潜在意識を持つ妖怪の一種であり、「主となった者は日本妖怪の頂点に立てる」と言い伝えられるほどの強大な力を持つ。周囲に立つ4つの塔には地水火風の4つの属性を司る土龍、水龍、炎龍、風龍の4体の龍が封印されており、これらを利用して移動を可能とする。

### 化け狸
八百八狸（はっぴゃくやだぬき）
『妖怪獣』に登場。日本の狸妖怪の中でも強大な化け狸一族。姿は服を着て直立歩行する狸そのもので、腹鼓を打つ外見こそユーモラスだが実態は凶暴な怪物。高僧・天海上人の護符により四国山中の地下に封印されていたが、ダム開発工事の影響で巣窟を塞ぐ岩から護符が剥がれたことで復活。地上に狸王国を築き、人類を奴隷・食糧として支配しようとした。
アニメ第6作では名無しが護符を剥がしたことで復活し、圧倒的な戦力を背景に一度は人間の政権を奪って支配下に置く。
刑部狸（ぎょうぶだぬき）
声 - 富田耕吉（第1作）、柴田秀勝（第3作）、仲木隆司（第4作）、堀内賢雄（第6作）
八百八狸の長。巨大な僧形の化け狸。高い知性と抜群の統率能力を持ち、配下の八百八狸の大軍勢、蛟龍（こうりゅう）や大なまずといった妖怪獣を縦横に操る。妖怪獣や触れた物全てを石に変える巨石・要石（かなめいし）を操る念力、特定の人物に毛を植えつけ、苦しめたり支配する呪術を用いる。
アニメ第5作では隠神（いぬがみ）刑部狸の名で、妖怪四十七士の愛媛県代表。原作の数珠を持った姿ではなく、太鼓を首から下げた水木しげるの妖怪画に近い姿で登場。
蛟龍（こうりゅう）
巨大な妖怪獣。一反木綿の説明では「70年（アニメ第6作では700年）生きた蛇が蜃気楼の中で産んだ卵が孵り、地下で数百年育った後に天に昇って蛟龍になる」という。本作では巨大な目と大きく裂けて鋭い歯が並ぶ口を持ち、全体の形は蛇や龍というよりデフォルメされた類人猿にも見える。目からは蜃気楼を起こす光線を出す（アニメ第3作ではジェット機を消滅させてしまう光線となっている）。『妖怪獣』にて刑部狸に操られて登場。アニメ第6作では、全体から強力な衝撃波を発し広範囲に渡り建造物を破壊し、自衛隊を返り討ちにしてしまった。口から火球を吐く。1985年の劇場版ではぬらりひょんの配下として登場。
大なまず（おおなまず）/ なまず神（なまずがみ）
地底湖に住む巨大なナマズの姿をした妖怪で巨大地震の元凶とも言われる。『妖怪獣』で登場。富士山の人穴に大昔から置いてあった要石によって封印されていたが、八百八狸によって解放された。蛟龍が鬼太郎に倒されたことで刑部狸が狸城護衛のために急遽東京に召喚しようと念力で動かし、地中を移動して五千年ぶりに地上に出現した。陸上でも直立して活動可能で不死身の生命力を有しており、あらゆる近代兵器を受け付けない。口からは熱風や熱戦を吐き、それにより地面を温めることで一種の巨大な竜巻を発生させたり、自由自在に地震を起こしたりする。アニメ第1作では目から破壊光線を発射し、長い髭を器用に動かすこともできる。アニメ第4作の名称は「なまず神」。
玄蕃狸（げんばだぬき・第1作）/ シルクハット狸（第3作）/ タキシード狸（第4作）/ 団一郎（だんいちろう・第6作）
声 - 野田圭一（第1作）、千葉繁（第3作）、増谷康紀（第4作）、落合福嗣（第6作）
刑部狸の側近の一匹で理知的。原作では名が出ない。タキシードとシルクハットを着用している。
アニメ第6作では三兄弟の長男。葉巻を愛用しており、葉巻カッターを鳴らす癖がある。シルクハットは武器にもなる。本気を出すと凶暴かつ屈強な姿に変身する。
お富狸（おとみだぬき・第1作）/ 着物狸（きものだぬき・第4作）/ 団二郎（だんじろう・第6作）
声 - 坪井章子（第1作）、田中一成（第4作）、高戸靖広（第6作）
刑部狸の側近の一匹。女性的な日本髪と着物を着た姿。原作では名前が出ず、アニメ第3作には未登場。
アニメ第6作では三兄弟の次男。武器は簪。
団三郎狸（だんさぶろうだぬき・原作・第1作）/ 団十郎狸（だんじゅうろうだぬき・第3作）/ 鉢巻狸（第4作）/ 団三郎（第6作）
声 - 北川国彦（第1作）、西尾徳（第3作）、川津泰彦（第4作）、ボルケーノ太田（第6作）
伝承では日本三名狸の1匹として知られているが、本作では刑部狸の側近の一匹。
アニメ第5作では団三郎ムジナの名で、妖怪四十七士の新潟県代表。第6作では三兄弟の末っ子。
飛脚狸
声 - 大塚芳忠
第3作のみに登場。飛行兵姿の伝令役。
狸カメラマン
声 - 土門仁
第4作のみ登場。狸内閣設立の記念写真を撮影。
たぬきアナウンサー
声 - 蟹江俊介
第6作のみ登場。黒羽織を着て政権奪取後のテレビニュースを担当（第4作でも狸の1匹がニュースを担当したがノンクレジット）。

あしまがり
声 - 富田耕生（第2作）、池水通洋（第3作）、半田裕典（第6作）
「あしまがり」とは四国の方言で「足にまとわりつく」という意味。本作では『妖怪あしまがり』（単行本では『妖怪花』に改題、初アニメ化第2作5話）に登場。太鼓を持った狸の姿をした妖怪で、無類の大酒飲み。取り込んだ者を消化してしまう雲状の気体生物を飼い慣らしており、持っている太鼓で操ることが出来る。なお、第3作のみ「あしまがり」という名前は自主規制配慮で「用心棒（の狸妖怪）」という名前しか出なかった。妖怪花の生息地を開発しようとした人間側（アニメ第3作45話では妖怪花と共存していた業者を乗っ取ったぬらりひょん）に雇われ、開発を止めようとする鬼太郎と闘う。
第6作では63話に登場。人を襲うのが大好きな残忍な性格の妖怪という設定で、太鼓を使って黒雲を操る。黒雲は意思を持って動き、獲物を中に取り込んで同化してしまうほか、強力な雷を放ち、複数に分裂して別行動も可能。ある地方の笹薮に棲み付き人を襲っていたため、笹の花の精・星華によって洞窟に閉じ込められていたが、ぬりかべを利用して復活する。

狸ばやし（たぬきばやし）
どこからともなく聞こえて来る狸の腹鼓。本所七不思議の妖怪の一つで、日本全国に伝わる音の怪異。
原作「狸ばやし」ではねずみ男が音源を探って掘り当てると、瓢箪に封じられていた大狸が復活して暴れ出す。
アニメ第3作108話では、伝承通りに本所七不思議の一員として音だけ登場。鬼太郎を誘い出し、その隙に朱の盤が目玉おやじをさらった。

竹切り狸（たけきりだぬき）
声 - 草尾毅（第4作）、松山鷹志（異聞妖怪奇譚）/ 演 - ブラザートム、星野亜希
原作「竹切り狸」に登場。親類である万年竹の復讐のために、やまこを利用して鬼太郎を狙うが敗北する。
アニメでは第4作に登場。刑部狸のやり方に反対して鬼太郎達に協力した。実写映画『千年呪い歌』では高尾山に住む夫婦が登場。ゲーム『異聞妖怪奇譚』では鬼太郎の前に立ちはだかる悪役として何度か登場している。

ふくろさげ
声 - 青野武（第3作）、徳丸完（第4作）
原作『ふくろさげ』（アニメ第2作20話）に登場。洞窟内の壺に隠されていた不定形の妖怪。近付く妖怪のエネルギーを貪欲に吸収するため、大昔の妖怪達によって封印されていた。
第3作では第27話に登場。葉の帽子を被った狸のような姿という水木しげるの妖怪画に近い姿に描かれている。携える袋は獲物に被せてエネルギーを奪う他、エネルギーを射出したり物を吸い込んだりもできる。また、相手に噛み付いて直接エネルギーを吸い取ることも可能。自分を封じた妖怪たちへの復讐を考えており、復活後は妖怪たちを次々と襲ってエネルギーを奪った。
第4作では欲望を持つ者を袋に取り込み消化する。本体は狸で袋は陰嚢。

妖怪だぬき
「妖怪ラーメン」に登場。額に十字型の傷らしき模様がある狸妖怪。大勢の狸仲間たちのボスとして、とある山の古寺で仲間と共に平和に暮らしていたが、人間に住処を追われ食べ物も奪われ、何とか生きていこうと数年前に狸蕎麦の屋台を開いたが、現代ではカップラーメンの人気には勝てなかったため、その人気を落とそうと先祖代々伝わる「変身粉（化け粉）」を混入したカップラーメンを売り歩き、食べた人間を巨大なカップラーメンに変えてしまう。

絹狸（きぬたぬき）
声 - 小山武宏（第5作）
絹織物を着た狸の妖怪。
第5作38話初登場。妖怪横丁でもめんや（反物を売る店）を営んでいる。「鬼太郎マガジン VOL.1」によれば、もめんやは当初一反木綿の店という設定だったが「一反木綿の呑気な性格は経営に向いてないのでは」という意見が出て急遽布に関する妖怪を探すことになり、絹狸が選ばれた。

### 化け狐
日本の狐妖怪たち。
白山坊（はくさんぼう）
声 - 内海賢二（第1作）、はせさん治（第3作）、大塚周夫（第4作・第5作）、高木渉（第6作）
布をまとった白い狐の妖怪。100年以上生きた古狐が妖怪と化したもの。
アニメでは第4作まで敵として登場したが、第5作以降は鬼太郎の仲間となっている。
コン太
声 - 大谷育江（第4作）
アニメ第4作39話に登場した白山坊の弟子の言葉を話す狐。白山坊の命令で茜が付けていた魔よけの髪飾りを奪うが、白山坊の本性と本来の目的を知って裏切る。

白狐（しろぎつね）
声 - 大本眞基子（第5作）
白い毛色を持ち、人々に幸福をもたらすとされる善狐。
原作・アニメ共にこの名称では直接登場していないが、第5作のDVD収録の「ゲゲゲ組」製作の特典映像に登場。狐妖怪の少年で、妖怪横丁近くに住んでいる。

天狐（てんこ）
声 - 内海賢二（第1作）、増山江威子（第3作）、川村万梨阿（第4作）/ 演 - 小雪
日本の妖狐族の総元締め。人間のような髪を生やし着物を纏った姿。悪事は働かず、滅多に姿を見せない。
原作「天狐」（アニメ第1作49話）に登場。人間の地下駐車場建設が彼らの領域に触れたために部下達が事故を引き起こす。
アニメ第3作では地下鉄工事が彼らの聖域を侵したことに怒って作業者を捕えて人質とし、工事を直ちに止めるよう要求した。
アニメ第4作では全ての稲荷の統率者。女性的で非常に徳が高く冷静で穏やかな高貴な性格をしており、目玉おやじ含め妖怪たちからも尊敬される存在である。念力の他空狐や他の狐たちが引き起こした大規模な騒動（デパートや客の紛失）を容易く元に戻す力も持つ。騒動の発生時は地下の世界で10年間の眠りの最中であったが、自分が眠っている間に無茶をした空狐を止めるために姿を現した。
実写映画版では自分の言うことを聞かない空狐をただの狐に変える能力を持つ。

空狐（くうこ）
声 - 関智一（第4作）/ 演 - 橋本さとし
天狐に次ぐ位を持つ妖狐。地水火風を自在に操る。天狐との面会を申し出た鬼太郎に試合で空狐の代表に勝ったら認めるとしたが、なかなか負けを認めないため天狐に叱られた。
アニメ第1作では九尾の狐に酷似しており、アニメ第3作では五人衆が登場、第4作では子狐（戦闘時は大型の狐）に酷似している。実写劇場版では人間に報復しない天狐に痺れを切らして下克上を企てる。

気狐（きこ）
変化能力を得た妖狐。

野狐（やこ）
声 - 北川国彦（第1作）
変化能力すらない最下級の妖狐。人間同様に二足歩行して手を使い話す程度はできる。

おさん狐
女性の狐妖怪。美女に化けて男を騙す。
アニメ第5作劇場版『日本爆裂!!』で妖怪四十七士の広島県代表として覚醒。

狐つき
原作「狐つき」に登場。人間の死体などに憑依する狐の妖怪。最初は老人の死体に憑依していたが、鬼太郎と戦いになるとすぐに老人の体を捨てて雪姫に憑依し、ゲゲゲハウスを占領した。

キョウ
第6作準拠の小説「ねずみ男ハードボイルド」（『朱の音』収録）に登場する女妖狐（厳密には人間を母に持つ半妖怪）。妖力は乏しく変化も拙いが、美貌と男を篭絡する才覚で闇組織の長・猿鬼の愛人の座に着いている。

### 天狗
日本の民間信仰において神や妖怪とされる存在。本作に登場する天狗は、天狗ポリスという警察組織も形成しており、その他に裁判官を務めるなど妖怪界での法的機関に着任している者が多い。
大天狗（だいてんぐ / おおてんぐ）
声 - 富田耕生（第2作）、屋良有作（第3作）、笹岡繁蔵（第4作）、楠見尚己（第5作）、梅津秀行（第6作）/ 演 - 中村獅童
天狗ポリスの長と妖怪法廷の裁判長を務める最高位の天狗。強力な神通力を持ち羽団扇で突風を起こす。
第5作では目玉おやじと100年以上前からの知り合いで酒豪。本名は赤嵐坊（せきらんぼう）。他シリーズに比べ豪放な性格。仇敵・黒雲坊の遺児である黒鴉を引き取って育てた。

烏天狗（からすてんぐ）
カラスに似た顔と背の翼を持つ天狗。多くの者が天狗ポリスとして従事しているが、中にはぬらりひょんの配下（「魔笛エロイムエッサイム」）や黒雲坊（第5作）のように悪の勢力に属している者もいる。
鞍馬山の烏天狗
声 - 富田耕吉（第1作）、宮内幸平（第3作）、新田三士郎（第4作）
原作「悪魔ベリアル」（アニメ第1作30話）に登場。幕末にベリアルの来日を察知し、魔力を封じ込めた。現代になって魔力を取り戻したベリアルに不意を突かれ、家ごと地中に封じられてしまい、危険を知らせる蚊文字を放つ。目玉おやじをして「彼をこのように封じられる者は日本にはおらぬ」と言わしめるほどの実力者。アニメ第3作では一族の長老。
鳥目（とりめ）
1980年代の『最新版』に登場した3眼の烏天狗刑事。脱獄囚しょうけらの捕縛や復活したぬらりひょんの暴動の際に鬼太郎に協力を要請した。第三の目から妖怪を人間に変える光線を放てる。
黒鴉（くろからす）
声 - 緑川光
アニメ5作目に登場する天狗ポリスのエースにして武術の師範。群馬県榛名山出身で、年齢3000歳（外見は青年）。羽根手裏剣という羽根を撃ち出す技を持つ。第100話にて悪天狗・黒雲坊の遺児であった事が判明し、実父の魂に操られて天狗大本堂を襲撃したが、大天狗や鬼太郎たちの説得で自分を取り戻して四十七士に覚醒し、大天狗を「本当の父」と呼ぶ。
ヒゴモ
声 - 浜田賢二
天狗ポリス鹿児島派出所の所長。太い眉が特徴。第5作74話で一反木綿を辻神と間違えて誤認逮捕してしまい、素直に謝罪した。その後も辻神と戦う鬼太郎たちを手から松明丸を放って援護した。
リンゴロウ
天狗ポリス青森派出所の所長。リンゴのように赤く丸い頬が特徴。第5作85話で津軽海峡に出現した妖怪城を迎撃すべく黒鴉や鬼太郎たちと共闘した。
黒雲坊（こくうんぼう）
声 - 大塚周夫
アニメ第5作に登場。3000年前に「天狗は邪悪であるべき」と主張して赤嵐坊（現・大天狗）と対立、敗れて封印された悪天狗。第100話で魂を息子の黒鴉に乗り移らせ、使い魔を操り大天狗を殺そうとする。
長老
声 - 中博史
アニメ第6作に登場。大山に住む烏天狗一族の長老。150年前に悪魔ベリアルの魔力を封印したこともある実力者で、竜巻を起こして水を操る術や分身の術などが使える。
小次郎（こじろう）
声 - 阪口大助
アニメ第6作に登場。大山に住む烏天狗一族の若者。大山の夜道で足を踏み外したまなを助け彼女に一目惚れした。ベリアルとの戦いで相手の実体を見抜く「心眼戒定慧」を修得する。

雨ふり天狗
声 - 山田俊司（第2作）、阪脩（第4作）
「雨ふり天狗」に登場。風を操るが雨が降ると羽団扇が濡れるのを防ぐために石になる。風人峠に住んでいたが、自動車道が開通して食糧の霞に排気が混ざり、怒って運転手たちを風化させた。
アニメ初登場は第2作4話。鬼太郎との初戦で髪の毛針を左目に受け、医者に目玉おやじを移植させようとする。
第4作では23話に登場。風吹峠に住んでいるが、車の排気ガスで食料であるカスミ草が枯れたことに激怒し、峠に通る人間を吹き飛ばし風穴に閉じ込めていた。

めんこ天狗
声 - 塩谷翼
「めんこ天狗」（アニメ第3作105話）に登場。丸顔の少年型天狗で、めんこの修業で天狗になったと言われる。人間の子供とめんこで遊ぼうとしたが時代遅れと笑われて怒り、子供達をめんこに変えてしまう。

山天狗（やまてんぐ）
声 - 岸野幸正（第3作）、松山鷹志（第6作）
原作「木の子」に登場。山に棲む巨体の天狗で、木の子達が一緒に暮らしていた人間の少女・モモコを連れ帰られたくないあまり呼び寄せた。
アニメでは第3作89話初登場。天狗の森の祠に封印されていた。
第6作では52話登場。木の子の森の近くに棲んでおり、木の子たちから恐れられている。

風の又三郎
声 - 難波圭一
アニメ第3作69話に登場。季節風を導く役目を持つ、西洋の妖精風の少年型天狗。大ガラスの姿にもなれる。季節風の精の休み場所である「風の谷」が自動車道建設で潰されそうなのを抗議して暴れ、近くの村の少女・風子をさらう。
当時のコミックボンボンのアニメ解説頁では、この69話の解説に雨ふり天狗の絵が描かれ、「雨ふり天狗」のアレンジのような描写になっている。

天狗の使い魔
松明丸（たいまつまる）
天狗火の一種で、普段は小さな松明だが集合して巨大な火の鳥になる。アニメ第5作36話では独自に動き連続放火を引き起こす。
水竜丸（すいりゅうまる）
水で出来た竜の姿をした、天狗の使い魔。アニメ第5作100話で鉄砲水を起こして群馬県の温泉街を襲った。
天狗傀儡（てんぐくぐつ）
アニメ第5作100話に登場。天狗を象った動く土人形。面が制御装置で、それを破壊されると崩れる。

### 河童
日本の河川に棲む妖怪の代表格。主に頭の皿・背の甲羅・手足の水掻きなどが特徴で、水が入った頭の皿が乾くと力が出せなくなる。鬼太郎作品にも様々な種類が登場する。河童に尻子玉を抜かれた者たちは腑抜けとなり力もやる気も無くし倒れてしまう。
第3作7話では、磯女母子が住む磯を埋め立ててレジャーランドにしようとする悪徳社長たちを懲らしめるのに協力し、彼らの尻子玉を抜いた。
第4作では8話で河童淵に暮らす集団がかに坊主に襲われていた。
第5作では人間による池の埋め立てに対し一族が抵抗派と移住派に分かれたため、鬼太郎に相談し移住派代理の鬼太郎組と抵抗派代表組の勝ち抜き相撲を決行する。山下先生の人間の教え子である里見（さとみ）が鬼太郎とシバテンの試合中に紛れ込んだため、掟で鬼太郎が交代することになり、山下先生が代わりに参戦する。
第6作では9話に登場。遠野の山奥の河童の里で平和に暮らしていたが、ねずみ男の紹介でIT企業に集団就職する。
三吉（さんきち）
声 - 三輪勝恵
アニメ第3作85話に登場した子河童。彼の里では集団で遊ぶ習慣がなく、それがある人間の子供を羨んでいた。妖怪の生活に憧れた星郎と出会い、互いを羨んでいたところをたくろう火に利用される。

クッパ、コッパ、パッパ
声 - 高戸靖広、大塚瑞恵、白鳥由里（役名と同順）
アニメ第4作8話に登場した河童淵に住む子河童の三兄弟。かに坊主に淵を荒らされ他の河童たちが操られて人間に悪さを始めたので、鬼太郎に助けを求めた。

河童親方
声 - 田中亮一
アニメ第4作42話に登場した一目入道の集団と争っていた河童村に住む仕切り役。左頬に傷がある。

ガラッパ
声 - 辻村真人
アニメ第5作19話に登場した河童池の長老。勝ち抜き相撲では行司を務める。

シバテン
声 - 高木渉
アニメ第5作19話初登場。当初は河童池の抵抗派リーダー。必殺技は屁と共に張り手連打を放つ「へのかっぱ」。

ネネコ
声 - 小松里歌
アニメ第5作19話に登場した河童池の抵抗派で女河童。

メドチ
声 - 広橋涼
アニメ第5作19話に登場した河童池の抵抗派で小柄な河童。

カンキチ
声 - 千葉一伸
アニメ第5作19話初登場。河童池の移住派。

山下（やました）先生
声 - 稲田徹
アニメ第5作19話に登場。河童池のそばの小学校で教師を務めており、生徒から河童先生と呼ばれていた。

太郎丸（たろうまる）
声 - 阪口大助
アニメ第6作9話に登場。次郎丸の兄。キュウリ作りが得意な礼儀正しく気の良い河童で、砂かけ婆から畑作り向けの砂をもらっていて、しばしばキュウリを届けたりしていた。

次郎丸（じろうまる）
声 - くまいもとこ
アニメ第6作9話登場。太郎丸の弟。太郎丸や仲間の河童とともに郷原の会社で働くが、働き詰めの生活に馴染めず素朴で牧歌的な昔の生活に戻りたいと願うようになる。

さら小僧（さらこぞう）
声 - 内海賢二（第1作）、古谷徹（第3作）、高戸靖広（第4作）、松野太紀（第5作・第6作）
初登場は「さら小僧」。350年以上生きている河童系妖怪で、がんぎ小僧と似た容姿をしているが名前の通り皿がある点が異なっている。鬼太郎親子も恐れるほどの実力者で、頭から飛ばす水皿（原作では集光レンズとして目を眩ますが、アニメシリーズによっては集めた光が熱線化したり、固体の皿を飛ばして斬ったりする）や猛毒の小便が武器。自作の歌「ぺったらぺたらこ」（第3作のみ「闇夜に気をつけろ」）を歌うのが趣味で、他人に歌われることを極端に嫌う。自分たちの歌を盗作した「ザ・ビンボーズ」に腹を立て、隠れ里に誘拐した。アニメでは第1作34話で初登場。
第3作では43話に登場。本作では河童一族一の美声を自称するも実は建物も破壊するほどの音痴。歌を盗作した「ビンボーブラザーズ」を誘拐する。
第4作では33話に登場。ねずみ男から「ぺったらぺたらこ」の歌詞と譜面を提供されて盗作し大ヒットした「憂歌団」に怒り、彼らを死ぬまで監禁しようとする。
第5作では66話に登場。本作では「ぺったらぺたらこ」は同族間の雨乞いの歌で、「ザ50回転ズ」が雨をやませる5番を知らずに盗作したことがきっかけで大雨で街が水没する事態に発展する。
第6作では第40話に登場。一発屋芸人ビンボーイサムに「ぺったらぺたらこ」を盗作され激怒する。

ひょうすべ / ひょうすえ
声 - 広中雅志（第3作）、寺崎千波也（第6作）
皿や甲羅はなく、禿頭の猿のような姿の河童系妖怪。原作では「さら小僧」などに群衆扱いで登場。
アニメでは第1作10話にて初登場。姿を見た人間を病気にし、その患者を見た人間にも病気が感染する妖力を持つ。
第3作では6話から登場。
1980年代『最新版』では第2話で総大将側の妖怪たちの中にいたが第3話で鬼太郎側のスパイだと発覚して殺される。
第4作では妖怪王編で小豆三妖怪と共に鬼太郎の助っ人として登場する。第5作では妖怪四十七士の佐賀県代表となる（映画で一斉覚醒）。

川猿（かわざる）
原作「川猿」「ダメな死神」「タコ人間」「招かざる客」では、あの世に住んでいる妖怪として登場。お盆の特別列車に乗って人間界に遊びにきたが遊んでいるうちに三日間の滞在期間が過ぎてしまい、あの世へ帰れなくなった。押入の中に断崖を作り出したり幽霊を生者に戻したりといった不思議な術を使ってねずみ男を騙し、その魂を奪ってあの世までの乗り物にしようとする。

がんぎ小僧
声 - 永井一郎、八奈見乗児（第3作）、千葉一伸（第4作）、新井良平（第6作34・35話の登場個体）、高塚正也（第4作96話の登場個体）
河童系妖怪だが皿はなく、やすり状の鋭い歯を持った水棲妖怪。その歯はライフル銃をも噛み砕く。
アニメでは第3作第26話で妖怪野球チームの一員として初登場。
第4作では第42話に股旅姿で登場。行き倒れた所をねずみ男に救われたことがあり、以来彼を「ねずみ男の兄い（あにい）」と呼び慕っていた。『妖怪千物語』でもこの姿で、妖怪樹との戦いに登場している。

一目入道（いちもくにゅうどう）
声 - 里内信夫（第4作）、島田敏（第5作）
皿が一つ目（または目のような模様）になっている河童。伝承では加茂湖の主。
第3作43話にて、さら小僧の部下としてアニメ初登場。
第4作では第42話登場。がんぎ小僧が世話になっていた河童族の敵対勢力で気性が荒い。
第5作では第42話登場。オベベ沼の住人だが横丁へ移る前のかわうそが悪戯したせいで沼の妖怪の評判が悪くなり、親しかった人間の少女も沼に近付かなくなった。それを嘆いてかつてかわうそが悪戯に使った「水神石」でかわうそに化け、かわうそに濡れ衣を着せ少女達から声を奪う事件を起こす。

カシャボ
声 - 沼田祐介（第4作）
和歌山県の山に棲む河童の仲間の妖怪。皿や甲羅や水かきは無く長い顔をした約6～7歳ぐらいの子供のような姿をしている。水木しげるの妖怪画では口を尖らせ右目が垂れている。
第4作61話でアニメ初登場。日本の南の果ての果てにある金比羅島に棲む。いやみによって無気力になってしまった鬼太郎を元に戻すために島に降りた目玉おやじたちを清めの泉に案内する。

セコ
声 - 中山さら（第5作）
大分県の山に集団で暮らす一つ目の河童の仲間の妖怪。鰯の頭が大嫌い。
アニメ第5作の劇場版『日本爆裂!!』では妖怪四十七士の大分県代表として覚醒。

波小僧（なみこぞう）
声 - 金田朋子（第5作）
静岡県出身の河童の仲間。
アニメ第5作第92話と劇場版『日本爆裂!!』に登場。両親の敵をとるために岩魚坊主に弟子入りする。妖怪四十七士の静岡県代表。

ミンツチ
北海道出身の河童。本作では痩身に鋭い目つきと嘴とシャープな印象の姿をしている。
アニメ第3作43話にて、さら小僧の部下としてアニメ初登場。第5作の劇場版『日本爆裂!!』では妖怪四十七士の北海道代表として覚醒。

### 冷凍妖怪
主に気温の低い地域に住む、氷雪や冷気を操る日本妖怪。
雪ん子（ゆきんこ）
声 - 白石冬美（第1作）、山田栄子（第3作）、三輪勝恵（第4作）、竹内順子（異聞妖怪奇譚）
初登場は原作『雪ん子』（アニメ第1作48話）。わら頭巾を被った少女の姿だが、人間を凍らせアイスキャンデー状になった魂を取って食べる恐ろしい冷凍妖怪。雪女や雪男と組んで北海道の大雪山系の洞窟を根城にし、近隣住民を凍らせて魂を集めていた。
第4作では山の動物たちを殺した人間を、特製のアイスキャンデーを食べさせることで氷漬けにするが殺しはせず、人間によって殺された動物たちを一頭ずつ地蔵を作って供え物も用意して弔うなど優しい性格をしている。

雪男（ゆきおとこ）
声 - 佐藤正治（第3作）、宇垣秀成（第4作）、平井啓二、宮崎寛務（第5作）、広瀬正志（異聞妖怪奇譚）
初登場の原作『雪ん子』、アニメ第1、3、4作で雪ん子や雪女と組んで登場。外観はUMAとしての雪男よりもむしろなまはげに似ている。原作では冷たい息を吐くだけだが、アニメではつららを振るったり雪崩を起こしたりと力技を披露する。第4作では正式に雪女の夫で雪ん子の父親として登場。冬の山の管理者であり動物たちの守護者でもある。大雪崩や氷柱を弾丸にして飛ばすなどの能力を持つ。

雪女（ゆきおんな）
声 - 小原乃梨子（第1作）、坪井章子（第3作）、中友子、松井摩味（第4作）、高島雅羅（異聞妖怪奇譚）
初登場は原作『雪ん子』で、アニメ第1、3、4作でも雪ん子や雪男と組んで登場。また、アニメ第1、5、6作、『妖怪千物語』は原作やアニメ第3、4作とは容姿が異なり、端整な顔立ちをしている。アニメ第1作では人間を酷評しており、鬼太郎が人間の味方をしていることを快く思っていない。
第4作でも第58話で家族（雪男と雪ん子）と共に溶けるが後に復活する。
『妖怪千物語』第25話では水虎と戦う鬼太郎の味方として登場。アニメ第5作以降は雪女が多数存在し、独自のコミュニティーを作っている。第5作では飛行能力も持つ。「雪女」として以下の者達が主要キャラクターとして登場。
葵（あおい）
声 - 園崎未恵
アニメ第5作第77話で初登場した雪女。ポニーテールの髪形をしたグラマラスな体型の美女。雪女・真白の親友で彼女に次ぐ実力者。鬼太郎に対抗するための修行で雪女郎や真白を超えるほどの妖力を身につけている。当初は真白を死なせた鬼太郎を許すことができず、ネコ娘を人質に鬼太郎を呼び出して殺そうとするが、自分の怒りと悲しみを正面から受け止めた鬼太郎の命がけの説得で改心したことで、妖怪四十七士の一士として覚醒し、その山形県代表となる。
雪女郎（ゆきじょろう）
声 - 笠原留美
第5作第30話で初登場。雪女の元締め。左目の辺りに傷のような赤い模様がある。その地位相応に雪女の中でもトップクラスの実力を誇り、統制力もある。
真白（ましろ）
声 - 佐藤ゆうこ
第5作第7話で初登場。人間を愛して半妖怪の子供まで設けた姉が雪入道に子供諸共処刑されたため、人間と親しい妖怪を嫌い凍らせるが、最後は地獄の炎を得た鬼太郎に倒され、溶けて消える（この一件はぬらりひょんに唆されて起こした）。
お黒（おくろ）
声 - 中友子
第5作第77話で初登場。お歯黒べったりと顔と声が瓜二つの雪女で、性格も良く似ている。雪女の城でねずみ男のガイドについた。
ゆき
声 - 西村ちなみ
アニメ第6作第39話で初登場。ねこ娘の友人の若い雪女。厳密には、ねこ娘やねずみ男と同様に人間との間に生まれた半妖怪。
人間の青年・俊（しゅん）の告白を受けて彼と交際を始め、恋愛未経験であったことや価値観の問題によるすれ違いで一度は別れるが、妖怪・沼御前の一件で相思相愛であることを確かめあい、交際を続けていくことを決める。
ゆきの母
声 - 三田ゆう子
第6作第39話で登場。娘のゆきが人間の俊と交際していることを知り、当初は反対するが、二人がすれ違いや別れを乗り越えてよりを戻し今後も付き合っていく決意を固めたことを受けて考えを改める。

一本ダタラ （いっぽんダタラ）/ 雪入道（ゆきにゅうどう）
声 - 広中雅志（第3作）、増谷康紀（第4作）、半田裕典（第6作）
一本足、一つ目の妖怪。年に一度、12月20日にしか現れないと云われている。
初登場は第3作劇場版『激突!!異次元妖怪の大反乱』で、妖怪皇帝となったぬらりひょんの配下。第4作では51話に鬼太郎父子の顔見知りとして登場。冬眠中に熊と間違えた子狐達の悪戯で起きてしまい、空腹のあまり彼らを食べようと追い掛け回す。第5作では一本ダタラと雪入道が別個に登場。第7話では雪入道が雪女一族より格上の冷凍妖怪として登場。雪女・真白の姉を処刑した凶暴な妖怪で、ぬらりひょんと結託し、真白が鬼太郎たちに倒された直後に現れて全員凍らせようとする。劇場版では一本ダタラが妖怪四十七士の和歌山県代表に覚醒した。

つらら女（つららおんな）
声 - 丸尾知子（第3作）
口から冷気を吐く着物を着た女の妖怪。
アニメ第3作84話初登場。地獄マラソンに参加。
第4作では妖怪王編で鬼太郎に加勢した。

ぶるぶる
声 - 中谷ゆみ（第3作）、沢海陽子（第4作）、堀越真己（第6作）
女性の幽霊のような姿をした暗闇で人の背筋を震えさせる妖怪で、「臆病神」とも呼ばれている。原作「峠の妖怪」（アニメ第1作23話）に登場。本作では妖怪メガネをかけなければ姿を見ることができず、その体は鬼太郎の霊毛でしか固定することができない。また、ぶるぶるが体内に侵入した者は、徐々に体温が下がり、しまいには凍死する。一方で熱には弱い。ある古民家にあった封じ絵の中に閉じ込められていたが、大掃除の際にゴミと共に焼かれたことで解放され、付近の峠を通る車の運転手を狙い事故を頻発させていた。
第3作では25話に登場。最期は一反木綿に乗った鬼太郎と化け火に空中戦で追い詰められ、岩壁に封じられる。
第4作では90話に登場。臆病者にしか姿が見えず、熱と光を苦手としている為に夜の間しか活動しない。暗闇で人間を驚かして寿命を奪って生きていた。
第6作では60話に登場。過去に悪事を働き巻物に封印されていたが、キャンプ場の薪置場にその巻物が紛れ込み、焚き火にくべられたため復活する。自由に姿を現したり消したりでき、人間を抱えて飛ぶほどの力がある。また、滅ぼすことはできず封印するしかない。

### 猫妖怪
猫仙人（ねこせんにん）
声 - 大竹宏（第1作）、青野武（第3作）、矢田耕司（第4作）、江川央生（第4作・64話）、稲葉実（第6作）
「猫仙人」（初アニメ化第1作17話）に登場。不老不死の秘術を見つけ、猫塚と呼ばれる祠で1200年も生き続けている仙人。長い毛と大きな目が特徴（第3・4作では顔が猫のようになっている）。伸縮自在の体を持ち、猫に限らず魂を生物から生物へと乗り移らせることができる。秘術とは自分の肉体と魂を分離し、魂は普段猫の中に宿らせ、肉体は猫塚の中で冷凍保存して、非常時以外はなるべく使わないようにするというもの。幹線道路工事のために猫塚が破壊されたことに怒り、工事現場と麓の村を猫の大群に襲わせ村を占領して人間達を奴隷のように扱う。第4作では改心し、身寄りのない猫たちを引き取りどこかへ去る。第6作では目が4つある。200年前に猫塚に封印されていた。目から相手を猫に変える光線を発射する。猫を大事にしない人間が増えた恨みから、多くの人々を同じ目に遭わせ、人々を猫に変え苦しめる。
『妖怪千物語』では3話に登場。
大黒猫
第4・6作登場。猫仙人が化けた姿。その名の通り、巨大な黒猫の姿をしている。

化け猫（ばけねこ）
声 - 永井一郎（第1作）、京田尚子（第3作）、青野武（第4作）
猫妖怪の総称としても使われるが、「ばけ猫」（アニメ化は第1作41話）では自動車に轢殺された猫達の亡霊として登場。自動車への復讐としてトラックに化けて突進。それで事故を起こした運転手はムチ打ち症ならぬ「猫うち症（いわゆる猫憑き）」に罹る。アニメでは猫の霊が集合して巨大な猫の姿にもなる。
第4作62話「怪奇！ばけ猫街道」では、交通事故に遭う猫達の守護者的存在で、犯人たちを強く憎み、人間を呪い殺して祟りとして世間に広め、交通事故を減らすことを目論む。高い呪力や運動能力を有するが、マタタビには弱い。猫打ち症になると、三日三晩「猫踊り」を踊らされた挙句に霊界に引き込まれる。

猫又（ねこまた）
声 - 江川央生（第4作）
歳を経て妖怪化した猫で、尾が二股に分かれている。初登場はアニメ第2作7話。「猫町切符」（初アニメ化第4作28話）では「猫町」の元締め。原作では人間が猫になる猫町切符を発行し、アニメと新妖怪千物語では猫町に来た人間を連れ戻そうとする鬼太郎と争いになる。
ジータ
声 - 千葉順二
第2作7話（水木しげるの別作品「猫又の恋」が原作）に登場。南方の島に住むシャムネコ風の猫又。飼い主が「娘に祟って嫁入りの邪魔をしているので始末して欲しい」と鬼太郎に依頼するが、実際は別の妖怪・妖狐から娘を守っていた。
ノラ
声 - 島田敏（第5作）
第5作に登場。人間に育てられた猫が変化した猫又。富山県出身で薬の専門家。97話にて人間を恨んで猫ショウになった兄弟を救いたい一心で妖怪四十七士に覚醒する。

猫魈（ねこしょう）
声 - 島田敏（第4作）、櫻井孝宏（第5作）
猫又が修学を積み、より強い妖力と無限の寿命を得た者。アニメでは「猫ショウ」と表記。
原作「妖怪猫魈」（初アニメ化第4作108話）では、ある学者が発見した「若返り法」の論文を盗んで食べた猫又が猫ショウになる。その方法は他者の生気を奪うことであり、人間や妖怪の生気を吸って最強の妖怪になろうとする。第4作では最初に若さのエキスを吸い返した鬼太郎は使い方を知らず赤ん坊の身体になり、呑み込まれた際に腹中の論文を読んで猫ショウを普通の子猫に戻す。第5作97話では猫又ノラの生き別れの兄弟で、人間に冷遇されてきた恨みから猫達を操り復讐を企む。

猫子（ねここ）
『週刊少年サンデー』版に登場。鬼太郎の友達。和服姿のボサボサ頭で、釣り目で円い頬の顔つきをした娘。ねこ娘と同じ性質を持ち、自身は「妖怪の一種」「人類には興味ない」など、本編内で人間ではないと言及し、猫が人の姿に変身して妖怪化した化け猫の一種のようにも解説されるが、関連書籍ではねずみや魚を見て化け猫と化す奇病を持つ人間であり、妖怪ではないとの記述もある。寝子と共にねこ娘の仲間とも扱われている。
原作本編では、ねこ娘同様に登場時は鬼太郎に惚れていたが、『週刊少年サンデー』版以降は明確に登場している描写がなく、アニメでも原作における猫子の描写のほとんどが、ねこ娘の行動として描かれているが、第2作第19話（「釜鳴り」）など原作で仲間たちと一緒にモブキャラとして登場する場面には、ねこ娘と猫子が両方登場している場合もある。
第4作40話（「夜の墓場は運動会!」）ではねこ娘とは別に3シーンのみ登場し、第6作第1話（「妖怪が目覚めた日」）ではアニメキャラ「ニャニャニャの猫子さん」として描かれている。

三毛（ミケ）
「雪姫ちゃん登場」に登場。誘拐事件が起きた村の少年の家に、少年の祖母の代からいる雄猫。少年達に鬼太郎を紹介し、捜査の間は雪姫の子守を引き受ける。

### 1960年代マガジン版・アニメ第1作初出
たんたん坊（たんたんぼう）
声 - 緒方敏也（第1作）、田中康郎（第3作）、塩屋浩三（第3作86話、第6作）、立木文彦（第4作）、チョー（第5作）
妖怪城に棲む妖怪たちのリーダー格。巨大な頭のみの姿をしている。口から吐き出すタイヤ状の青痰が武器（第1作では目脂が武器で、第3作では口から吐く痰を「トリモチ唾液」と呼称）。誘導ミサイルのように敵を追い、膠のように張り付き、体中の穴を塞いで窒息死させる。目からの怪光線や、その巨体で押し潰すなどの攻撃もする。妖怪城の封印が解かれたため、かまいたち、二口女とともに復活し、人間の子供を捕えて妖怪に改造し、日本を妖怪王国にしようとしていた。初登場は原作『妖怪城』およびそのアニメ化作品・第1作第3話。
少年マガジンの巻頭特集では、アニメ第1作の内容を意識してやにやに坊という名前で紹介され、青痰ではなく目脂を飛ばす妖怪とされていた。
大かむろをモデルにした創作妖怪。
大かむろ（おおかむろ）
巨大な頭だけの妖怪。伝承では狸が化けた人を驚かす妖怪とされているが、本作では東洋の地獄の住人。住んでいた地獄がサタンに占領されたため、死者を道案内する役に格下げになった。
月曜ドラマランド版ではおっかむろの名でぬらりひょん一味として登場。頭だけの姿の他に胴体手足のある姿（胴や手足はゴリラに似て、尾は狸のように太い）や人間態も取る。何でも食べてしまう。

かまいたち
声 - 富田耕吉（第1作）、大竹宏、広中雅志（第3作）、鈴木琢磨（第4作）、菊池正美（第5作）、松野太紀（第6作）
旋風と共に現れ人肌に斬り付ける妖怪。本作では短髪で口の尖った男に描かれる。『妖怪城』（初アニメ化第1作第3話）では妖怪城に住む妖怪の1人で、呼吸で風を操り鬼太郎を苦しめた。
アニメ第3作では、高速飛行によって生じる風で物を切り裂く。
第4作以降は風を操る能力と両手を鎌に変える能力の両方を使う。第4作では夜の間は無敵同然の強さを持つが、昼間では弱体化する。
第5作では妖怪界でも屈指の実力者。旋風を纏って空を飛び、両手の鎌から真空の刃を飛ばして攻撃する。ぬらりひょんに世話になったことがあり、39話ではフリーの殺し屋をしていた。
第6作では妖怪城から力を供給されている間はほぼ不死身。
草かまいたち
声 - 戸谷公次（第3作）
本所七不思議の妖怪の一体で片葉の葦に出現。こちらは伝承通りの鎌鼬の姿で、葦の葉手裏剣と両手の鎌で鬼太郎を攻撃。アニメでは第3作第108話に登場。

二口女（ふたくちおんな）
声 - 千々松幸子（第1作・第3話）、小串容子（第1作・第7話）、梨羽雪子（第3作）、阿部道子、津賀有子（第4作）、金月真美（第5作）、永島由子（第6作）
伝承もある妖怪だが、本作では妖怪城に住む妖怪の一人として登場。顔とは別に後頭部に巨大な口を持ち、獲物を見つけると蛇になっている髪で捕食する。その髪は二百メートルも伸びる上に起重機のような力も備えている。アニメ第1作では顔が大口側だけの大口女（おおぐちおんな）として登場。第4作のみ表の顔と後頭部の口とで、別人の声と喋り方になる。
第6作では第3話にてねこ娘に全身を切り裂かれて倒される。

見上げ入道（みあげにゅうどう）
声 - 緒方敏也（第1作）、北川米彦（第2作、第4作・第1話）、田中康郎（第3作）、川津泰彦（第4作）、郷里大輔（第4作・第96話）、大川透（第5作）、池水通洋（第6作）、石原良純（実写映画版）
伝承では山道などで現れ、見る見る巨大化していく妖怪。
本作では一つ目の法師姿（鳥山石燕画の妖怪青坊主が原型）。空気を吸うことによる巨大化能力を持ち、逆に吐き出すことで小さくなったり、強風や空気の糸、炎などを吐いたりして攻撃する。炎の輪で敵を空へ巻き上げ、この世から消す秘法「霊界流し」を使う。全て呼吸による術なので喉を塞がれると使えないのが弱点。また、伝承では「見上げ入道見越した」という呪文を弱点としており、映像化作品の一部でもその描写がある。初登場は原作『見上げ入道』およびそのアニメ化作品・第1作第9話。原作やアニメ第1、3、5作では、妖怪学校を開いており悪戯好きな生き物や幼い人間を集めて妖怪にする教育を与えていた。
第4作では、学校の裏手にある入道沼を工事していた傲慢な社長が祠を蹴り倒したことによって封印を解かれる。
第5作では妖怪の少子化を憂い後進の育成と教育熱心になり過ぎただけで、根は悪い妖怪ではない。
第6作では、第2話にて山奥を通りかかったねずみ男の小便で封印の札が剥がれて復活し、5万人の魂を霊界に送ることで無限の力を手に入れようと計画する。

見越し入道（みこしにゅうどう）
声 - 長嶝高士（第5作）
伝承では見上げ入道と同系統の妖怪。
アニメ第1作では群衆扱い。首が節くれだった老爺のろくろ首のような姿。
1980年代「最新版」第22話では見上げ入道の弟で、姿は第1作にやや近いが若く悪人面。兄弟で鬼太郎の武器を奪って操ることを企む。
アニメ第5作では第38話に登場。肌が赤く額に瘤と第3の目がある。赤ん坊と住んでいた場所に道路が作られ車が出す排気ガスなどで生活圏を荒らされたことに怒り、持っている杖で地面を叩き地鳴りを起こして悪戯していた。
見越し入道の赤ん坊
声 - 冬馬由美
アニメ第5作第38話登場。赤ん坊だが怪力は父親譲り。親とはぐれたところをねずみ男に拾われる。

百々爺（ももんじい）
声 - 柴田秀勝（第2作）、今西正男（第3作）、松尾銀三（第4作）、西村知道（第5作）、斎藤志郎（第6作）/ 演 - 神戸浩
陰険な手段を行う卑劣漢の妖怪。本作では鼻のでかい禿げた頭に左右に白髪を生やした老人姿である。鼻毛を飛ばす「鼻毛針」（威力は鬼太郎の髪の毛針と同等）や、幻覚ガス入りの鼻ちょうちんで分身を見せる「鼻もんもの術」を操る。初登場は『妖怪大裁判』（初アニメ化第2作3話）。鬼太郎を冤罪に陥れようとする。
第3作101話では虚無僧に変装し、板鬼を使って悪事を働く。
第4作では47話でカラスの糞だらけにされた恨みを返そうと復讐を狙い、106話で格別に臭いガスを染み込ませた手紙を鬼太郎に出して妖怪ノイローゼに陥れる。
第5作では47話に登場。鬼太郎が地獄の鍵の無断使用で投獄されたことを知り、自分の名声を高めるために鬼太郎が妖怪の秘湯を人間にバラしたと偽情報を流して彼を裁判にかける。
第6作では42話に登場。名無しによって操られ、鬼太郎を陥れようとする。
松本しげのぶ版では黒幕として第11、12話に登場。鬼太郎を妖怪たちへの傷害罪で天狗法廷に訴え、有罪判決を勝ち取り溶解刑を執行させる。
白カラス
アニメ第4作第106話に登場。百々爺の手下であり、「不吉なことの前触れ」と鬼太郎にさらなる怯えと恐れを抱かせ、妖怪ノイローゼを悪化させる。

天邪鬼（あまのじゃく）
声 - 内海賢二（第1作）、野田圭一（第2作）、峰恵研（第3作）、田中和実（第4作）、平野正人（第5作）、楠見尚己（第6作）
初登場は原作『天邪鬼』（初アニメ化第1作47話）。その昔悪さを働いて狛犬の中に600年も封じ込められていた根性曲がりの妖怪で、指図と他人の幸せを嫌い不幸を好む。自ら千人力と称する怪力の持ち主で、相手の心や妖気も素早く察知できることからさとりの怪とも呼ばれる。また、燻製が大好物で、自分のアジトに燻製窯を作るほど。太平洋戦争で家族を失った悲しみから本来の優しい性格が意地悪になってしまった老人の夢枕に立ち、唆して封印を解かせることで現世に復活し町に下りて大暴れを始める。
第4作26話では心を直接読まないが洞察力には優れ相手の心理状態も正確に見抜き、自分が「自由」であることに凄まじい意志と信念を持つ。ねずみ男が誤って封印を解いたために暴れ出す。
第5作では手の目とコンビを組んでおり、88話では地獄クイズ大会で鬼太郎暗殺を企む。
第6作92話ではぬらりひょんと朱の盆によって封印を解かれる。復活した直後に遭遇したねずみ男を通じて、テレビディレクターの奥田佑太を利用して悪事を働く。

のびあがり
声 - 田中康郎（第3作）、立木文彦（第4作）、津久井教生（第5作）
「吸血木」（初アニメ化第1作19話）に登場。地中深くに棲む半透明でゲル状の体と無数の腕を持つ単眼の妖怪。松代群発地震によって千石岩にある龍宮穴にできた通路から地上へ這い出してきた。人間を次々に襲って眠り花の花粉で眠らせて血液を養分とする吸血木の芽を植え付けて吸血木にする能力を持つ。原作では厳密には「妖怪」ではなく、地上の生物とは違う発達をした「地下生物」という設定だった。また巨大な目によって相手を催眠状態にすることができる。
第3作では2万年前に封印されていたが地震によって復活し、人間の森林伐採に怒り、次々に襲って吸血木の芽を植え付けて吸血木にする。
第4作では10年前に遭難死した増本俊之（ますもと としゆき）の意志がのびあがりと合体し、雪崩から村人を守るために次々と直に手を触れて人々を木に変える。のびあがり及び融合した俊之は木になった者としか会話できない。
第5作では砂風呂用の砂を掘った時に地上へ這い出してきた。妖怪を次々に襲って種を飲ませて吸血木に変え、そこから妖怪の生気を吸って巨大化し、妖怪横丁をパニックに陥れる。
第6作では大昔に封印されていたものがチャラトミが封印の札を剥がしたせいで復活し、東京都の地下貯水槽付近を根城に「悪意」のある人間を次々に襲って吸血木に変える。
『妖怪千物語』では花見の最中に妖怪たちを吸血木に変える。

ぐわごぜ
声 - 高橋和枝（第1作）、千葉耕市（第3作）、くじら（第4作）
本作初登場は「朧車」（初アニメ化第1作第58話「おぼろぐるま」）。ねずみ男のような衣を纏っている。怪気象を使って日本全土の占領を企んだ妖怪の国の初代総理大臣。妖気定着装置である朧車を操り、調布一帯を怪気象で覆い尽くし調布市街にある水木しげる（アニメ第4作では木水しげる）の家を国会議事堂にすべく占拠する。
第4作では70話に登場。人間に取り憑き欲望や妄想のエネルギーを吸収する。口から石化光線を放つ。怪気象と共に東京に現れ、マンガのアイディアに行き詰っていた木水の願望を利用して次々に妖怪を生み出させる。
第3作劇場版「激突!!異次元妖怪の大反乱」では、妖怪帝国の建国を企む妖怪皇帝に臣従する異次元妖怪を纏める妖怪総理大臣として登場。カロリーヌと揃いのペンダントを通じてカロリーヌの居場所を探知できる。
カロリーヌ
声 - 三輪勝恵（第1作）、藤枝成子（第3作）、江原詩織（墓場鬼太郎）
ぐわごぜの娘。水色の髪とタレ目をしている。詳細は「墓場鬼太郎の登場人物」を参照。

野寺坊（のでらぼう）
声 - 塩屋浩三（第5作）
廃寺で鐘を鳴らすという、鋭い爪を生やしぼろ服を纏っている僧形の妖怪。
初登場の「朧車」（アニメ化第1作58話）ではぐわごぜ率いる怪気象の妖怪の一員。『死神大戦記』では鬼太郎ら日本妖怪軍の一員。
アニメ第5作では84話に登場。山村の古寺に住む温厚で心優しい妖怪。動物たちに妖力を分け与え、人語を話せるようにするなど施しも行なっているため動物たちからの尊敬と信頼は厚く、動物や人間の子供たちを温かく見守ってきた。音を操る能力を持ち、子供たちを鐘の音で催眠状態にしたり、強力な超音波を口から発したりすることができる。ショッピングモール建設によって動物たちの住処が奪われることを防ぐために行動を起こす。

水虎（すいこ）
声 - 緒方俊也（第1作）、大竹宏（第3作）、大友龍三郎（第4作）、掛川裕彦（第5作）、江川央生（第6作）
体が水状の妖怪。そのため物理攻撃が通用せず、霧状になることも可能。生物の形も取れるが基本形態はシリーズによって異なる（原作・第3作では髪の長い幽霊、第1作・第4作完全体・第6作では虎、第4作の雄は虎の獣人型、「鬼太郎国盗り物語」と第5作では水木しげるデザインの虎のような顔の大型の河童、妖怪千物語では鳥山石燕の妖怪画由来の虎顔の半魚人）。ほとんどは冷気が弱点。後述の長江の水虎とは別個の存在。初登場は原作『水虎』。雄と雌とが別の壺に密封され埋められていた。少年たちに壺を掘り起こされた雄は自分を飲んだ少年（アニメ第3作では新一（しんいち）といういじめられっ子）を操り、雌の壺を掘り出して日本中での繁殖を目論む。
アニメでは第1作14話に初登場。あらゆる生物や物体から水分を吸い取って生きている妖怪で、500年ほど前に中国から渡ってきて高僧に壺の中に封じ込められたが、孤児の人間の少女ゆり子に助けを求め壺から出され復活する。
第3作では9話に登場。原作同様の姿が本来の姿だが、猫のような目がついた霧状の姿で頻繁に移動する。
第4作では56話に登場。雪国の温泉宿の一人息子である昇（のぼる）によって偶然封印を解かれる。雄単体では、人間より二回りほど大きく、下半身が不完全な獣人型だったが、妻と合体した場合は空も自在に駆ける巨大な虎になる。洪水や雪崩、口から激しい渦巻く水流を吐くなど水全般に関して高い能力を持つ。妻が封印されているダムを決壊させようと企む。
第5作では1話に登場。自在に液状に変幻する体を持ち、風呂場・トイレ・排水溝など、水のある場所に現れる。封印を解いた少年たちを連れ去ろうとする。
第6作では64話に登場。人間の負の感情を反映して虎の姿になる液体状の妖怪で、生き物から水分を吸い取ってミイラにする。滝の近くの祠に封印されていたが、自殺するために訪れた主婦辰川翔子（たつかわ しょうこ）を唆して復活し、翔子の周辺人物をミイラに変えていく。
『妖怪千物語』ではぬらりひょんの部下。

毛羽毛現（けうけげん）
声 - 永井一郎（第1作）、大竹宏（第3作）、八奈見乗児（第4作）、村松康雄（第5作）
原作「妖怪毛羽毛現」（初アニメ化第1作55話）に登場。目鼻のついた毛の塊の姿をした神代から生きている妖怪で、大の文明嫌いな性格。妖術で恐竜など太古の生物を蘇らせて（原作やアニメ第1,3作では子供の魂を抜いて化石に移すことで復活させる。第5作では眼光で相手の体を変化させることで恐竜に変えてしまう）使役する能力を持ち、恐竜を東京に進撃させて世界を太古の昔に還そうと企む。
第3作では17話に登場。人間を憎み、妖怪と他の生物が調和していた太古の世界に戻そうとする。
第4作では11話に登場。動物の毛や羽毛が集まって生まれた彼らの代表意思のような存在で、本作では恐竜を使役しない。霊山の古い祠に封印されていたが、ねずみ男が封印を解いたことで復活する。霊山周辺に高速道路が作られ、排気ガスによる大気汚染や酸性雨で森の大半が死滅しかけたことを知って怒り、がしゃどくろを操って通行する車を襲わせ脅かしていた。
第5作では28話に登場。目玉おやじによれば太古には複数の毛羽毛現が存在していたがほとんど絶滅したとされ、終の住処を探す旅の途中にゲゲゲの森近辺で行き倒れていたところを目玉おやじに保護された。「恐竜拳」なる独自の健康法を編み出している。終の住処には完全な自然環境を求めており、訪れた妖怪横丁の喧騒を人間世界と大差ないと見て失望。自らの手で理想の住処を作り出そうとし、森に妖怪達を誘い込んで恐竜に変え、さらに横丁を妖怪恐竜達に蹂躙させ壊させようとする。

ふらり火（ふらりび）
空を飛ぶ牛馬サイズのニワトリ型妖怪で、毛羽毛現の乗り物。原作とアニメ第1・3作に登場。

海座頭（うみざとう）
声 - 内海賢二（第1作）、大竹宏（第3作）、沢木郁也（第5作）、青森伸（第6作）
琵琶法師姿の妖怪で、本作では「海座頭」（初アニメ化第1作26話）に登場。沈没船員達の魂を奪って船幽霊にし、さらに船を襲わせ、そこに積まれた財宝を納めさせていた。また、大鮫を用心棒として使役している。
第3作50話では海で死んでいった人間の魂を鎮めることを役目としている。瀬戸内海のある島同士で漁場を巡って争う漁師達に憤慨し、大鮫を使って漁船を沈め、漁師達を船幽霊に変える。
第5作4話では朱の盆に「海に漬けた子供は美味い」と嘘を吹き込まれ、妖力で作った貝を手にした子供達を配下の船幽霊にさらわせていた。掻き鳴らす琵琶の音色で海の水を自在に操り、巨大な津波を作り出したり、水の壁を作り攻撃を防いだり、波の先を鋭く尖らせた「水流銛」という技を繰り出す。一反木綿と親しくなった少女の綾（あや）を襲う。
第6作16話では江戸の昔から境港近海に住み、そこを航海する北前船の財宝を狙って船幽霊を操り沈めていた。壺の中に閉じ込められ海底に封印されていたが、ねずみ男が壺を開けたことで復活し、沈めた北前船の財宝を運び出す人手として漁師達の魂を抜き船幽霊に変えていく。
『新妖怪千物語』では海神島（人食い島）近辺の漁場をねずみ男に紹介するが、（上海かに坊主に操られた）人食い島が起こした嵐に巻かれ漁師達と共に捕われる。
船幽霊（ふなゆうれい）
声 - 大竹宏（第1作）、戸谷公次（第3作）、根本幸多、松本考平（第5作）
伝承にもある海難事故の犠牲者の死霊。柄杓で海水を船に汲み入れ沈める。
「海座頭」（初アニメ化第1作26話）に登場。海座頭に魂を奪われた沈没船員達で、他の船を沈めて宝を奪うためこき使われていた。
第3作では本来は大人しく悪さをしないと言われている。船に乗って現れ、海座頭の使役する大鮫が船を沈めて船員が海に投げ出されるとその上から柄杓で水をかけ沈める。元は人間の魂だけに個々の実力は低い。
第4作では海和尚の海水を回転させる特殊な装置に人間の魂を入れることで生み出された。ある程度の自我を持つが基本的には海和尚の命令に従う。柄杓を渡されると合体して巨大化し船を沈め、仮に底抜けの柄杓を渡されても集団で渦潮を起こすことで船を沈めようとする。装置の海水の回転を逆にして使用することで元の人間に戻る。
第5作では海座頭の使い魔的な存在。陸に上がり海座頭が狙いを定めた子供を見つけ、海座頭に差し出す。
第6作では海座頭が漁師達の魂を奪い、海底の祠に閉じ込めることで生み出される。

モウリョウ
声 - 永井一郎（第1作、第3作108話）、増岡弘（第3作）、松尾銀三（第4作）、田中大文、川津泰彦、森岳志（第5作）、廣田行生（第6作）
死体に乗り移って生きている妖怪。毛むくじゃらの巨大な体と怪物のような屈強な顔つきをしている。原作では歯は四角形だが、アニメではギザギザである。
初登場は「モウリョウ」（初アニメ化第1作31話「もうりょう」）。乗り移っている死体が古くなると、新しい死体を求めて墓を暴く。死体に乗り移ったままでも姿を現せるが、これは幻のような物で、現在乗り移っている死体を完全に焼くことで消滅する。墓を暴いている所を墓守の少年・玉吉（たまきち）に目撃され襲いかかる。
アニメ第3作では未練を残した死者の体に入って操る。
第4作では火葬が普及して入る死体がないため、生者を死に追いやって乗り移ろうとした。ただし、相手に生きたいという未練があれば体を奪うことは不可能。実体がないため攻撃が一切通用しない。街中で次々に人間を驚かせて事故死を誘発しようとする。
第2作6話「死人つき」にも登場するが、こちらは鬼太郎の登場しない短編『妖怪 魍魎（もうりょう）の巻、死人つき』に準拠し、第1作とは別で各容姿も異なる個体が複数出現している。女性の死体に取り付き、それに引かれて数多な魍魎が集まってくる。日光に弱い。第5作64話「もうりょうの夜」では魑魅魍魎の名称で同様の妖怪たちが登場。鹿羽村（しかはむら）に特有の現象「死人つき」として恐れられ、死人つきが起きる時節になると方々から妖怪が引き寄せられる。約50年近く前（第2作と時代は近い）にも鬼太郎に退治されたが再び発生する。女性の死体に取り付いた魍魎は第2作では牛頭鬼のような正体で暴れたが、第5作では取り付いたまま滅びる。
第6作では78話に登場。光を苦手とするため昼間は姿を現さず、雄叫びで怨霊を呼び寄せる能力を持つ。水葉（みずは）の死体に乗り移り、水葉を見殺しにした恋人の写真家久能恭平（くのう きょうへい）に付きまとう。
土精（どせい）
声 - 竹本英史（第5作）
魑魅魍魎中唯一名前が明らかな妖怪。他の魑魅魍魎では知覚できない八角円の結界内を見ることができるが、瞼が大きく重いため仲間に持ち上げてもらう必要がある。第2作や元ネタの『妖怪 魍魎（もうりょう）の巻、死人つき』では一眼だが、第5作では二眼となっている。

おどろおどろ
声 - 富田耕吉（第1作）、北村弘一（第3作）、佐藤正治（第4作）、西村知道（第5作）、増谷康紀（第6作）
毛を突き刺して人間の血を吸う吸血妖怪。
初登場は『おどろおどろ』（初アニメ化第1作27話）。自身の肉体で「毛生え薬」の人体実験を行なった科学者が変身した妖怪。薬の副作用で超能力を得る代わりに人間の血を吸わなければ生きていけなくなり、新鮮な血液を手に入れるために子供を誘拐し続けていた。正太郎（しょうたろう）という息子がおり、おどろおどろを人間に戻そうとしていた。
第3作では第37話に登場。本体は妖気で、天命に背き欲望の虜となり人間の心を失った者にとりつき変化させる。不老不死の研究に没頭し過ぎた科学者が妖気に憑かれ変化し、口内にある円形の口から触手を伸ばして吸血する。隆（たかし）という大学生の息子に子供を誘拐させていた。
第4作では第38話に登場。
第5作では第21話に登場。純粋な妖怪であり、血を吸われた相手は操られる。関谷教授に化けて大学に入り込み、恋をする女学生の血を好んで吸っていた。
第6作では第43話に登場。遺伝子研究者の小野崎彰悟（おのざき しょうご）が、開発した不死細胞の証明のために自身に投与し、副作用で妖怪になった。
「妖怪千物語」では封印の祠が研究所改築で崩されて復活し、魂が科学者の髪にとりつく。体内に取り込んだ科学者を人質に息子の正太郎を脅して模型飛行機で子供達を誘拐させ血を吸っていた。

牛鬼（ぎゅうき）
声 - 斎藤志郎（第5作）
頭部は牛の角や耳を備えた鬼、胴は蜘蛛に似た怪獣サイズの海の妖怪。鋭い爪が武器。他にも日本各地で様々な伝承があり、その姿も土地ごとに異なる。
原作初登場はガロ版「鬼太郎夜話」で、貸本版「下宿屋」の夜叉とほぼ同じ役回り（後述の「中国妖怪」の「夜叉」の項目を参照）。
マガジン版「牛鬼」や第5作以外のアニメ、千物語では知性は見られず獰猛で狂暴な怪物として描かれており、破壊と捕食を繰り返す。その昔に神・迦楼羅によって封印されていたが、封印場所を荒らされたことで復活した。正体は細胞を変化させる生きた気体で、他の生物の体を乗っ取ることで初めて牛鬼としての実体を得る（この本体は目視することができない上に鬼太郎の妖怪アンテナにも反応しないため、誰にも気付かれることなく寄生できる）。宿主が死ぬと最も近くの生物に乗り換えその者が新しい宿主となる。牛鬼を殺した者は牛鬼になってしまうという伝承にもある通りに殺された場合は加害者に取りつき新たな牛鬼となる。作中では主に前の宿主を倒してしまった鬼太郎に憑依し暴れる。
アニメ版では第2作15話に初登場。約千年前から牛鬼岩と呼ばれる岩近くの海中に封印されていたが、何らかの形で忠太という少年の父親に寄生して実体を得て海中に潜んでいた。牛鬼岩で釣りをしていたねずみ男に釣り上げられて姿を現し村を襲った。
第3作では42話に登場。全身、暖色系の色をしている。村人が立ち入り禁止にしている場所に封印されていた。2人の青年が封印石を動かしたことで復活する。
第4作では6話に登場。今作では牛鬼に憑り付かれた人間はまず影が牛鬼の影に変化し生肉を食らうようになり最終的に牛鬼になるとされている。また前の宿主を倒した分だけ強くなるので、さらに手に負えなくなると言われている。青色の体に赤色の模様を持っている。島の開発を目論んだワンマン社長の鬼頭（きとう）が釣りの際に牛鬼岩の封印の札を剥がしたことで復活する。
第5作では14話に登場。顔が小さめで胴体が細く足が長い。知性を持って言葉も話し、宿主の記憶や能力を利用する。人間の恐怖心を食糧としており口から吐く糸で人間を生け捕りにして住処に閉じ込めて死への恐怖を与えるなどしている。数百年も昔、瀬戸内海の島々を全滅させたが蜘蛛島の守り神である迦楼羅に封印されていた。村長の息子らに雇われたねずみ男によって復活する。
第6作では22話に登場。オカルト番組の撮影を目的としたディレクターとタレントの神宮寺（じんぐうじ）が島民の少年たちから教えてもらった牛鬼岩の封印を解いたことで復活する。
『妖怪千物語』では口から吐き出すよだれを武器にする。
ゲーム『異聞妖怪奇譚』では特定条件下で仲間にできる。鬼太郎に寄生しながらも説得を受け、それを酌んだ迦楼羅によって寄生能力だけ封じられ、自分の体を持つ。体も敵の時よりは小柄に縮んでいる。

逆柱（さかばしら）
声 - 北川国彦（第1作）、矢田耕司（第3作）、高木渉（第4作）、稲田徹（第5作）
伝承では上下が逆の古い木材で作られた柱の妖怪。本作では「げた合戦」に登場する。本体は下駄で、丸毛の子供を人質にして親丸毛に盗みをさせていた。1980年代「最新版」では電気を帯びた樹木の妖怪。本体は根の塊で地上部は尾に過ぎない。野衾軍団を率いてその電撃で朦朧となった人間を集め、呑み込んで一人から二人の複製人間（実体は棒切れ）を部下として作り出していた。
アニメでは第1作第44話に初登場。伝承通り上下が逆の柱が本体で、偽下駄は自分の一部で作った物。弱点は木材なので燃えることと上下を正しい向きに直されるとただの柱に戻ること。第3作では取り壊された名家の屋敷の跡地に立っていた柱が本体で、大事にしてくれた主人への恩返しのために、金を集めて屋敷を再建させようとしていた。
第5作では妖怪横丁の寺に住む。逆向きではひねくれた性格になるが、正しい向きに直されるとおとなしくなる。

花子 / ミチル
声 - 山口奈々（第1作）、荘真由美（第3作）
花の妖精。「げた合戦」に登場。原作やアニメ第1作では気位が高く、普段は鬼太郎やねずみ男を軽蔑して口も利かないが、丸毛に貯金を盗まれたために捜索を依頼する。アニメでは第1作第44話初登場。第3作では第52話に登場し、ねずみ男をも疑わない純真で優しい性格で。花吹雪を放つ術を使う。
小説「水木しげるの妖怪ふしぎ話」では「ミチル」と改称されている。

あまめはぎ
声 - 杉浦宏策（第1作）、槐柳二（第3作）、上田敏也（第4作）、飛田展男（第5作）、蟹江俊介（第6作第48話）、寺崎千波也（第6作第97話）
伝承にもある妖怪だが、本作では「こま妖怪」で伝承とは異なる姿のコマ回しが得意な妖怪として登場。頭にキノコを生やしている。子どもの足の裏の皮を食べるのが好きで、その妨げになる鬼太郎を倒そうとする。アニメでは第1作第35話で初登場。
第3作では第21話に登場。「スーパーあまめはぎ」というフルパワー形態が登場する。
第4作では第52話に登場。大雪でコマ神木が倒れ復活。コマを粗末にする子供達をコマに変える。
第5作では第31話に登場。土の中に眠っていたが、ねずみ男に頭のキノコを取られたことで土から出てきた。ねずみ男と手を組み、キノコを餌に子供達を襲おうとする。

手の目（てのめ）
声 - 富田耕吉（第1作）、銀河万丈（第3作）、石塚運昇（第5作）、茶風林（第6作）
「手の目」（アニメ化第1作37話）に登場。顔ではなく両の掌に目がある妖怪。本作では、その眼光を浴びた相手の手を一日に数時間操る能力を持つ。人間の青年「山田」の手を操って強盗事件を起こす。アニメ第3,5作では眼から破壊光線を放つ。
アニメ第3作77話では餓鬼と共に洞窟に封じられていたが人間の侵入によって封印が解け、近隣の村人を捕らえワイン漬けにして食おうとした。飛ばす眼球はちゃんちゃんこをも突き破る。
第5作では天邪鬼とコンビを組み、地獄クイズ大会で鬼太郎暗殺を企む。
第6作では89話に登場。本来はいたずら程度の悪さしかしない妖怪だったが、人間が妖怪を虐げる法律「妖対法（妖怪による不当な行為の防止等に関する法律）」を作ろうとしているとぬらりひょんから聞かされて人間を憎悪するようになり、「妖対法」の関係者の手を操り次々に殺害する。

人食い島（ひとくいじま）
声 - 青野武（第4作）
「人食い島」（初アニメ化第1作42話）に登場。和歌山県佐々岡村の沖に千年も前から住み、海神として毎月二人の生贄を村に要求し続けてきた。海神の正体は、住処とされている巨大な人型の島そのものであり、献上された生贄を洞窟とみなされている口から胃腸に送って消化し、村人が逆らった場合は呼吸力によって災害を起こしてきた。
第3作では大人しい性格で、村人から島神として祀られている。海和尚が肺に寄生したことによって急に生贄を要求する様になる。
第4作では動いたり話したりすることができる。千年前に「生贄は自分で最後にして欲しい」と身を捧げた姫に心打たれて食人をやめていた。彼女の形見の首飾りをねずみ男に盗まれて暴れ出す。消化液は人間には有効だが妖怪や半妖怪には無効。
『新妖怪千物語』では昔は暴れ者だったが今は封印されて大人しくしている。封印の祠を上海かに坊主に悪用されて操られ、鬼太郎に助けを求める。

ムジナ
声 - 大塚周夫（第1作）、安原義人（第3作）、高木渉（第4作）、根本幸多（第6作）、野沢那智（異聞妖怪奇譚）
アナグマの異称で、人を化かす獣。原作・第4・6作では鼻が尖った奇妙な外見だが、第3作ではかなり屈強な外見をしている。
「おりたたみ入道」（初アニメ化第1作第38話）に初登場。ねずみ男そっくりに化けて子供たちから金を騙し取る。
第3作13話では招かれたねずみ男の家の物を持ち去ろうとする。エンディングの声の出演クレジットでは「ニセねずみ」と表記。
第4作36話でもねずみ男を騙し妖怪アパートに忍び込む。
第6作では50話に登場。鵺からの命令で彼に化けて人々をさらい、廃墟となった鉱山労働者の集合住宅内で生気を吸い取っていた。
妖怪千物語では善良な性格で、鬼太郎と敵対しない。
ゲーム『異聞妖怪奇譚』では悪役として登場。見た目だけでなく声もねずみ男そっくりだったので鬼太郎達にはバレなかった。
おりたたみ入道（おりたたみにゅうどう）
声 - 内海賢二（第1作）、大竹宏（第3作）、川津泰彦（第4作）
「おりたたみ入道」（初アニメ化第1作第38話）に登場したビックリ箱のような妖怪で、むじなの背負うつづらの中にいる。
大きな口で何でも飲み込んでしまう。つづらの中に入ると無敵の防御を誇るが、体内からの攻撃に弱い。
アニメ第1作のみ、正体がかかしとされており、育つのに100年掛かるとされる。
妖怪千物語ではねずみ男を唆して背負わせる。

雲外鏡（うんがいきょう）
声 - 杉浦宏策（第1作）、小原乃梨子（第1作・仮の姿）、大竹宏（第3作）、鶴ひろみ（第3作・仮の姿・クモ子）、田中亮一（第4作）、久川綾（第4作・仮の姿）
「鏡合戦」（初アニメ化第1作29話）に登場。二千年以上経った銅鏡から生まれた妖怪。本来はモヤを纏った巨大な顔の付いた鏡の姿をしているが、少女の姿に化けることもできる。鬼太郎以上の妖力を持つ実力者だが、一方で聖なる鏡・照魔鏡の光を当てられると術を破られ、銅でできているため塩水に弱い。
千物語では小学校にある古い鏡で、鏡像を操り、鏡像と本物を人知れず入れ替えることで人間界を支配しようと目論む。

姑獲鳥（うぶめ）
声 - 高橋和枝（第1作）、杉山佳寿子（第3作）、三田ゆう子（第4作）、山崎和佳奈（第5作）、勝生真沙子（第6作）、尾小平志津香（異聞妖怪奇譚）
「姑獲鳥」（初アニメ化第1作46話）に登場。人間の赤ん坊をさらって自分の子として育てる、巨大な鳥の姿をした女性妖怪。干してある布団に足形を付け、その布団で寝た子供におねしょをさせるという趣味がある。武器はヘッドライトのような眼光と溶岩のような糞で、巨大な口は相手を一飲みにする。姑獲鳥石という石像に変えられ封じられていた。自家用飛行機代わりにしようとしたねずみ男に神社から盗んだ羽毛を被せられて鳥の姿となって復活し、次々と赤ん坊をさらってコレクションしていた。
第3作では第24話に登場。道端で出産し亡くなった女性の魂が変じた妖怪で、親の役目を果たせなかったことへの償いから赤ん坊をさらって育てる事に執着する。ねずみ男によって復活した後は病院を襲って多数の赤ん坊を連れ去り、ねずみ男たちに世話をさせていた。
第4作では第81話に登場。人間の女性の姿に化けることが可能で、鳥の姿の際は前足が存在する。ねずみ男に封印を解かれ彼の経営する保育所で働き、赤ん坊が集まったところで住処へさらい、永遠に赤ん坊のままで自分のものにしようとする。
第5作では第65話に登場。生前に自分の赤ん坊を亡くした人間の女性の魂が妖怪となった存在で、我が子を見つけるために「赤子返りの術」で子供のいる家に足跡を残しては、その家の子供を赤ん坊にしてさらっていた。身体が千年石で出来ており、外部からの攻撃は一切通じない。
第6作では第47話に登場。親がそばにいない赤ん坊を住処に連れ去る習性があり、自身は「助けた」と主張する。羽を矢のように飛ばしたり超音波で攻撃したりする能力を持つ。

後神（うしろがみ）
声 - 小串容子（第1作）、池田昌子（第3作）、江森浩子（第4作）、土井美加（第5作）、桑島法子（第6作）
「後神」（初アニメ化第1作61話）に登場。
二つの目だけが付いた真っ黒な顔を持ち、足がなく浮遊する女の妖怪。アニメ第5作以外では人間態も取り、第3作では肌や髪に青みがかっている以外人間と変わらない整った容姿をしている。サボテン好きな少年に妖怪サボテンを売り、そこの家族を始末して家を乗っ取ろうと企む。第3作では59話に登場。植物の世話が得意な美女。一緒に花屋を開く約束をした人間の男性を捜して人里に現れ、ユメコの級友・野上カオリの一家が営む花屋を乗っ取る。第4作では55話に登場。「幸せを運ぶサボテン」として妖怪サボテンをある一家の父親に渡し、一家を妖怪サボテンに喰わせて自身も生気を得ようとする等、妖怪サボテンとは共生に近い関係にある。影を操る能力を持つ。
第5作では第86話に登場。ダム建設で住処の祠を失い、人間の少女・真奈美（まなみ）の家にたまたまあった妖怪サボテンを利用して家を乗っ取る。
第6作では第59話に登場。元々は山奥に住む気性の優しい妖怪。人間たちの土地開発で住処を失い、新しい家を得るために人間の街の花屋で働いていた際に出会った結婚詐欺師の三田村（みたむら）に騙されて交際し、やがて去っていった彼を待ち続けていたが、次第に思いが屈折し、去り際の約束を曲解して窓から飛行場の見える家を2週間ごとに妖怪サボテンに襲わせ移り住むという凶行に至る。
妖怪サボテン（ようかいサボテン）
声 - 塩屋浩三（第3作）
サボテンの妖怪で、後神の相棒。花を伸ばして人間を捕食して養分にし、その度に瘤が増えていく。後神が狙った家の住人を捕食する。
アニメ第3作では体内は広間のようになっていて、獲物は暫くしてから消化液で溶かされる。自我が強く人語も話し、後神の事情に同情して加担する。第4作では後神が封じられると鎮静化する。第5作ではねずみ男によってゲゲゲの森に生えていたのを売られ置かれていた所を利用される。第6作では第3作同様に体内は広間状で、獲物は触手で瘤に取り込まれる。
妖怪毒サボテン（ようかいどくサボテン）
「血戦小笠原」に登場。後神の相棒として登場した妖怪サボテンとは別。汁や射出する棘に強力な麻痺毒を持ち、ドラキュラたち吸血妖怪団に罠として使用される。

陰摩羅鬼（おんもらき）
声 - 北川国彦（第1作）、北村弘一（第3作）、佐藤正治（第4作）、中尾隆聖（第5作）、檜山修之（第6作）
「陰摩羅鬼」（初アニメ化第1作64話。原作の雑誌初出時とアニメ第1作では「いんもらき」と読まれた）に登場。三つ目で蝙蝠の翼を生やした鳥のような姿の妖怪。鳥山石燕の絵では人面鳥で口から火を吐く。魂と肉体を分離し、魂を死体に乗り移らせて操ることが出来る。太古から地下5メートルの古墳状の家に住んでいたが、その上に人間の家を建てられたことに怒り、そこを相続した青年・哲夫（てつお）を殺して肉体と家を乗っ取ろうと企む。
第3作49話では結婚詐欺の悪党であり、吉永ルリ子の遺体に憑き、ユメコの叔父・伊集院に近付く。
第4作24話では後継者の絶えた寺の供養不十分な霊の無念から生まれ、寺の娘だった小池小百合（こいけ さゆり）を蘇らせ操り、寺を潰した村人を襲う。
第5作50話では祠の上に館を建てられ生贄を断たれた復讐に、殺害した美術大学生綾野杏子（あやの きょうこ）の身体を乗っ取り、館を相続した青年中川邦夫（なかがわ くにお）を呪い殺そうとする。
第6作では80話に登場。まなの同級生・高木努（たかぎ つとむ）の急死した母の遺体に憑依し、努や周囲の人間の生気を吸い取っていた。第6作準拠の小説「陰摩羅鬼・外伝」にはアニメ80話とは別設定で登場。

ほうこう
声 - 北川国彦（第1作）、玄田哲章（第4作）、池田勝（第6作）、宮澤正（異聞妖怪奇譚）
「妖怪ほうこう」（初アニメ化第1作65話）に登場。般若面のような顔をした妖怪。その正体は二千年以上経った巨大な縄文杉。長い年月の間に生命の本源である地水火風を操る力を獲得し、4つの姿に分裂することも可能になった。漬物が好物で、ねずみ男を騙して村中の大根を盗ませ漬け込み、調査に来た鬼太郎も漬け込んで食おうとする。
第4作では41話に登場。自らの妖力を高めるために鬼太郎を漬け込もうとする。
第6作では83話に登場。四元素の姿に分裂した際には地水火風の決まった順番でしか攻撃できず、属性に関係なく分身同士が接すると消滅するといった弱点を持つ。元々は小高い丘の上の樹齢二千年のクスノキに宿り人間達を見守っていた土地神のような存在だったが、ミュージシャン TAKUMIのSNSでの木の写真の拡散により大挙した人間によって迷惑行為が頻発したため、土地の管理者によって木が伐採されて住処を失う。その復讐のために遠因となった人間たちを攫い漬物にしていく。

泥田坊（どろたぼう）
声 - 永井一郎（第2作）、塩屋浩三（第3作）、増田均（第4作）、大場真人（第5作）、谷昌樹（第6作）
「泥田坊」（初アニメ化第2作1話『妖怪復活』）で登場。体が泥でできた隻眼の巨大な妖怪で、「田を返せ」としか喋らない（第3作と『妖怪千物語』では普通に喋っている）。水が力の源であり、水分があれば何度でも再生する能力を持つ。そのため雨の降る最中等に現れ、熱や乾燥が弱点である。本来は水田に住む妖怪（第4・5作では水田の守り神のような存在）で、土地開発で田を奪われたことによって出現し暴れ出すが、基地建設で弾圧された農民達の怨霊が正体だったためその慰霊碑を建て直すことで鎮まった。
第6作では苦労して開墾した水田が息子によって他人の手に渡り、悲しみながら死んだ農民の父親が死後妖怪化した存在。30年前に鬼太郎に倒されて以来眠りについていた。ゴルフ場跡地にメガソーラー発電所を建てる再開発工事が始まったことで目覚め、工事関係者を再び襲い始めるが、工事責任者の建設会社社長黒須（くろす）も自分の子供たちの未来を作るために工事を成功させたいという信念を持っていたために互いに譲らず、最終的に鬼太郎に倒されて再び眠りにつく。
『妖怪千物語』の妖怪大裁判編ではぬらりひょん配下として登場。
ベビー泥田坊
声 - 鈴木麻里子
アニメ第4作22話に登場した泥田坊の子供。一見、全身隈なく泥を被った人間の子に見える。人間の少年と仲良くなり、二人で親達の衝突を止めようとした。水に溶けてもすぐ再生する。

土転び（つちころび）
声 - 富田耕生（第2作）、槐柳二（第3作）、古谷徹（第4作）、高戸靖広（第5作） 、間宮康弘（第6作）
「土ころび」で初登場。毛むくじゃらで丸い身体をした妖怪。原作では本来の土ころびは絶滅していたが、人間が工業排水混じりの水を飲んで変化。石油や電気などを食糧とするため、近隣の村から象のような鼻で吸い盗んでいた。ねずみ男に唆されて鬼太郎の妖力を狙う。『新編』では一眼と触角を持つものが登場する。食糧として育てたドングリ林を人間に伐採されたことに怒り、跡に植えられた杉林や村を潰し回る。
アニメでは第2作11話で初登場。滅んでいたものが工業排水の作用で復活したとされる。猫娘から妖力を奪って老化させたり、火を吹いたりする。
第3作では住んでいた祠や眺めていた古い村がダムに水没したことに怒り、ねずみ男に騙され人間への復讐も兼ねて村の電気を奪っていく。
第4作では73話に登場。あらゆるエネルギーを栄養源にする。本来は旅人を脅かして楽しむだけの人間好きな妖怪で、肉体が滅びた後も魂だけで山の中の祠に留まり人間を見守り続けてきた。祠の一帯が開発されてからは水中でしばらく眠っていたが、のちに人間社会での電気の浪費ぶりとありがたみを持たない心に怒り、灸を据える意味も含めて電気を奪っていく。
第5作では48話に登場。電気が大好物で、前作までと異なり獣じみており、人語が通じない。ねずみ男によって封印を解かれ、全ての電気を吸い尽くそうと暴れる。
第6作では『新編』準拠のデザインのものが76話に登場。住処の山林がゴルフ場建設で伐採されたことで暴れ出す。
『新妖怪千物語』では豆腐小僧の一族の隠れ山里の番人。

髪さま（かみさま）
声 - 北川米彦（第2作）、野本礼三（第3作）、掛川裕彦（第5作）
髪の毛のみの姿の妖怪。八咫の鏡の神通力によって、人間や妖怪の髪の毛を奪うことができる。原作やアニメ第2作9話では離れ小島の洞窟に住み、島民に生贄を要求していた。第3作・第5作では村人に恩恵をもたらしていたが、村人に忘れ去られた（第3作では過疎化、第5作では不景気が原因）と嘆いて復讐しようとした。また、髪の毛の中に一つ目があるデザインに変わり、名前の表記も髪様となった。
第3作では毛目玉を通じて要求した村で唯一の少女ではなく、八咫鏡を狙ってきたねずみ男を生贄に差し出してきたことに激怒して暴走する。第5作では力が弱まり過ぎて髪を奪う事すら出来ず、部下の毛目玉が髪様の妖力を取り戻すために奔走する。
『妖怪千物語』では毛目玉に坊主頭の少年を騙させ、人々の髪の毛を奪いそれをエネルギー源にして、人間界征服を企む。

### 1960年代マガジン版・アニメ第1作初出（味方としても登場した者）
輪入道（わにゅうどう）
声 - 銀河万丈（第3作）、郷里大輔、増谷康紀（第4作）、三宅健太（第5作）、江川央生（第6作）、西松和彦（異聞妖怪奇譚）/ 演 - 西田敏行
「ダイヤモンド妖怪」で初登場（初アニメ化第1作36話）。炎を纏った車輪に、厳つい入道顔が付いた妖怪。炎を操るほか、口から炭素光線を吐き生物をダイヤモンドに変えて喰らう。原作や第1、3作では輪入道を倒すとダイヤにされた者は時間経過が少ない者だけ元に戻り、長時間経った者は蘇生できないが、第4作以降は全て元に戻る。
第3作5話では砂かけに懲らしめられ千年眠っていたが、ダイヤ目当てに出入りする人間によって目を覚ます。
第4作5話では「欲望の墓場」と呼ばれるゴーストタウンの廃墟ビルの地下に住みつき、ねずみ男と組んで彼がダイヤ商売で集めた主に欲深な人々をダイヤモンドに変えて魂を食っていた。魂を食うと大きくなり体の一部が欠けても炎を纏って修復できる。炭素光線を返されないように住処の鏡を全部砕く抜かりのなさもある。
第5作では妖怪横丁の住人として登場し、妖怪四十七士の京都府代表に覚醒した。
第6作では13話登場。第4作同様の手口でねずみ男と組んで傲慢な人間たちの魂を食らう。
輪入道が車輪となる妖怪車両を以下に列挙する。
妖怪自動車（骸骨型）
車体は恐竜の頭蓋骨、ヘッドライトは鬼火。車輪となる輪入道は4体。初登場は少年マガジンの特集記事「大妖怪ショッキング画報」。物語への初登場は水木プロ原作の「最新版」第6話で、夜行さんとの戦いに備え目玉おやじの設計図に基づき改造され、ゲゲゲマシーンと名付けられる。車輪は炎の輪だけで入道顔はない。
アニメ初登場は第4作37話。夜行さんが発明した。輪入道は邪念をキーで封印されているが、ねずみ男などだまし易い対象を見つけると口車に乗せてキーを抜かせようとする。ねずみ男にキーを抜かせて暴走し、閻魔大王庁の宝珠を手に入れ妖怪界最強の大輪入道になろうと目論む。ヘッドライトから鬼火や鎖を発射したり、車輪から直接火炎を放つ能力を持ち、輪入道が車体から分離しての攻撃もできる。
妖怪戦車
アニメ第3作にて劇場版『激突!!異次元妖怪の大反乱』や78話、92話に登場。夜行さんが発明した。車体は恐竜の頭蓋骨に似たデザインだが、ボンネットバスのように大きく、6体の輪入道の車輪、つるべ火と化け火のヘッドライト、屋根には野づちが大砲として配置されている。つるべ火と化け火を射出して周囲を焼き払う火炎放射、巨大な妖怪も瞬時に吸い込む野づち砲等、高い攻撃力があり、空を飛んだり野づち砲を利用して地中を掘り進んだりと機動力も高い。

マンモス男（マンモスおとこ） / むく邪羅（むくじゃら）
声 - 屋良有作（第3作）
初登場は「おばけナイター」。マンモスの胴と四肢のようにずんぐりした、毛むくじゃらの巨人形態の妖怪。日光を苦手としている。アニメでは第1作1話で初登場。むく邪羅と呼称された。第3作では昼間も平気で行動している。
マンモス殿下（マンモスでんか）
「雪姫ちゃん登場」に登場。洞窟の中に住んでいる巨人妖怪。体の毛を伸ばして操る能力を持つ。人間、特に子供の毛が好物で、金と力で従えたねずみ男に子供を集めさせて刈った毛を食べていた。

海じじい（うみじじい）
声 - 北川米彦（第1作・第3作）、丸山詠二（第4作）
老いた浦島太郎のような外観の妖怪。「妖怪獣」の終盤にて大なまずを氷流しにして自分ごと凍らせた鬼太郎の溶液を極地で発見し、玉手箱に詰めて目玉おやじの元に連れ帰る。

磯女（いそおんな）
声 - 麻生美代子（第1作）、山口奈々（第3作）、上村典子（第4作）、真山亜子（第5作）
初登場は「磯女」（初アニメ化第1作）。半人半蛇の狂暴な海の妖怪。赤ん坊の姿をした本体（アニメ第3作および第5作では本当の親子）を常に抱いており、縄張りに踏み込んだ子供をさらおうとする。相手に抱きつき石のように重くなったり強力な吸引力を有したりしている。
第3作では昔から人間と共存してきた心優しい妖怪。悪い人間がレジャーランド開発のために住処である磯を埋め立てようとしていることに怒り、磯に近づいた人間をさらっていた。
第4作では大昔に人間をさらって食べていたが、警告の祠を作られたことで縄張り内の海中深い洞窟で沈黙していた。現代人が傲慢さから縄張りに近づくようになったため、再び人間をさらって食べるようになる。
第5作では、赤ん坊は言葉を話せた過去作品と違い精神的には人間の赤ん坊と大差ない。昔から立ち入りが禁じられている自分たちの縄張りに侵入する人間が増え、敏感な赤ん坊が頻繁にぐずるようになったため、縄張りに踏み込んだ者を捕らえおしゃぶり代わりとして住処に閉じ込めていた。劇場版で妖怪四十七士の長崎県代表に覚醒する。
『妖怪千物語』では、妖怪獣タコ男爵を生み出すために子供を集めてきた。水を槍状にして攻撃する能力をもつ。

かみなり
声 - 郷里大輔（第3作・第4作）、宝亀克寿（第6作）
初登場は「電気妖怪」（初アニメ化第1作25話）。赤い肌に頭の2本角、長い髭と太鼓が特徴の雷神で、自由に雷を操ることができる。通称電気妖怪。背中の太鼓は蓄電池になっている。
空中に浮かぶ巨大な岩に住んでいたが、相次ぐドライアイスによる人工雨の実験に怒り、調査に来た雨山博士の乗っているヘリコプターを墜落させて博士をさらう（さらに、アニメ第1作では山奥の村に1年間も雨を降らせないようにする）。学年誌版では空を独占しようと人間の飛行機を何度も撃墜する。
第3作23話では雨山博士が開発した雷から電力を得る装置「エレキテルII」の実験で自分のエネルギーを奪われたと怒り、雨山博士をエレキテルIIごとさらう。
第4作では、16話に登場した雷神とは明確に別のキャラクターとして登場している。32話では雷から電力を得るため積乱雲にミサイルを撃ち込む実験に怒り保谷博士をさらう。
第6作5話では現代人が雷を畏れ敬わなくなったことに怒り、ねずみ男とヤクザの組長雨山（あめやま）と手を組み2人が立ち上げた電力会社の供給元になるが、次第に増長して暴走する。

朧車（おぼろぐるま）
声 - 山口奈々（第1作）、佐藤正治（第3作）、大友龍三郎（第4作）
初登場は「朧車」（初アニメ化第1作58話）。牛車に大きな鬼面が付いた姿の妖怪。目から放つ光線と体当たりを武器としている。原作およびアニメ第1作では女性として、第3作や第4作では男性として登場。目から石化光線を放つ能力を持ち、ぐわごぜの命令により怪気象を発生させていた。その正体は原作では蜂の巣に目が付いたような物体で、第1作・第3作ではお化けハマグリだった。『国盗り物語』では鬼面が牛車本体ではなく、牛を繋ぐ部位に前輪と共に付いている。
第3作劇場版では石化された者を元に戻すには朧車の涙が必要になる。
第4作25話では数百年前の遺跡から発掘された牛車の木片が、博物館で元の形に再現されたことで現代に蘇った。何百年も自分が眠っていた丘を人間たちが壊そうとすることに怒り、工事を辞めさせるべく暴走する。
ゲーム『異聞妖怪奇譚』ではエリートの催眠術によって怪気象を発生させられる。

枕返し（まくらがえし）
声 - 北川米彦（第1作）、屋良有作（第3作）、肝付兼太（第4作）、石塚運昇（第5作）、岩崎ひろし（第6作）
初登場は原作「まくら返し」（初アニメ化第1作28話）。寝ている人間の枕を移動させて睡眠妨害をしたり、人間の邪な心に枕移動を通して強烈な罰を与えたりする妖怪。強面と渦巻き状の眉、肩胸を出した服が特徴。夢を操る力と目に入った相手を眠らせる砂を使用し、塩に弱い。原作およびアニメ第1,4作では自分の領域に入った子供を夢世界に連れ去って食べようとする。
第3作では19話で初登場。夢世界の番人で、ユメコの魂を使って廃れてきた夢世界を復興しようとする。
第5作24話では子供の夢を壊す妖怪として登場。夢世界で思ったことが実現する能力を持っている。
第6作14話では、人間を夢の中に引きずり込んで魂を食べていたが、ある僧に夢繰りの鈴を没収されて以来しなくなった。大人たちが夢に囚われ眠り続ける事件では鬼太郎たちを夢世界に案内する。
「妖怪千物語」では人間を眠らせ自分の夢世界に引きずりこみ魂を食べる妖怪で、夢世界では無敵だが外に出ると弱体化する。

獏（ばく）
初登場は「妖怪大裁判」で、アニメでは第1作28話「まくら返し」（動物のバクと同一視）。悪夢を食べるとされる幻獣。夢世界の妖怪も食べるため、枕返しにとっては天敵のような存在。第3作・第5作に登場した獏は幻獣としての姿をしている。「鬼太郎のお化け旅行」第1話では夢を持った魂を食らう妖怪。
アニメ第3作では枕返しや悪夢の軍団との戦いで鬼太郎に呼び出される。
第5作では子供の夢の中の動物園にいた動物のバクが幻獣の獏に変化する。
小説版「3・11の獏」では東日本大震災被災者たちの苦しみを和らげるために多量の悪夢を食べ巨大化し、震災のことを忘れた東京の人々に憤慨して災害の悪夢を見せ、渋谷に現れて暴走する。

さざえ鬼（さざえおに）
声 - 北川国彦（第1作）、千葉順二（第3作14話）、田中和実（第3作32話）、松野太紀（第4作・第5作）、岩田央生（第6作）
初登場は原作「さざえ鬼」（初アニメ化第1作33話）。300年生き長らえたサザエが変化した妖怪。二頭身で目が前髪で隠れた（実際の目は舌の先についている）人型のようなユーモラスな外見をしており、お腹の模様は作品によって異なる。見た目とは裏腹に性格は獰猛で、雑食。細胞を自由に変えることで他人に変身することができ、体を潰されても平気で、腕を伸縮させることも可能。千葉の天狗岩近辺を根城にし、鬼太郎を食べてさらなる妖力を得よう（アニメ第1作ではさらに、壷焼きにされた仲間の復讐に人間を壷焼きにする企みだった）と目論む。
第3作14話では海洋汚染の犠牲者として描かれ、他シリーズほど獰猛ではなく、囮にした人魚の子も用が済んだら解放するつもりだった。弱った体を治すために鬼太郎を食べようとする。
第4作では17話に登場。髪の毛は伸縮自在。妖力を増して長生きすることに固執する。
第5作では23話に登場。本作では普段の姿に似た人間体に化けている。体から出る粘液を操作して潤滑性や粘着性を持たせることができる。グルメであり、鬼太郎を最高の食材と評して食べようと計画する。
第6作は90話に登場。食中毒で倒れた鬼太郎が見た夢では、人気者になって回転寿司のネタにサザエを入れるために、妖力の強い鬼太郎に扮して誘き出した本物を食べようとする。

赤舌（あかした）
声 - 柴田秀勝（第2作）、屋良有作（第3作）、増谷康紀（第4作）、飯塚昭三（第5作）、岩崎征実（異聞妖怪奇譚）
初登場は「妖怪ラリー」（初アニメ化第1作54話）。長い毛に覆われた巨大な妖怪。水を自由に操る能力を持ち、機動性にも優れる。好物は人間や妖怪の水分で、腹中で獲物の水分を吸収する。排出された糞は妖怪であれば（媒体によっては人間も）湯をかけることで復活する。「赤舌」（初アニメ第2作31話）では地上支配を企む。
アニメ第3作35話では、人間たちの水分を吸収し理想郷「千年王国」の柱にする。
第4作49話では、普段はマリモ程度のサイズで、大人しく優しい妖怪。親しい少女清滝涼子（きよたき すずこ）を強盗から助けるために巨大化し暴走する。
第5作82話では水の守り神として青森で祭られていた。温泉の乱開発によって水を粗末にする人間に怒り、水源を涸らした上に次々と鬼太郎たちや人間を石に変えていく。妖怪四十七士の青森県代表として覚醒する。
妖怪千物語では弱点が熱。
ゲーム『異聞妖怪奇譚』では骨女に利用されて人間の水分を奪っていた。

海坊主（うみぼうず）
声 - 坪井章子（第1作・小坊主）、坂本千夏（第3作・小坊主）、塩屋浩三（第3作・父親）、松山鷹志（第6作）
丸く大きな頭が特徴。
初登場は「妖怪ラリー」（初アニメ化第1作54話）。原作では海坊主の子供が父のお使いで買った酒をベアードが原因で零してしまい、謝意のないベアードに鬼太郎が抗議したことがラリーの発端となる。アニメ第1作では競技中に通りかかった所を、負傷した痛みを紛そうとしたベアードに酒を奪われる。
第3作51話のラリーでは父親の海坊主と小坊主が親子で鬼太郎を応援する。
週刊実話版「海坊主」では妖怪ではなく、地殻変動で海に没した人間たちが、海底の空気が溜まった所へ移り住み変化した種族。海上へ巨大気泡を飛ばして人間を捕らえ生贄にしていたが、彼らを研究していた山田博士による捨て身で海底集落ごと爆破される。
「海坊主先生」ではエリート生物学者の臍曲（へそまがり）が、師と共同開発した進化薬を妻子と共に飲み、超能力を身につけ人間から進化した姿。人間の魂を食べなければ生きていけなくなったため、田舎の小学校に赴任してスパルタ教育で児童を自殺に追いやることで魂を得ようとした。
妖怪千物語「捕食！海坊主」では完全に妖怪。人間態で海主（かいず）と名乗りスパルタ教師を演じる。安田博一少年の魂を捕食しようとする。
1980年代マガジン版「石妖」ではタコのような顔の黒い巨人。石妖を捕らえようとした鬼太郎の前に現れ、石妖をペットとしてしばらく預かる。
第6作24話では、石妖から鬼太郎を助けた後、捕えた石妖をペットにしようとする。

穴ぐら入道（あなぐらにゅうどう）
声 - 北川国彦（第1作）、石森達幸（第3作）、屋良有作（第4作）、中博史（第5作）
「穴ぐら入道」（初アニメ化第1作51話）に登場。穴の中に住む妖怪で、虫の生態に詳しい。冷気や水滴、大声などの攻撃手段を持つが、常人でも小道具で防げる程度でしかない。廃坑で食用のクモを飼い静かに暮らしていたが、「マンガ一家」というヤクザの親分に騙されて冷蔵庫に閉じ込められ、見世物にされそうになった。
アニメ第3作64話では人間によってテレビ局まで連れ出され、照明に驚いて地下鉄に逃げ込み大グモを放って立てこもる。
第4作107話では開発による環境破壊で住処を追われ続けたことに怒り、病虫（びょうちゅう）や大百足を操って工事現場を襲う。
第5作69話ではトンネルの奥底の祠に邪鬼と共存している。狭いところを好む。「誰さんかの？」と聞いてくる。これは禅問答のような物で、名前や肩書きを名乗るだけでは意味がなく、答えられない者には容赦なく口から大量の虫を吐きかける。その反面、逆に自身のことを聞かれるのには弱い。突飛な行動が目立つが知性は高いとされる。頭髪や鼻毛などはある程度纏まった束になっており、それぞれが毛穴から這い出るなど生き物のように動き回る。
邪鬼（じゃき）
アニメ第5作に登場。穴ぐら入道の穴ぐらの前に住んでいる。人間に取り憑いて凶暴化させる（この時は赤色に変色し、液体状の体内に長時間いると溶かされる）。合体して巨大化すると、手がつけられない。

野づち（のづち）
初登場は「ひでりがみ」（初アニメ化第1作43話）。頭部が大きな口だけで、全身を毛に覆われた大蛇の妖怪。怪物的な外見だが温厚で知性もあり、妖怪同士なら対話ができる。強力な吸引力で掃除機のように何でも吸い込む。普段は野づち塚で冬眠している。
第4作27話では古代の神が決死の想いで野づち塚に封印したとされる。体内で空間のねじれが発生して異次元空間に繋がっているので、無限に物を吸い込める。冬眠していても少しずつ物を吸うため、皆が色々不都合な物を塚に捨てていた。ねずみ男が廃棄物処理業と称して大量のゴミを捨て、封印の注連縄を捨てたために目覚めて暴走する。

ガマ仙人（ガマせんにん）
声 - 永井一郎（第1作）、青野武（第3作）、八奈見乗児（第4作）
初登場は「妖怪関ヶ原」。かつて邪魅をガマに変えた仙人で、森の奥の大樹の家に住む。彼の住む樹で採れる異次元光線を放つ妖怪キノコを入れたランプを使い、自分が無敵になれる特殊空間「妖怪関ヶ原」への扉を開く。アニメ第1作では蛇を苦手としている。
第3作では41話に登場。鬼太郎を助けようと奮闘するユメコを見て姿を現し、正気に戻した鬼太郎に杖を貸して邪魅を封印させる。
第4作では自分が無敵になれる特殊空間が「異次元の森」に改称された。

百目（ひゃくめ）
声 - 大竹宏（第3作）、稲葉実（第5作）
全身に多数の目を持つ妖怪。目玉を飛ばして偵察させたり、機関銃のように打ち出すしたり、金縛りの眼光を放ったり、多彩な術を使う。
アニメ第1作1話で百目の子が「悪魔くん」と同様の姿と性格で登場。妖怪バットを失くしたため鬼太郎に相談する。また、この原作「おばけナイター」の審判は少年マガジンの特集記事「墓場の鬼太郎　妖怪大作戦」にて「百目の親方」と呼称される。
第3作65話では婆尻刑務所の囚人を唆して脱走させ、警察が追って来ない地獄へ送る。50人集まるごとに自分の複製を1体作り、仲間を増やそうとする。
第4作92話では百目の子が妖怪アパートに預けられる。親は妖怪屈指の実力者。
第5作55話では過去に鬼太郎に倒され壷に封印されていたが、金儲けを企んだねずみ男により復活する。この世を支配しようと企み、優秀な人間50人を集め、自身の100個の目玉全てを交換し力を得ようとする。

雨降小僧（あめふりこぞう）
声 - 大竹宏（第1作）、塩屋翼（第3作）、田中一成（第4作）、小野坂昌也（第5作）、田村奈央（第6作）
和傘を被った男児姿の妖怪。雨を降らす能力をもつ。
アニメ第1作20話では弱気な妖怪で、悪い人間を地獄へ送る指令書を閻魔から受け取るが、怖くて猫娘に代行を頼む。
第3作83話ではメキシコの雨神ユムチャックから理想郷の門番に任命されるが、財宝を狙う悪人に唆されて背任する。
第4作40話では運動会を中止にしたい少年と雨を降らせる約束をし、見返りとして魂を奪おうとする。
第5作では所構わず雨を降らせる能力を持つ。運動会が好きだが引っ込み思案な性格で、自分がいると雨が降るからと妖怪大運動会の参加を自粛していた。
第6作は21話に登場。ねずみ男がプロデュースした遊園地のアトラクションで、人間型ロボット「ピグ」の着ぐるみを着てパフォーマンスをしていた。

半魚人（はんぎょじん）
声 - 兼本新吾（第2作）、はせさん治（第3作20話）、矢田耕司（第3作100話）、堀之紀（第4作）、松山鷹志（第6作）
「かまぼこ」（初アニメ化第2作13話）に登場。長髪で全身が鱗で覆われた海棲の妖怪。巨大なイカを飼い慣らしている。狡猾で残忍な性格。自身が餌食にしようとした海亀を巡って鬼太郎と対立し、イカの意識を乗っ取った鬼太郎を騙してかまぼこ用の漁獲に酷使した挙げ句、爆死させてかまぼこにする。
第3作20話では、人間の若い海女あかねに恋をする、純粋で内気な妖怪。口から真珠を出す。ねずみ男の協力で結婚式までこぎつけるが失敗し、妖怪病院で人間になる。
第4作60話ではぬらりひょんと結託して鬼太郎を妖怪イカに喰わせる。
第6作では58話に登場。様々な効果を持つ深海妖術を操る。
新妖怪千物語では海の暴れ者。釣り少年の三好大哲（みよし だいてつ）と契約し、予告通り魚が釣れる代わりに1年後に三好の命を取ろうとする。

妖怪花
声 - 杉山佳寿子（第2作）、島本須美（第3作）
「妖怪あしまがり」（単行本では「妖怪花」に改題、初アニメ化第2作5話「あしまがり」）に登場。草花の姿をした、最も弱いと言われる妖怪。人の夢に妖精の姿を現すことができる。ある高原が日本唯一の生息地だったが、そこにホテルを建てられ花園を潰される。社長（第2作では花園跡を訪ねた猫娘）が何気なく鉢に移植した一株の生き残りは、調査に来た鬼太郎に事情を説明し助力を得て、最終的にホテルを破壊し、しばらく後で元通りに咲き誇る。
第3作45話では起きている者の前にも妖精の姿を現せる。商売下手だが優しいホテル社長と心を通わせ、花園を守っている。
星華（せいか）
声 - 金元寿子
第6作63話に登場。笹林に住んでいる妖怪の少女。緑髪のお団子頭をした人間のような姿をしている。正体は笹の花の精で、1年のうち笹の花が咲く僅かな期間しかこの世に存在できない。七夕で人間たちが笹につけた短冊の願いを聞き届けてきた。
昔、笹林に住みつき悪事を働いたあしまがりを封印した。あしまがりに唆されて笹林を伐採しようとするねずみ男たちを切れ味の鋭い笹の葉を飛ばして脅し追い出そうとする。怪我をして動けないところを助けたぬりかべから好意を寄せられる。

山爺（やまじじい）
声 - 稲田徹（第4作）、佐藤正治（第6作）
初登場はアニメ第1作10話。一眼一足で頭の大きな妖怪。
第4作113話ではぬらりひょんに雇われた「三匹の刺客」の1名。呑気な性格で常にボーッとしており、鬼太郎への攻撃も袋からドングリを投げ付けるだけだった。
第5作劇場版では妖怪四十七士の高知県代表として覚醒する。
第6作では4話にゲゲゲの森の住人として登場。普段は穏やかだが、森の中の自分の領域を荒されると怒り狂う性質がある。森に迷い込んだ裕太が鬼太郎に案内されていたとき、鬼太郎との約束を破って山爺の持ち物である赤い木の実をもいでしまったことに怒り巨大化して暴れ出す。

なまはげ
声 - 永井一郎（第1作）、平井啓二（第5作）
初登場はアニメ第1作63話。男鹿半島の行事で知られる鬼面の来訪神。面を操って攻撃する。神社に祭られた面をつけて悪戯をしていた高慢な大学生・東大助（あずま だいすけ）を懲らしめるために東の顔を面と同化させ、村人達が東を妖怪だと勘違いするように仕向ける。原作は鬼太郎の登場しない水木しげるの短編『なまはげ』で、アレンジされた展開になっている。
週刊実話版「野球の巻」では墓の下高校の野球部主将。1980年代『最新版』第5話では東北の民家に現れる。
第5作では25話の運動会で北日本代表として登場。格闘戦が得意。85話では妖怪城に囚われるが、妖怪四十七士の秋田県代表として覚醒し鬼太郎に力を貸す。

サトリ
声 - 槐柳二（第2作）、高戸靖広（第4作）/ 演 - 上地雄輔
他者の思考を読む力を持った妖怪。
初登場は「妖怪反物」。猿人のような姿。反物化の薬を飲ませようと話しかけて来た中国妖怪チーに対し、その企みを読んで即座に逃げ延び、鬼太郎達に知らせる。「妖怪千物語」では釜鳴りの話に、より長身長毛の猿人型（鳥山石燕の絵に近い）が登場。
アニメでは第2作34話で初登場。顔の赤い老人姿。何でも先のことが分かってしまうことから世の中がつまらなくなり、何百年も前から山に籠っていた。親戚である死神42号に協力し、周囲の“ねたみ”の視線で健康を害したエリート会社員の一家を死に追いやろうとする。
映画『千年呪い歌』では人面鹿の姿。元々は温厚だったが、人間の醜さに嫌気がさし、濡れ女の封印に使われた楽器を探す鬼太郎を襲う。読心能力で鬼太郎を翻弄する。

### サンデー版・アニメ第2作初出
マンモスフラワー
妖怪的な植物。本来は鬼太郎の登場しない短編『マンモス・フラワー』（ねずみ男は登場）のキャラクター。初登場は第2作8話「マンモスフラワー」。汚れを養分とする性質を持ち、ゴミ大量時代への警告を目的としたあかなめによって、東京に種が蒔かれ増殖する。
第3作78話では、花粉を吸った人間達が野生に還る性質を持つ。ねずみ男に街へ連れてこられた山男が蒔いた種によって大量発生する。
第4作65話では、妖怪がこの世に栄えだした頃に生えていた太古の植物として登場。自ら動き、攻撃されると痛みを感じる仕草をとり、触手で物を感知するなど動物のように行動する。カンブリア紀島で発見された種の化石を2人組の男が盗み出し、植物学者の手を借りたことで復活する。勘違いで種を食べたねずみ男の体から芽を出し急激な成長を遂げる。

ヤマタノオロチの手下の呼子
声 - 富田耕生（第2作）、頓宮恭子（第3作）、松野太紀（第6作）
鬼太郎の仲間とは別の敵としての呼子。初登場は第2作12話で、ヤマタノオロチに拘束され悪事を働いている。第3作79話ではニセ呼子とも呼ばれ、解放石に閉じ込められた仲間たち共々ヤマタノオロチに逆らえずにいた。
第6作73話ではヤマタノオロチに拘束されたオグロ山の呼子が登場。元は人間である。欲で近づく人間に不幸を齎す存在で、ゲゲゲの森の呼子から「とっつきにくい」と思われている。

ヤマタノオロチ
声 - 柴田秀勝（第6作）
日本神話で名高い八頭八尾の大蛇。本来は鬼太郎の登場しない短編『やまたのおろち』のキャラクター。
初登場はアニメ第2作12話。手下の呼子が持つ解放石の中に住み、彼が呼び寄せた人間を引き込んで食う。図体の割には戦闘能力は低い。
第3作79話でも偽呼子が持つ解放石に住む。
第4作74話ではぬらりひょんが草薙の剣で復活させたものが地上で暴れる。
第6作では73話に登場。人語を話す。オグロ山の呼子が持つ解放石に住んでおり、それを手にした者のどんな願いも、曖昧なものでなければ8つ叶えてくれるが、必ずしも願い主の意に沿った叶え方をするわけではない。また、8つの願いを叶え切るまでは持ち主の前から消えることなくどこへ行っても現れる。

縁切り虫（えんきりむし）
アニメ第2作第17話「縁切り虫」に登場。人と人との縁を切る恐ろしい毒虫。本来は鬼太郎の登場しない短編『縁切り虫』のキャラクター。眼鏡をかけたような触角の無い小型のカミキリムシのような容姿。首元に噛みついて毒を注入し、その者が他者との縁を切る気持ちにするが、この毒素は硫黄の煙を使えば抜け出ていく。金儲けを目論んだねずみ男によって利用される。

釜鳴り（かまなり）
声 - 山田俊司（第2作）、田中康郎（第3作）、青野武（第4作）、木内レイコ（第5作）
「釜鳴り」に登場。使い古された釜に住む妖怪で、一つ目の影のような姿をしている。釜の中は異次元になっており、吸い込んだ者の生気を吸収する。巨大な鍋や土瓶などの調理器具や食器を操る能力を持つ。鬼太郎の髪の毛を奪い、妖力を強化して暴走する。
第3作では36話に登場し、昔は吉凶を占う神事の釜として祭られていた。祭壇を子供たちの悪戯で壊されたあげく、そのまま捨て置かれたことを恨み復讐を企む。
第4作では95話に登場。閻魔大王を倒して妖怪の頂点に立とうと目論み、下駄やちゃんちゃんこを奪って鬼太郎に化ける。
第5作では22話に登場。おまけのカード目的でお菓子を捨てる子供や鬼太郎の仲間たちを次々に吸い込む。
「妖怪千物語」では粗大ゴミとして捨てられた釜が妖怪になり、鬼太郎の髪の毛を奪って山の妖怪を次々に吸い込み暴れる。

バリバリ
声 - 田中真弓（第5作）
アニメ第2作21話「心配屋」、第5作60話「働け!!妖怪バリバリ」に登場。本来はねずみ男を主人公とした、鬼太郎の登場しない短編『心配屋』のキャラクター。人間の体内に入り、強い意志と非凡な行動力を与える妖怪。
第2作では卵を人間の体に埋め込むことで孵化し、宿主の才能を伸ばしてベートーヴェンや聖徳太子のような大天才にすることができるが、一方でヒットラーのような危険人物を生み出す可能性もある。
第5作では金平糖に目と手足が付いたような姿。卵を寝ている人間の枕元に置くだけで孵化し、自分で体内に入り込む。宿主である人間の養分を奪うことで潜在能力を全開にさせるため、最終的に宿主は過労で衰弱死する。

骨女（ほねおんな）
声 - 中西妙子（第2作）、松島みのり（第3作35話のみ）、弥永和子（第3作）、山崎和佳奈（第4作）、沢海陽子（第5作）、斉藤レイ（異聞妖怪奇譚）
初登場は「赤舌」。長髪を生やした骸骨の姿の女妖怪。体の骨を分解して撃つ攻撃手段を持ち、それ以上に弁舌と策略で強者に取り入るのを得意とする。原作では最初は赤舌の部下として現れ、赤舌が倒された後は真の主人である大首の食糧となる霊魂を集める。
第3作では自分の生命を持ち、大首が倒された後も健在する。家鳴と組んで住宅難に喘ぐ人間達を人食い家の餌にしようと企む。
第4作では82話に登場。大首になった王に仕えていた巫女で、王国再興のために二人で妖怪化して生き続けてきた。
第5作では41話に登場。ピンク色の着物を着ており、骨でダシをとったスープを飲むと魂が抜ける。ねずみ男に惚れていると偽って近づき昔の悪党ぶりを思い出させ、凶悪な妖怪舞首を復活させるために必要な人間の魂を集めさせる。
第6作準拠の小説「骨女」（「蒼の刻」収録）ではゲゲゲの森の住人で、思い込みの激しい性格。飯島穂音美（いいじま ほねみ）と名乗って人間の病院で働いていた際に偶然目にしたレントゲン写真の骨格に惚れ、一反木綿に協力を取り付けてその骨格の男性を捜していた。後に、その男性・法医学者の萩原慎一（はぎわら しんいち）との交際を経て（萩原は骨に愛着を持ち、穂音美の正体を知っても受け入れた）結婚した。
新妖怪千物語では赤舌に仕えて失敗した後、豆腐小僧のカビ豆腐能力を見て無理矢理養子にして利用しようとする。

大首（おおくび）
声 - 今西正男（第2作）、石森達幸（第3作）、屋良有作（第4作）
「大首」（初アニメ化第2作26話）に登場。頭部だけの空を飛ぶ妖怪。風を操り、また念力で骸骨を操る。縄文時代から富士山の地下で霊魂を食べて生きてきたが、生者から霊魂を奪ったために鬼太郎達に気付かれる。第3作40話では富士山を噴火させて日本を征服しようと企む。
第4作82話では元は古代人の王で、王国再興のために人骨を食べて生き続けてきた。
『異聞妖怪奇譚』ではギーガの配下として登場。一人称は「我」で語尾に「なり」を付け、古風な喋り方をする。死魂を捕食し、どんなにダメージを受けてもすぐに回復する不死身の肉体を持つ。攻撃時の決め台詞は「因果応報」。

いやみ
声 - 大竹宏（第2作）、飯塚昭三（第3作）、松尾銀三（第4作）、高戸靖広（第6作）
初登場は少年サンデー版「いやみ」（初アニメ化第2作27話）。女の着物を着ているが、顔は爺という妖怪。原作の目玉おやじによると、人の楽しみを食べる妖怪だという。別名エロモドキ。吸った者を色ボケにしてしまう「イロ気」を吐き、また手足はゴムのように伸縮自在。首から下の胴体の部分が本体で、正体を現すと単眼の巨大な頭から直接手足が生えた姿に変貌する。人間が住処に迷い込んだために冬眠から覚め、世の中の「楽しみ」を奪いエキス化して瓢箪に詰めて独占し、日本中をうつ状態にする。第2作では鬼太郎と格闘して金的蹴りを食らう。
第4作61話ではイロ気は吐かない。とある神社で眠っていたが、願掛けに訪れた売れない落語家の叫び声で目覚める。落語家に取り憑き「いやみ亭いやみ」の芸名で寄席に出演する一方で、街の人間のショウ気（正気または笑気とも書き、ショウ気を吸われた者は建前を無くして本音がむき出しになったり、笑いを忘れて凶暴化したりする）を吸い集め利用する。
第6作では72話に登場。普段はオネエ言葉で話すが、正体を現すと男口調になる。桃色吐息によって人や妖怪を色ボケにする能力を持ち、色ボケになった者を指笛で招集することもできる。色ボケになった者はいやみを倒さない限り、元に戻れない。森で眠っていたところを起こされて復活し、人々を無差別に色ボケにする。
『雪姫ちゃんとゲゲゲの鬼太郎』シリーズではドラキュラたちに雪姫をさらうために雇われる。妖気を悟られない衣服と、相手の念力や怒りを炎にする舌型ライターで武装する。本体は頭で、ねずみ男の悪戯で胴を失いドラキュラたちから体の部位を借用する。雪姫を捕らえた後は儲けを独占するためにドラキュラたちを焼き殺す。
「セクハラ妖怪いやみ」ではある電機メーカーに雇われ、ライバル社にイロ気を充満させセクハラ問題で打撃を与えようとする。他にも机を妖怪化したり、美女の姿をしたしもべ（乳房や陰茎を撃ち出す）を多数作り出したり、陰毛を伸ばして締め付けたりする術を使う。

ダイダラボッチ
声 - 今西正男（第2作）、江川央生（第6作）、大木民夫（異聞妖怪奇譚）
「ダイダラボッチ」（初アニメ化第2作29話）に登場。日本妖怪最大級の巨体を持つ雲突く背丈の、伝説の大巨人。地形を簡単に変えるほどの力を恐れられ、千年前に解体封印されていた。信奉者達によって順番に封印を解かれ復活し、封印された復讐に日本列島を食い尽くそうとする。
第3作60話では創造と破壊の二面性を持つとされる。自然環境の回復を願う人々を騙したぬらりひょんによって復活し、鍵で脳を操られて兵器として利用される。
第4作29話では野づち同様、古代の神自身が対応せざるをえないほどの存在。ねずみ男に封印を解かれて復活する。
第6作85話では、長年妖怪研究に没頭してきた研究家の門倉（かどくら）によると日本を見守っていた心優しい妖怪と伝えられている。一方で最初に封印を解いた者の意のままになる性質があり、「ダイダラ教団」に変装した七人同行によって人類抹殺兵器として復活し、脳を復活させたぬらりひょんに操られる。
ゲーム『異聞妖怪奇譚』ではぬらりひょんによって一部のみ復活するが、鬼太郎に脳を破壊され再び封印される。その後、ドラキュラ達によって脳を復元され完全な姿へと復活し、ギーガを飲み込んで逆に身体を乗っ取られ、世界を破滅させようとする。

タイタンボウ
本来「タイタンボウ」はダイダラボッチの異称だが劇中に実際には登場しないため詳細は不明。本来は鬼太郎の登場しない短編『足跡の怪』のキャラクター。
アニメでは第2作43話「足跡の怪」に登場。自然を支配する力を持つなど神に近い存在で、ある村の近くの「入らずの山」にある大きな岩を御神体として祭られており絶対に姿を現すことはない。2人の学者が岩の近くにある穴の中の聖域を荒らした上に岩の一部を持ち帰ったことに怒り、村に天変地異を起こしたり村人を神隠しにした挙句、学者たちの身体を少しずつ溶かして岩近くの穴の中に誘い込み命を奪う。
第6作では70話に登場。氏神という設定で、入らずの山の番人を務める阿形（あがた）家の人間に、4日おきにその御霊石（みたまいし）に祈りを捧げることと、地元の町で生まれ育った以外の人間を山に入れてはならないという役目を負わせており、それを怠れば恐ろしい祟りが町に降りかかるとされている。また、阿形家の跡取りが村から出ることも許さない。

影女（かげおんな）
声 - 北浜晴子（第2作）、岡本嘉子（第4作）
第2作では、下半身が幽霊のような形と肌の色を除けば人間とさほど変わらない姿をしている。影がある限りは無敵で、あらゆる攻撃が通用しない体質であり、下半身は伸縮自在。古い洋館「幽霊屋敷」に住みついていたが、洋館を購入した男の息子であり、幽霊や妖怪を信じずに乗り込んできた強情な少年金太に罰を与えるために、金太に霊石を食べさせて生きたまま幽霊に変える。
第4作では、影に人間の女性の顔が付いた真っ黒な姿をしている。地獄へ送られた罪深い人間たちの祖先から生み出された妖怪で、悪意を抱いた人間を影の世界へ連れ込む存在。かつて人間たちの悪意を集めてこの世を乗っ取ろうとした罪で封印されかけ行方を眩ましたとされる。1000の悪意を集めて強大な力を手にしたことで人間界に出現し、街を襲い光を奪っていく。

大ミミズ
声 - 野田圭一
アニメ第2作37話「地相眼」に登場。大きな青いミミズの姿の妖怪で、魑魅魍魎の世界の使者。戦後間もなく魑魅魍魎の世界に迷い込んで天文方位観測所の三つの宝の一つである赤い玉「地相眼」を持ち出した安井の前に現れ、安井の一人息子である安男を20歳になった時に新しい「地相眼」として差し出すか、安井本人の命と全財産を差し出すかの二択を迫る。

隠れ座頭（かくれざとう）
声 - 矢田耕司
アニメ第2作38話「隠れ里の死神」に登場。本来は鬼太郎の登場しない連載『サラリーマン死神』の「蒸発」に登場する。盲目の仙人のような姿の妖怪。神通力を使う。長年の座禅修行により、中にいる者は老化することも飢えることもないという「隠れ里」に繋がる「鬨の橋」が見えるようになり、子供たちを幸せにするつもりで、400年前より12、13歳の子供をさらっては「隠れ里」へ連れて来ていた。

猛霊八惨（もうれいやっさん）
声 - 八奈見乗児（第2作）
原作では水木の別作品「妖怪水車」に登場。海で死んだ人間の霊が化けた、船幽霊と同系統の妖怪。一反木綿を厚手にして足をつけたような姿（アニメ第2,3作では主によって遺体を圧延されているため）。集団で渦潮を横にしたような大波「妖怪水車（ようかいすいしゃ）」を起こす。アニメでは第2作39話に初登場。神主のような服装の「八惨の主（やっさんのぬし）」に率いられ、主は八惨を作る儀式を目撃した少年を呪い殺そうとする。主の正体は水死者の霊毛の集まり。
第3作98話では八惨の主は水精の翁（すいせいのおきな）。八惨（はっさん）を慰める祭の本義を人間達が忘れたことに怒り、妖怪水車で村を襲う。
第5作92話では人間や霊を海に引き込んで仲間に変える。岩魚坊主が封じた悪霊を解放して仲間に加え、妖怪水車を起こす。

### サンデー版・アニメ第2作初出（味方としても登場した者）
火車（かしゃ）
声 - 富田耕生（第2作）、平野正人（第3作）、梁田清之（第4作）、岸尾だいすけ（第5作）、チョー（第6作）
「逆モチ殺し」（初アニメ化第2作23話「逆餅殺し」）に登場。葬式や葬列で死体を盗んでは自分の仲間にしてしまう妖怪。長い毛と羽のような耳をした赤い肌の怪物の姿をしている。作品によっては全身や尻尾の先に火が灯っている場合がある。第2作では妖怪の中でも五指に入る実力者とされる。昔から火車は皮を残して内臓をとるといわれ、自分と相手との魂を入れ替える術で相手の体を乗っ取ってしまう。また餅が大好物で、相手を餅と一緒について食べる「モチ殺し」は、それに遭うと大抵生きては帰れないという。
第3作62話では新しい体にして生き長らえるために「魂とりかえばやの術」で鬼太郎と入れ替わる。
第4作45話では涙もろく人情深い妖怪で、ある3兄妹が母親の葬式に行かなかったことに怒り、彼らを攫い魂を餅に混ぜて食べようとする。
第5作90話では島根県出身。以前は悪党だったが、目玉おやじに懲らしめられて改心して以来、更生のために妖怪横丁に住んで目玉の紹介で輪入道の運送屋に預けられ白坊主らと共に働いている。炎の渦を撃ち出す火輪奔り（ひのわばしり）など炎を操る能力や、相手と体を交換する秘術魂入れ替えの術も持つ。餅が大好物で、餅が大量に盗まれる事件が起きた際には自分の無実を証明するために奔走し、輪入道、白坊主と共に妖怪四十七士に覚醒する。
第6作では38話に登場。食料として死体を盗み、それが餅と並ぶ好物である。体色は緑色でかなり年老いているが、弱弱しい外見とは裏腹に非常にずる賢く悪辣な性格。鬼太郎たちの身体に次々に乗り移っていくが最後には目玉おやじによって元に戻され、逃亡先で出会った年金不正受取のために母の遺体処理を依頼した犬童けいすけと入れ替わる。

目目連（もくもくれん）
声 - 永井一郎（第2作）、銀河万丈（第3作）、佐藤正治（第4作）、中井和哉（第5作）
「目目連」（初アニメ化第2作32話）に登場。多数の目だけの姿の妖怪。他の物体に擬態または憑依する能力を持つ。光の粒子になって移動するため、暗闇では行動力が鈍るという弱点がある（アニメ第3作・第5作では逆に光を苦手としている）。住処の廃屋を潰した工事関係者を怨み現場監督を殺害する。
第3作58話ではぬらりひょんの配下として朱の盤と組んでユメコを誘拐する。
第4作2話では木蓮の里に住んでいる。普段は木蓮の葉に擬態している優しい妖怪だったが、ある男が別荘を建てて里を荒らしたことに怒り、仕返しの過程で暴走し騒ぎを起こす。
第5作では18話に登場。闇の中では無数に分裂する能力を持つ。鬼太郎たちがいる日本では悪事を働くことができないため、バックベアードの協力で海外逃亡してドイツの古城を乗っ取り怪現象を起こす。

ヤカンズル
「悪魔ブエル」（初アニメ化第2作）ではカバのような胴体にラッパ状の口だけの頭部を付けた姿で登場。辺りの物を無限に食べ続け別世界の胃袋に収める。天の岩戸に封じられていた。悪魔ブエルの軍団を倒すために封印を解かれ、悪魔軍団を食い尽くした後は鬼太郎親子によって岩戸に戻される。
第5作ではやかんの姿で登場し、妖怪四十七士の長野県代表として覚醒する。

原始さん（げんしさん）
声 - 今西正男（第2作）
アニメ第2作40話「原始さん」に登場。本来は鬼太郎の登場しない短編『原始さん』のキャラクター。巨人の妖怪で、その名の通り原始時代の人間のような服装をしており巨大な棍棒を携えている。自然を愛しており、緑を復活させることができる能力を持つことから「エコロ爺（エコロじい）」とも呼ばれる。銀座の街を破壊し緑を甦らせる。

### 『死神大戦記』初出
パウチ
アイヌに伝わる女の妖怪。サタンに奪われたユニコンの鏡を取り戻すため地獄へ行くが逆に悪魔に追われて地上へ戻り、そこを待ち伏せしていた悪魔によってストーン・サークルの下敷きにされる。

ニタッウナルベ
湿地の石の中に住むアイヌの妖怪。サタンからユニコンの鏡を取り戻そうとする水木しげるや子供達を笛の音によって魂に変え、地獄との出入りを自由にさせたり、「ファラオの呪い」にかかった鬼太郎を助けるための知恵を授けたりする。

天眼（てんがん）
二百年生きている仙人。幽体離脱を会得しており、あの世とこの世を往復しながら修行に励んでいる。瞬間遠隔移動の能力や、「悪魔の印」をつけられた魂を治したりする力を持つ。

### 週刊実話版初出
幽霊家主（ゆうれいやぬし）
「幽霊家主」に登場。鬼太郎親子とねずみ男が住み着いた幽霊屋敷に住んでいた幽霊で、人魂に小さな両目両手が付いたような姿をしている。

粂の仙人（くめのせんにん）
「わんたん妖怪」に登場。二百年前、雲に乗って修業している最中、川で洗濯中の女性の腿を見て、仙術が破れ墜落した仙人。二百年かけて仙術を会得し、ワンタンのような得体の知れない姿に化けて、山口百恵の家に毎晩侵入して添い寝していた。

ろくろ魔羅（ろくろまら）
「ろくろ大合戦」に登場。男性器が異様に伸びる男。鬼太郎の依頼で老婆のろくろ首と戦う。

ツカイ手のばばァ
「つきもの」に登場。多数のつきものを飼い、それを人に憑かせて操る老婆。金に困った男を騙してつきものを憑け、操って横領をさせる。
つきもの
ツカイ手のばばァが操る、犬か狐を細長くしたような妖怪。人間に憑いてその思考に割り込み操る。

### 月刊少年ポピー初出
化けグモ
「化けグモ」に登場。人形峠に棲み、旅人に無理難題をふっかけては食っていたという巨大な蜘蛛の妖怪。ミキサーで液状にされても死なない。

大ダコ
巨大なタコの妖怪。吸盤を飛ばして相手の血を吸い尽くす。
「大ダコ」では大岩島の主を名乗り、大波や嵐を起こして島民を困らせていた。調査に乗り出した鬼太郎の妹・雪姫を見初めて求婚する。
「手長足長」（アニメ化第3作81話）では300年前に手長足長を封じ込めたとされており、アニメ版ではもう高齢であるため陸に上がる力はないとタコ達が語っている。第3作71話では前述のものとは異なる大ダコが鬼太郎一行の蛤船を襲う。
第5作では妖怪横丁の住民である化けダコが登場。ヒゲや眉毛が生えており、マッサージ店を営む。

### アニメ第3作初出
板鬼（いたおに）
木の板の両端に多数の鋭い角が生えた姿の妖怪。普通の板に化けて隠れ、獲物に飛びかかり角で斬りつける。
1980年代『最新版』の「妖怪本所七ふしぎの巻」では送り拍子木を鳴らしながら鬼太郎を襲う。
アニメ第3作では江戸時代が舞台の101話で百々爺の部下として登場。何人もの人々を辻斬りで殺してきた。

土蜘蛛（つちぐも）
声 - 田中和実（第4作）、高塚正也（第6作）
巨大な蜘蛛の妖怪。動きは素早く、糸を吐いて攻撃する。
アニメ第3作劇場版『激突!!異次元妖怪の大反乱』では虎のような顔をしている。国会議事堂前の戦いでがしゃどくろと共に鬼太郎に襲い掛かる。
第4作では85話に登場。見た目は巨大な黒い蜘蛛の姿。口から吐く糸を自在に操り、人間を糸玉に小さく閉じ込めたり糸で妖力を吸い取ったりするなどの多彩な攻撃方法や、人間の子供に化ける能力を持ち、巨体でありながら非常に俊敏に動くことができる。知性を持っており、言葉を話す。800年前から蜘蛛ノ巣山を住処にし、迷い込んだ人間を食らいながら暮らしていた。
第6作では68話に登場。猫のような顔をしている。地獄に流されてきた親子を襲う。

妖怪万年竹（ようかいまんねんだけ）
声 - 山口奈々（第3作）、大山豊（第4作）、西村知道（第6作）
1980年代マガジン版第1話「妖怪万年竹」（初アニメ化第3作74話）に登場。歳を経た竹の妖怪。枝で襲うかタケノコを食べさせるかすることで、人間および妖怪の生気を奪って竹人間（たけにんげん）に変えて操り、人間を襲わせてさらに生気を吸収していく。住処の竹薮が切り崩されたため人間を竹人間に変える。
第3作では竹の精と同一の存在で女性として描かれ、屋敷の地下から巨大な姿を現し暴れる。
第4作10話では男性として描かれる。親しかった少女エリが幼くして死んだことを哀しみ、彼女の住んでいた屋敷に近付く者を竹人間に変えていた。
第6作45話では樹齢一万年を超える巨大な竹の妖怪として登場。竹藪の所有者の老人金井大吉（かない だいきち）と心を通わせていたが、大吉が何者かに殺害され竹藪に埋められてから人間を憎むようになり、竹藪に足を踏み入れた人間を襲って竹人間に変えていた。鬼太郎に敗北したことで竹人間たちは元に戻るが、大吉を殺したのが彼の遺産を狙っていた息子の雅彦（まさひこ）であったことを知り、雅彦を竹人間に変えて藪の中に引き摺り込む。
竹の精（たけのせい）
竹薮を切り崩す富豪の屋敷に女中として潜入し、工事の中止を進言したが聞き入れられず、万年竹を操って人間を襲う。

五徳猫（ごとくねこ）
声 - 伊倉一恵（第3作）、堀川亮（第4作）
頭に五徳を被った化け猫。
原作初登場は1980年代『最新版』の「世紀の妖怪アイドル、幽子」で、死者を生者同様に現世に現す妖力を持つ、女性の化け猫妖怪。ネズミ妖怪の鉄鼠を夫にしているが、角が折れると猫の本能を取り戻し夫を食べようとする。
『鬼太郎国盗り物語』では、シーサーが四十九日前の墓に連れてきた猫に死霊が入って変化した。
アニメでは第4作113話に男性のものが登場。ぬらりひょんに雇われた「三匹の刺客」の1名。貧乏な内職暮らしで掘っ立て小屋に住んでいる。竹筒から強力な火を吹く能力を持つ。

大百足（おおむかで）
声 - 大森章督（第3作）
「妖怪大百足」に登場。巨大なムカデの姿をした妖怪。ぬりかべを溶かすほどの強力な毒をもつ。油を作るために仲間のムカデを大量に殺した人間に怒り、人間や家畜を襲い始める。
アニメでは第3作73話に初登場。鎧武者の人形を操って沖縄を荒らす。
第4作107話では穴ぐら入道に操られて多数の病虫が合体した妖怪。生命力が強く、胴体が千切れてもすぐにくっつく。
第5作13話では体が節ごとに分裂して行動することができる。ただし日光には弱く、夜にしか活動しない。後に1体に合体して巨大怪獣のように暴れる。

山男（やまおとこ）
声 - 佐藤正治
アニメ第3作78話に登場。日本各地の山中に伝わる大男の妖怪。原始時代の人間のような服装をしており巨大な棍棒を携えている。自然を愛する一方で文明を嫌っており、現代人では理解できない縄文語も使用する。地下深くで氷漬けになって眠っていたところをねずみ男に目覚めさせられ、東京の街を破壊してマンモスフラワーの種をまき緑を甦らせる。

赤頭（あかあたま）
声 - 西尾徳（第3作）
アニメ第3作93話「進化妖怪かぶそ」に登場。坊主頭の小柄な僧侶のような妖怪。数珠を使った金縛り術を使う。人間の文明が栄える地球に嫌気がさして月に移り住んだが、人間が月にまで文明を広げようとすることに怒り人間を滅ぼそうとする。

かぶそ
声 - つかせのりこ（ハチャ）、大竹宏（メチャ）
アニメ第3作93話に登場。毛むくじゃらのネズミのような前歯が特徴の小柄な妖怪。名前が判明しているのは月無人探査機に乗り込み眠っていたハチャとメチャ。地球に戻された後、赤頭から与えられた知恵の実を仲間たちと分け合って食べたことで高度な文明を築き上げる。

海和尚（うみおしょう）
声 - 槐柳二（第3作）、大友龍三郎（第4作）
顔が首の長い僧形の人間で体は海亀の姿をしている妖怪。
第3作76話では、人食い島を祭る村で過去に邪険にされた末に横死した旅の僧の魂が亀に乗り移って生まれた妖怪。髪が生えており首が短い。人食い島の肺に住み着き、元の姿に戻るために若い娘の肝を取ろうと企むが、妖怪の肝の方が効果がありそうだと鬼太郎を狙う。
第4作77話では船幽霊の親玉として登場。口から吐く水と鋼鉄のように硬い甲羅が武器。人間が海の妖怪に畏敬の念を持たなくなったことを怒り、さらに底引き網で自分も深い海の底に閉じ込められたことによる腹いせで漁船を襲って船員を船幽霊にしていた。3D映画『鬼太郎の幽霊電車』では三太郎に落書きされた亀が妖怪化して生まれた。

煙羅煙羅（えんらえんら）
声 - はせさん治（第3作）
「煙羅煙羅」に登場。煙状の姿をした妖怪。煙を食べて生きており、住処にしていた山奥の炭焼き小屋の主人が亡くなって飢えていた所をねずみ男の誘いで都会に出るが、煙を吸いすぎたことで暴走し、煤や毒煙を撒き散らしていく。アニメでは第3作107話に登場。

串刺し入道（くしざしにゅうどう）
声 - 峰恵研（第3作）
生物を串刺しの標本にして集めるのを好む妖怪。むくろという動く死体を操る能力を持ち、自らの頭を胴体から抜いて独自に動かすことができ、金属質である頭の下には巨大な串が付いている。人間の少年を標本にしようとしたため鬼太郎と敵対する。
アニメでは第3作82話に登場。標本にした生物の能力を自分のものにする妖力を持ち、首に付いた串以外にも掌から多数の串を投げて攻撃する。

化け草履（ばけぞうり）
声 - 田中康郎（第3作）、橋本晃一（第4作）、諏訪部順一（第5作）、菊池こころ（第6作）、立川志の輔（実写映画版）
九十九神（付喪神）の一種で、古くなった草履に魂が宿った妖怪。巨大化したり、古道具や履物を操ったりする妖力を持つ。履物に宿った霊を「履物のあの世」で整理する役目を持つが、現代の人間が履物を粗末に扱い、履物の霊が自身の手に負えないほど増加したことに怒り人間への復讐を目論む。
アニメ第3作99話では、妖力で捨てられた履物を巨大化させて反乱を起こす。第4作43話では葬式で故人に履かせる草履が化けた妖怪。第5作53話では白山坊のショーで客を襲う。
第6作では41話に登場。靴屋を経営していた老人辻村勇夫（つじむら いさお）が少年の頃から父親の形見として肌身離さず持っていた草履が化けた妖怪で、大人になって靴屋を始めてからは店のお守りとして「草履さん」と呼ばれ大切にされていた。靴屋の閉店に伴う引っ越しの際に袋に入れられたことで置いて行かれたと勘違いし、ねずみ男に唆されて人間への復讐を決意する。

手長足長（てながあしなが）
声 - 田中康郎（第3作・手長）、龍田直樹（第3作・足長）
「手長足長」（アニメ化第3作81話）に登場。妖術に長けた手長を格闘に長けた足長が肩車している。300年前に海の生き物に悪さをしたため、大ダコによって要石で塚に封印されていた。塚が工事で崩されたことにより復活し、復讐としてタコたちの上半分を他の動物に変えていく。
第5作25話では、運動会の輪入道転がしで北日本代表として登場。

けらけら女（けらけらおんな）
声 - 青木和代
原作「けらけら女」に登場。けらけら笑う巨大な女妖怪。子供達を自分の「ケラケラ学校」に集め笑い方を教えようとする。
アニメでは第3作95話に登場。学習塾などで勉強に追われて暗い顔をしている子供たちを見て可哀想に思い、笑顔を取り戻してやろうとヘンラヘラヘラと入れ替え「笑いの世界」に連れて行く。
笑い虫（わらいむし）
原作のけらけら女の手下。攻撃されると笑い粉を撒き散らし、共食いして巨大化する。
ヘンラヘラヘラ
アニメでは第3作95話でけらけら女の手下として登場。けらけら女が持つケラケラトンカチで頭を叩くとできる大きなコブから生まれる。姿は元の人間そっくりだが、いつもヘラヘラ笑っており宙を飛び回る。元は鬼太郎とは別作品の『ヘンラヘラヘラ』に登場する、公害病の犠牲者の霊魂が変質してあの世に行けなくなって生まれた存在。

皿数え（さらかぞえ）
声 - 土井美加（第3作）、庄司宇芽香（第5作・お菊として）
「皿合戦」（アニメ化第3作97話）に登場。皿を操り、下半身が多数の皿になり分離する。皿に乗った者を眠らせたり、皿の音で踊らせたりする。街中の皿を操って食べ物を盗む悪事を働く。
第5作11話では、白山坊が経営する見世物小屋の演者妖怪として「お菊」の名前で登場。

大入道（おおにゅうどう）
声 - 大竹宏
巨大な男の妖怪。「皿合戦」（アニメ化第3作97話）ではトンスラ頭で僧形の数メートルほどの巨漢。皿数えの夫であり、皿ばかり食べる。『鬼太郎霊団』「阿部の奉連想」では『怪談百鬼図会』にあるような真っ黒な姿をしており、小錦にとりつき、奉連想の部下として登場する。

獅子頭（ししがしら）
声 - 大竹宏（第3作）、麦人（異聞妖怪奇譚）
初登場は「ペナンガラン」（アニメ化第3作87話）。空飛ぶ顔が獅子の妖怪。江戸時代に悪事を働いたため封印されていたが、強盗によって封印を解かれ現代によみがえる。頭がダイヤモンドより硬く、頭突き攻撃はかなり強烈である。目から放つ光で催眠術をかけたり、口から火を吐いたりすることもできる。その正体は南方妖怪のペナンガランだった。『異聞妖怪奇譚』では正体のペナンガランは「決戦小笠原」と同じ外見をしている。

たくろう火（たくろうび）
声 - 龍田直樹（第3作）、吉田小南美（第6作）
髑髏のような顔の炎の妖怪。
「妖怪クリーニング」では四次元から来た存在。ねずみ男と組んで「火で洗うクリーニング」を開業し、洗う際に服に妖力を吹き込み、着た人間を仲間に変えることで世界征服を企む。
アニメでは第3作85話に初登場。楽しい場所を占領する悪党妖怪。顔が三つあり分離行動ができる。河童の隠れ里を占領する。
第6作では21話で初登場。第3作とは違い顔が一つで両手がある。ゲゲゲの森の住人で、自分の意思と無関係に触れた物を炎上させてしまう性質があるため友達がいなかった。ねずみ男の誘いで遊園地のアトラクション「BIBIBI FIRE」を始め、隣のアトラクションのロボット「ピグ」と友達になる。隣のアトラクションの閉鎖に伴いピグが廃棄され、着ぐるみであることを知らないまま逆上して火事を起こす。

木の子（きのこ）
声 - 青羽美代子（アタマ）、頓宮恭子（オコリ）、柳沢三千代（シャイ）、佐藤智恵（ナキ）、松井摩実（ノンキ）（第3作）、一木千洋、れいみ、須藤祐実（第6作）
「木の子」に登場。森に集団で暮らす、木の葉を纏った子供の姿の妖怪。木の精霊で、その領域である異次元の森は人間には滅多に辿り着けない。住処の森に迷い込んだ少女（原作とアニメ第3作ではモモコでアニメ第6作52話では雅）を仲間に入れ、一緒に暮らしていた。
第6作では、木の子の森と人間界を結ぶ回廊は500年に一度僅かな間しか開かず（精霊や妖怪ならば、いつでも自由に出入り可能）、人間界での1日が木の子の森では数年の時間が経過するなど時間の流れが異なる。

吹消婆（ふっけしばばあ / ふきけしばばあ）
声 - 津田延代（第3作・第8話）、鈴木れい子（第3作・第80話）、川浪葉子（第4作）
原作では「吹消婆」（アニメ第3作80話）で初登場。蝋燭や行灯の火を吹き消す老婆の妖怪。たい焼き機のような装置で人間の手相を書き換えて運命を変える力を持つ。連敗中の女子プロレスラーを操り、勝たせて儲けるばかりか強盗までさせる。
第4作では50話に登場。若い美女の姿にもなれる。電灯ばかりになって火が吹き消せない不満から遊園地の遊具を吹き飛ばそうとする。

ぬけ首（ぬけくび）
声 - 矢田耕司（第3作）、川津泰彦（第6作）、青木和代（異聞妖怪奇譚）
「ぬけ首」（アニメ化第3作94話）に登場。頭と胴が分離する妖怪。丸顔の頭と炎の髪、出っ歯と丸い目、とんがり帽子がトレードマーク。分離後の頭は三千度以上の高熱を発し、胴はそれを抑えていた冷気を出す。妖怪ブームにもかかわらず自分が知られていないことに立腹し、人気のある鬼太郎に襲い掛かる。
第6作では53話に登場。世間の注目を集めたいという目的が一致したウーチューバーのチャラトミと組む。

白粉婆（おしろいばばあ）
声 - 弥永和子（第3作）、吉田理保子（第4作）、龍田直樹（第6作）
顔に白粉を塗った老婆の妖怪。
第3作103話でアニメ初登場。最強の女妖怪・脂粉仙子を幼いうちから手元に置くことで、彼女の力を利用して妖怪大統領になろうと目論み、儀式を目撃した茂作から脂粉仙子を取り戻そうとする。
第4作21話では妖力を込めた白粉をねずみ男に売らせ、使った者の顔を奪いエキスを採って自身が若返る薬を作ろうとする。
第6作では凶悪な人食い妖怪として44話に登場。人間の美男子「ユウ」に化けて芸能界でアイドルとなり、軽率に近づいてくるファンの女性を食料として丸ごと食っていた。
脂粉仙子（しふんせんこ） / 紅子（べにこ）
声 - 小山茉美
第3作103話に登場。化粧妖怪の女王で、女妖怪では最強の妖力を持つという。乳児の頃に白粉婆の儀式を受けようとしていた時、乳児を生贄に捧げると勘違いした猟師の茂作に連れ去られる。以来茂作の孫娘紅子として育つ。

餓鬼（がき）
声 - 掛川裕彦、小林通孝、堀川亮（第3作）、新井良平（第6作）
餓鬼道（本作の地獄編「最後の出会い」では地獄の一部扱い）に落ちた亡者のなれの果て。常に飢えており、自分の体や迷い込んできた者も食べてしまう。中にはいつも吐き気を催して何度食べても吐いてしまうので飢えが満たされない者も多数存在する。生前自分だけが贅沢なものを食べたり、主に食に関わる悪事を働いた亡者たちが閻魔大王の裁きで落とされて餓鬼となる。本作では一応食事も支給されているが、それは他の餓鬼の肉である。

### アニメ第3作初出（味方としても登場した者）
がしゃどくろ
声 - 田中康郎（第3作）、佐藤正治（第5作）
惨めな最期を遂げた多数の人間の遺骨と怨念が集まって生まれた、巨大な骸骨の妖怪。
漫画初登場は1980年代『最新版』第1話「大妖怪がしゃどくろ復活」。青木ヶ原の自殺者の骨から生まれ、誤って遺骨に小便をかけた山田健太に祟っていじめ地獄に陥れ、気配を感じたシーサーに飛びかかられると正体を現し、町に出て暴れる。
劇場版『激突!!異次元妖怪の大反乱』では怪気象の妖怪として登場。アニメ第3作71話では戦没者達が眠る妖花の森の番人を務める。
第4作では11話で毛羽毛現に操られ霊山ハイウェイの自動車を襲っていた。
第5作2話では刑場跡のビルに現れ、ビルと一体化して中の人々を呑み込み生気を奪った。
第6作8話では緒方家の庭の石碑に封じられていた。まなたちの学級が掃除を手伝いに来た際、サボって遊んでいた蒼馬や有元が石碑を倒したことで復活し、2人とそれを咎めたまなを標的にする。

倉ぼっこ（くらぼっこ）
声 - はせさん治（第3作）、松野太紀（第4作）
倉に住み着いて栄えさせる妖怪。全身を覆う長い毛がトレードマーク。アニメ第3作では恐山妖怪病院の医師で、第4作では迷い家の主。
『妖怪千物語』では住んでいた旧家の倉が取り壊されるのを悲しみ、工事機材などを操って暴れる。

雷獣（らいじゅう）
落雷と共に現れる動物型の電気妖怪。
初登場は1980年代『最新版』の「妖怪本所七ふしぎの巻」（アニメ化第3作108話）で、六足双尾の狐のような姿をしている。本所七不思議の妖怪の一体として鬼太郎に奇襲を仕掛ける。
アニメ第5作10話では太目の猫に似るが双尾で背には剣竜類のような突起がある。その姿は存在を信じる者にしか見えない。昔、白神山の神によって「いかずち岩」にのみ落ちることを許されたが、その岩が産廃処理場工事で除かれそうになり暴れた。後に栃木県代表の妖怪四十七士として覚醒する。

キジムナー
声 - 松井摩味（第3作・劇場版）、龍田直樹、小林通孝、田中和実（第3作）、佐藤正治（第4作・劇場版）、沼田祐介（第4作）、佐藤聡美、安田早希（第5作）
体毛におおわれた真ん丸の体と短い手足が特徴の獣の様な姿をしている。南方妖怪として登場することもある。第3作と第5作では頭以外は比較的人間に近い形状となっている。第4作の劇場版『大海獣』では一回り大きくて言葉を話すリーダーに統率され、集団で火を吹いて攻撃する他に空を飛ぶこともでき、軍団の飛行用としてアカマタとやし落としを乗せて飛ぶこともある。第4作63話に登場するものは火を吐かないが変身能力を持っている。第5作では妖怪横丁にも多数住んでいる。第6作ではゲゲゲの森の住人として登場。

金霊（かねだま）
行いの良い者に富を授けるという妖怪。初登場のアニメ第3作65話では巨大な金貨の姿をしている。
原作の『国盗り物語』では十円硬貨の姿をしている。現代人の金銭欲の毒気に当てられて巨大化、凶暴化し、ガイコツベビーに操られて人間や妖怪を金銭欲に狂わせる貨幣をばらまき争わせる。

畑怨霊（はたおんりょう）
声 - 佐藤正治（第3作）、太田健介（第4作劇場版『おばけナイター』）、稲葉実（第5作）、池水通洋（第6作）
巨大な一角の鬼の姿の妖怪。
初登場はアニメ第3作75話で、小豆の神と偽って小豆洗い達から多量の小豆を騙し取ろうと目論む。
第5作90話では浅草・雷門の地面に潜み、零れ落ちた餅を数百年ぶりに食って味をしめ、巨大な舌を地面から伸ばして町中の餅を奪い貪る。
第6作48話では人間による妖怪狩りが激化したことで人間と戦うべきと考えるようになった妖怪たちのリーダー格となっている。

白溶裔（しろうねり）
声 - 宇垣秀成（第5作）
古い雑巾が変化した白い龍に似た妖怪。口から相手をカビだらけにする息を吐く。
アニメ第3作劇場版『激突!!異次元妖怪の大反乱』では、妖怪皇帝配下として登場し、カロリーヌを攫う。一度は鬼太郎を撃退する。
第4作では16話に登場。あかなめと共にねずみ男の住む廃アパートに住み付いた温厚な妖怪。普段は古バケツの中に入っており、あかなめと同じく汚れを食べる。口から吐く息や尾から撒き散らす粘液で人間には落とせないカビを生やす能力を持つ。第5作では58話に登場。雑巾妖怪ギュギュ（声 - 中山さら）が成長した姿で、小学生3人のペットになる。初めは普通の雑巾に似た姿をしていたが、どんどん汚れを吸収して巨大な龍のような姿になる。

姥ヶ火（うばがび）
声 - 伊倉一恵（第4作）、森下由樹子（第6作）
老婆の顔をした火の妖怪。
原作では「妖怪危機一髪」でヒ一族と、「復活悪魔くん」では魔物と戦う際に呼び出される。アニメ初登場の第3作では「炎の妖怪五人衆」の1人として登場。
第4作では男に捨てられた女性の情念が化けた妖怪として登場。クリスマスのカップルの姿に嫉妬して放火を繰り返した。

化け火（ばけび）
声 - 田中亮一（第3作）
坊主顔が三つあり、それぞれ分離行動もできる火の玉の妖怪。原作では「妖怪危機一髪」「幽霊大戦争」に登場。
アニメ第3作では15話で初登場。炎の妖怪五人衆の一員。鬼太郎の腹に入り熱放射や口からの火炎連弾といった合体技を使ったり、つるべ火と共に妖怪戦車のヘッドライト兼火炎放射になったりする。
第6作では石動零に呪装術で封じられており、零はその力を招来することで炎を吸収し身に纏うことができる。

海月の火玉（くらげのひのたま）
声 - 小野坂昌也（第3作）
海月の化身。アニメ第3作では炎の妖怪五人衆の一員。第6作ではゲゲゲの森の住人として登場。

家鳴り（やなり）
声 - 平野正人、田中康郎、田中和実（第3作）、高塚正也、森岳志（第5作）
初登場はアニメ第3作92話。3人が山里でひっそりと暮らしていた。自分達のいる家が人間を食べて成長する人喰い家だと気付き、その性質を利用して家鳴帝国を築こうと企む。
第5作では72話に登場。家を揺らすことで、その屋内の物が独りでに浮遊する怪現象を起こす性質を持ち、妖怪城の覚醒のためにぬらりひょんに利用される。

女王人魚（じょおうにんぎょ）
声 - 山野さと子
人魚族の守り神。普通の人魚と違って人間そっくりの姿で生まれ落ちるが、足には所々に鱗が生えている。水を自在に操る力を持っており、さらにその肉には霊力を高める作用がある。15歳になれば人魚になりたいと念ずるだけで人魚になることができるが、そうなると海の世界へ帰らなければならなくなる。
「鬼道衆」に登場。子供のいない山田夫婦に海岸で拾われて山田海姫（やまだ みき）として育てられたため、女王人魚である自覚がなかったが、人魚の肉を狙う鬼道衆に襲われたことをきっかけに真実を知る。
アニメでは第3作100話に登場。半魚人と結婚式を挙げる。鬼巫女や鬼道衆の襲撃を受け拉致される。

### 『最新版ゲゲゲの鬼太郎』初出（アニメ第3作未登場分）
わいら
声 - 高塚正也（第6作）
獣のような体をした妖怪。体中に生えた毛と大きな牙、両手のカギ爪が特徴。カギ爪は地面を掘ったり、相手を攻撃したりする武器にもなる。
『最新版』第3話ではぬらりひょんの部下として登場。普段は山に住んでいる。武器は鋭い爪や巨体で、さらに背に翼があり機動力にも長けており、口からはエネルギーを吐く。ぬらりひょんに協力し、サガリと共にゲゲゲの森へ攻め入るべく現れる。サガリと合体して一つになることもできる。『新妖怪千物語』第10話では骨女の部下で、隠れ山里から出て来た鬼太郎と豆腐小僧を襲う。
第5作では妖怪四十七士茨城県代表となる。
第6作ではゲゲゲの森の住人で体色は紫。

サガリ
樹の枝にぶら下がる馬の首のような妖怪。
『最新版』第3話ではわいらと共にゲゲゲの森へ攻め込もうとする。
『新妖怪千物語』第10話では隠れ山里周辺の森に多数棲む死霊妖怪。噛みついた相手の生気を奪う。倒されても妖気が樹に吸収されてすぐに復活し、再び枝から降りてくる。

野衾（のぶすま）
ムササビのような妖怪。
「電木妖怪さかばしら」に登場。逆柱に操られる。空を飛びながら人間に電気を浴びせ、操って逆柱のもとへ連れていく。

しょうけら
声 - 楠大典（第5作）
窓から屋内を覗き込む獣人のような姿の妖怪。
漫画では『最新版』第12話に登場。ケラのように水中・地中・空中を自在に動き回る。妖怪刑務所からの脱獄犯で、人間界で適当な死体に乗り移り人間として暮らそうとする。
アニメでは第5作16話に登場。元は家々の安全を見守る善良な妖怪。屋内の姿は影に過ぎず、本体は窓にいる。人間の子供達が興じるゲームに関心を持ち彼らに挑戦する。

どくろの怪
平家物語で平清盛が遭遇した、多数の頭蓋骨の妖怪。
『最新版』第14話に登場。かつて刑場で晒し首にされた者達の頭蓋骨。人と目が合うと無数に増殖し、また合体して一つの巨大な頭蓋骨になることもできる。刑場の跡地に建てられたデパートに祟りをなし、幽霊騒ぎを起こしたり、群れで襲撃して警備員を食い尽くしたりした。

以津真天（いつまでん）
声 - 真殿光昭（第5作）
戦乱や飢餓などで死んだ人間の野晒し死体の怨念から生まれた妖鳥。
漫画では『最新版』第15話に登場。翼とは別に腕がある怪鳥の姿で、狙った獲物をいつまでも追い続ける。成績最下位を同級生達に揶揄され恨んだ少年と契約を結んで同級生全員を食い殺し、その対価に少年と同化しようとする。
アニメでは第5作12話で初登場。交通事故で壊れた公衆電話が、その事故で亡くなった人間の女性片岡彰子（かたおか しょうこ）の思いを夫と娘に伝えたいがために変化した妖怪。翼の生えたナメクジのような姿をしている。

疱瘡婆（ほうそうばばあ）
疱瘡を蔓延させ、病死者を食べる妖怪。
『最新版』第17話に登場。馬のような蹄に牛のような角を持った、真っ黒な一つ目の妖怪。老婆の姿に化けて町を徘徊し、妖奇病ガスで子供達を疱瘡に似た妖奇病に感染させ、その肉を食べた。

水ころがし
『最新版』第19話に登場。地獄童子を狙う刺客。全身が水でできており、洪水となって街を襲ったり、人を体内に入れて溶かしたりする。地獄童子抹殺後も現世に留まって暴れ続ける。
テレビ特撮版『悪魔くん』に登場した水妖怪そっくりの姿をしている。

蟹坊主（かにぼうず）
声 - 飯塚昭三（第4作・8話、14話）、川津泰彦（第4作・77話）、小西克幸（第5作）、田中秀幸（第6作）
巨大なカニの妖怪。背の甲羅にヒゲを生やした人面がある。甲羅の防御力は髪の毛針を弾くほど硬く、口から相手を固める泡を噴いたり、岩すら砕くハサミで攻撃したりする。
アニメ第4作では蓬莱島を求めていた当時の徐福仙人（じょふくせんにん）と共に来日した上海蟹が妖怪化したとされる。人間の開発で住処の沼を埋め立てられたために河童淵への移住を企み、河童たちの住処を荒らして彼らを毒泡で操る。
第5作ではぬらりひょん一味として登場。
第6作では17話に登場。口から吐く泡で対象を銅像に変える。体は硬く、高い防御力を誇るが、電気が弱点。戦国時代に人間態（巨漢の雲水）でとある武将に仕え、戦に敗れて落ちのびる姫を慕って守り、その際に敵味方を区別するために謎かけ（自分の名前が正解）を出し、自分の正体を知らない者を敵とみなし銅像に変えていたが、境港の地で敵方の雇った呪い師（鬼道衆）によって石に封じられる。封印が解けて現代に蘇り、かつての仲間も姫もすでに亡くなっていることを認めたくない一心で自分を知る者を求めて境港を彷徨う。
『新妖怪千物語』では中国妖怪・上海カニ坊主として登場。気泡コンクリートのような泡で相手を固め、他の妖怪を剥製にして博物館を作ろうと計画していた。中国最強を自負し、日本最強である鬼太郎に挑戦すべく人喰い島を操って呼び出す。

### 1980年代マガジン版初出（アニメ第3作未登場分）
黒髪切り（くろかみきり）
声 - 滝口順平（第4作）
全身真っ黒の妖怪。
「カニ妖怪」では父子で登場。髪を材料にした洋服店「黒髪屋」を営むが、ねずみ男の紹介で来たアメリカのカニ妖怪に父親が拉致される。
アニメでは第4作112話に登場。300年前に悪事を働いた鬼髪を封じた。髪を食べて妖力の源とする。鬼太郎たちから髪を貰って力を付けて、復活した鬼髪との再戦に臨む。

化けガマ
「ガマ妖怪」に登場。人間以上の知能を持ち千年を超えて生きる巨大なガマの妖怪。他のガマからは「マラカニアン皇帝」と呼ばれている。現代の人間の横暴ぶりを見かねて、人間の漫画家に変身し漫画を通じて諌めようとするが、やがて見限り、人間を滅ぼして地上にガマの王国を作ろうと目論む。

小右衛門火（こえもんび）
1980年代版「吸血鬼ラ・セーヌ」にて、油すましが援軍に連れて来た火の玉妖怪。球状で顔らしいものはないが、話すことはできる。叩かれると分裂する性質を持つ。

妖怪ヅタ
「家獣」に登場。ゲゲゲの森に住む蔦の妖怪。巨大な口の周りに無数の蔦を生やしており、獲物を蔦で捕食する。

桂男（かつらおとこ）
声 - 長嶝高士
「月の妖怪桂男」に登場。月に住む、雲で出来た巨人のような姿の妖怪。物を体内に取り込み大きさを変えられる。地球人が月探査機などで月を侵害するのに怒り、地球に来て虫や小動物を巨大化させ暴れさせる。
アニメでは第4作93話で初登場。主人の月女が地球にいられる最後の夜になっても月への舟を飛ばすための月光が集められず、邪魔な人間の照明を巨大化させた虫で壊そうとする。
霊兎（れいと）
原作での桂男の部下。
月女（つきめ）
声 - 久川綾
アニメ第4作での桂男の女主人。800年前、月を愛でる地球人のために渡来した月の使者。地球上では800年以上生きられず、それまでに月に帰らないと消えてしまう。

針女（はりおなご）
声 - 渡辺美佐
頭髪の先が釣針状の女妖怪。
原作「針女」では髪の針で魚を捕らえ魚屋を営む。地中から手を伸ばす「土中手長の術」や、髪の毛を刺した相手を傀儡にする能力を持つ。少女を誘拐して召使にし、妖怪に改造しようとする。
アニメでは第5作81話で初登場。髪は指鉄砲でも切れないほど強靭で、髪の針を鋳造した弾を眉間に撃ち込むしか倒す方法はない。髪の針には人や妖怪の影を捕える力がある。昔は棲んでいる山に入った男を誑かすだけの妖怪だったが、いつの間にか山に踏み込んだ人間を異常に憎悪するようになり、麓の村民の影を奪い何年も甚振り続けていた。鬼太郎の協力を得た猟師源五郎（げんごろう）と戦う。

麻桶毛（まゆげ）
声 - 白鳥哲（第6作・内裏）、柿沼紫乃（第6作・雛）
阿波国三好郡賀茂村にある彌都比売神社の御神体の麻桶に入れられた毛。普段は一筋だが、何か腹立たしいことがあると何百何千にも裂けて伸びていく。神社に祀られているものもあるが、そうでないものは古い人形の髪などに隠れて何千年も生き続けており、その詳細は妖怪学の謎となっている。
鬼太郎と戦った麻桶毛は後者で、人形に潜んで古い家の仏壇に納まっていた。引っ越してきた少女久美子を腹の中に取り込み、その後人形の腹が妙に膨れ上がって気味悪がった父親に捨てられ、少女が蒸発する事件を起こす。
アニメでは第6作46話で初登場。神社に御神体として奉納された毛髪が祀られなくなったことで妖怪と化した存在で、人間を襲って巻き付き、養分を吸収して人形に変える。人形供養を行っている神社の内裏雛に2体が宿り封印されていた。復活後は封印を解いたねずみ男に自分を売らせて、購入した学校内で放課後に人間を襲い始める。

石妖（せきよう）
声 - 内田真礼 （第6作）
随筆『中陵漫録』に登場する石の妖怪。石切り場に美女の姿で現れ、石工に眠くなるほど快適な按摩をするが、相手の体は傷だらけになるという。
原作「石妖」とアニメ第6作24話に登場。見かけによらず戦闘力は高い。石像の姿になることで相手の攻撃を防ぐことが可能で、粉砕されても再結合する。石山妖子（いしやま ようこ）を名乗り、ねずみ男を相手に結婚詐欺を働く。

黒坊主（くろぼうず）
声 - 大友龍三郎（第5作）、茶風林（異聞妖怪奇譚）、千葉繁（第6作）
「黒坊主」に登場。クロヒョウに似た頭部を持ちマントのような服を着た、生き物の生気を吸って生きる霧のような妖怪。百年以上前に美人画の中に封じ込められた。弱点は水。長い年月のうちに封印が解け、絵を買ったねずみ男たちの生気を吸い取る。
アニメでは第5作20話で初登場。非常に凶暴な妖怪で、面白半分で心霊スポットを訪れた人間に呼び寄せられ、怒って黒い霧状の姿で度々人間を襲っていた。高い防御力を誇る。
第6作では大逆の四将の1人。長い出っ歯を持った齧歯類のような顔をした妖怪だが、実は常に携えている美人画の方が本体。水が弱点だが、本体を濡らさない限り効果は無い。流暢に言葉を話し、知恵も回る。戦闘能力は高く、水を赤黒く汚染させる能力を持ち、150年前に江戸で大規模な汚染を引き起こし何十万人という犠牲者を出したため、鬼道衆に討たれて地獄に送られていた。ぬらりひょんの手により脱獄した後は、汚染能力を利用したマッチポンプで大金を獲得し、政府とコンタクトを取ったねずみ男を要職に就かせて裏から日本を支配する計画を立案する。
ゲーム『異聞妖怪奇譚』ではむじなと手を組んで、人々から生気を奪っていた。
黒雲主（くろくもぬし）
1980年代『最新版』第23話に登場した、黒坊主が産業廃棄物を吸収して巨大に変異した存在。ぬらりひょん配下。天狗ポリスの一隊を襲ってまとめて生気を奪うほどの力を持つ。ゲーム『妖怪軍団の挑戦』では不死身とされる。

玉（ぎょく） / 王将（おうしょう）
「妖怪王将戦」に登場した将棋の精。将棋の駒に手足が生えた部下を率いているが、玉自身は火の玉のような姿をしている。大仙人によって壺に封じられて人面岩に埋められ、部下はただの巨大駒と化していた。地震で出た壺を宝物と誤認したねずみ男が開けたことで復活し、近くの村を占領する。

こそこそ
「こそこそ岩」に登場。女の姿をした石妖怪。石の手刀と石化眼光、相手をくすぐって眠らせる術を得意とする。岩の裏の洞窟に眠る太古の魔物たちを蘇らせて世界征服を企み、復活に必要な「青い血」を持つ少女さゆりを拉致する。
1980年代『最新版』では地獄の岩で女の姿は取らない。夜行さんが鬼太郎に課した特訓で、重量挙げの重石になった。

壺仙人（つぼせんにん）
「壺仙人」に登場。小太りな風貌の仙人で、何でも入る空飛ぶ壺を持つ。美人の玉女（仙人の侍女）を欲して、母が病に伏せっている少女ユミに薬を与える代わり母が治ったら玉女になるよう要求する。

井守（いもり）
恐竜並に巨大なイモリの妖怪。「井守」にて卑弥呼に操られる邪馬台国の守護神として登場。電気を持つ球体を吐く。森の奥の古井戸にある時穴から邪馬台国に紛れ込んだねずみ男とシーサーが生贄の少女を連れ去ったため、小人の兵士に化けた多数のイモリを連れて奪回に現れる。

手足の神（てあしのかみ）
「手足の怪」に登場。ひとりでに動く手足の形をしており、無数に増えて伸びることもできる。正体は板や厚紙で作られた手足で、かつて手足を患った人々が神として信仰し、回復を祈願して奉納されたもの。指輪やたこ焼きなどを盗む。

十鬼（じっき）
鬼太郎一行を倒すため、奪衣婆が呼び出した十人の鬼。それぞれ怪鬼（けき）、魃鬼（ばつき）、魅鬼（みき）、蠱毒鬼（こどくき）、癘鬼（れいき）、餓鬼（がき）、魎鬼（りょうき）、涙鬼（なみだき）、役使鬼（やくしき）、伝送鬼（でんそうき）と呼称される。

### 『鬼太郎国盗り物語』初出
大口（おおぐち）
『国盗り物語』第3話に登場。ゲゲゲハウス周辺にムーが送り込んだ怪植物が大気に放った妖気により発生した、巨大な頭のみの空飛ぶ妖怪。食べた妖怪をところてんにする能力を持つ。

旧鼠（きゅうそ）
声 - 曽我部和恭（第4作）、高戸靖広（第5作）
歳を経たネズミが化けた妖怪。
アニメ第4作103話では廃寺の不浄霊がネズミに憑いて変化したもので、普通の旧鼠を遥かに上回る巨体と妖力を得た特殊な存在。ねずみ男を利用して自身の妖力を帯びたハツカネズミを街で配らせ、それを媒介に人間をネズミ人間に変え、ネズミの天下にしようと企む。
アニメ第5作ではぬらりひょん配下として登場。小さめの人間サイズで、体内に多種の毒素や病原体を持つ。
旧鼠王（きゅうそおう）
『国盗り物語』第5,6話に登場した、ネズミの大群を率いる熊並の巨大ネズミ。巨体から繰り出す怪力と毛を使った呪い、部下を使っての集団戦術とペスト菌を駆使して銀行強盗を行う。

人面瘡（じんめんそう）
他の生物に寄生する牛鬼と同じ能力を持つ妖怪で、本来は人の顔が付いた人魂のような形をしている。寄生すると宿主の腹部に人面を現し、体を支配して悪事に走らせる。ムー大陸からの妖気パワーを得たため、昔よりも力が増しており、人面部分を肥大化させて目から光線を放ったり、宿主となった植物を妖怪化させたりすることができる。

ボゼ
トカラ列島に伝わる来訪神。
『国盗り物語』にムーの手先として登場。最初はゴーストカーに化けて少女たちを誘拐するが、鬼太郎に取り押さえられて被害者を解放する。13話以降は女性の姿をとり、多額の金を使って妖怪たちを買収し、鬼太郎の抹殺を目論む。

狒々（ひひ）
声 - 小野坂昌也（第6作）
猿人のような姿をした妖怪。真っ赤な顔に突き出た唇、毛むくじゃらの巨体が特徴。
鬼太郎を倒すためにボゼが仕組んだ相撲大会に参加した妖怪の一人。ベアードともどもムーに雇われていた。
アニメでの初登場は第6作55話。関西弁で喋る気の良い妖怪。ダジャレを言うことがある。昭和初期に人間の少女にテニスを教わりその魅力に取り憑かれて以後、自分も指導する側となり、猿相手にテニスを教えたり、世界第四位の選手土手久美子（どて くみこ）を育て上げたりした実績を持つ。東京オリンピックを前に人間界へ出向き、まなの同級生でテニス部の少女岡倉優美（おかくら ゆみ）のコーチを買って出る。

ガジュマルの精
『国盗り物語』第15話に登場。水木画の「松の精霊」のような小坊主の姿をしている。攻撃を先読みする「他心通」や分身「無敵十人衆」、妖怪殺しの魔剣「雷光剣」を使用する。鬼太郎ファミリーが自分の本体である樹に泊まったため宿賃を要求し、断られると居酒屋のふりをして寝太郎たちに樹液を飲ませ樹に変える。

くだん
『国盗り物語』第17話に登場。予知能力を持つ人面の子牛。沖縄で辻占いをしていた所をゴルゴーンに拉致される。

片耳豚（カタキラウワ）
『国盗り物語』に登場。片耳の豚の頭部から足が生えたような外見の妖怪。常に集団で行動しており、固い木の実に化けて相手の頭上に落ちたり、群れで一斉に飛びかかったり、合体して巨大化したりするのが得意。かつては人間と暮らしていたが、人間たちがムーによって支配されたため、逃げ出して現在は地底世界に住む。

ヒザマ
ムーの総理大臣の手下の1人で、巨大なニワトリの姿をしている。火を自由に操る力を持ち、口から吐くだけでなく、針のように飛ばした羽根を炎に変えて、突き刺した相手を炎上させることもできる。部下にモアやプテラノドン等の巨鳥や翼竜、それらを乗り回す額に独特の模様がある骸骨の集団がいる。地下世界の村一つを支配していた。

手洗い鬼（てあらいおに）
巨大な体と長い手を持つ妖怪。高松から丸亀に続く湾で手を洗っている。
劇場版『日本爆裂!!』では妖怪四十七士の香川県代表として覚醒する。巨体を活かした怪力が武器。

### アニメ第4作初出
蛟（みずち）
アニメ第4作14話「蜃気楼海竜みずち」に登場。蓬莱島の「迷いの森」に住んでいる巨大な海竜の姿をした妖怪。蓬莱島は、本当の島ではなく蛟の吐き出す息で生み出された蜃気楼で、額の「逆さ鱗」で封印されている間は、ピンク色の息を吐き蜃気楼の蓬莱島を作り出す良い海竜だが、逆さ鱗を外されると暴れ出す。

くびれ鬼
声 - 鈴木れい子、江川央生（第4作）、岩田光央（第5作）、くじら（第6作）
幽霊のように足が無い身体に巨大な顔がついた姿をしており、伝承では通行人に取り憑いて首を吊れと迫るとされる。
初登場はアニメ第4作19話。現世で疲れた人間を黄泉の世界に連れ込み、その者の魂を徐々に奪い、最期には死に至らしめる凶悪な妖怪。黄泉の世界では無敵を誇る。
第5作62話では、疲れた人間の気配をかぎつけてはその者が「死にたい」と呟いた途端に自分の世界に引き込む。
第6作では25話に登場。自殺した人間が妖怪になった。一種の憑き物のような存在で、取り憑かれた人間は最後には首を吊らされ殺される。現代では不幸の手紙と似た性質の「呪いのアプリ」を媒介に、大量の人間に一度に取り憑いていた。

オバリヨン
声 - 高戸靖広
伝承では、新潟県三条市に伝わる夜中に歩いていると背中におぶさってくる妖怪。
アニメ第4作59話に登場。黄緑色の丸い体に手足と目が付いた姿の常に宙に浮いている無害な妖怪。時間を超える能力を持つ。人間に伝えたいことがあるときは手招きをする。

納戸婆
声 - 上村典子
納戸に住み着く老婆の妖怪。大きな口と長い髪を持つ。第4作87話にて倉ぼっこの仲間の妖怪として登場。

クネユスリ
その名の通りクネ（生垣）を揺する妖怪。髪を逆立てた小柄な子供の姿をしている。
第4作では倉ぼっこの仲間、第5作では妖怪運動会の障害物役として登場。

瀬戸大将（せとたいしょう）
多数の瀬戸物が集まり、武者の姿を為した付喪神。
アニメ第4作101話で一刻堂が使う式神として初登場。ぬりかべを押し倒すほどの怪力の持ち主で、撥を武器にして戦う。幻影であるためダメージは受けない。
松本しげのぶ版第9話では、ゆうたが愛用した茶碗がひび割れ捨てられた後、塵塚怪王によって付喪神化した。ゆうたを守るために、甲冑と矛の姿になって鬼太郎に装備させる。

鬼髪（きはつ）
声 - 江森浩子
人間の女性の怨念が、その髪に宿って生まれた妖怪。
初登場はアニメ第4作112話。300年前に人間を手当たり次第に襲い、他の髪の毛妖怪からも危険視されて黒髪切によって人形に封じられ、髪の大社に奉納されていた。ねずみ男が人形を盗んだことで復活し、再び人間を襲い始める。
第5作では37話に登場。貧しさゆえに髪を売った女性の「怨み」から生まれた黒鬼髪（くろきはつ）と、「悲しみ」から生まれた白鬼髪（しろきはつ）が登場。2体は姉妹のような一対の関係で、白鬼髪は普段は髪の長い美女の姿をしており、黒鬼髪は一房の髪の毛の状態で黒髪神社に御神体として奉納されていた。黒鬼髪は願いが叶う御利益があると信じた女性が盗み出したことによって彼女に取り憑く形で復活し、次々に美しい黒髪を持つ女性を襲って髪を切る事件を起こす。

如意自在（にょいじざい）
声 - 田中亮一
三眼の如意のような顔の妖怪。笠をかぶっている。アニメ第4作113話ではぬらりひょんに雇われた「三匹の刺客」の1名。同族の「みさこ」という妻と「ゆうた」という息子がいる。普段はゴルフ場でゴルフボールを盗んでいる。伸縮自在な腕を持つ。

### アニメ第5作初出
沼御前（ぬまごぜん）
声 - 葛城七穂（第5作）、今野宏美（第6作）
伝承では美女に化けて人を襲うとされる大蛇の妖怪。
アニメ第5作5話に登場。上半身は美女だが、下半身は三つ目の四匹の大蛇という姿をしている。住処にしていた沼に映画の撮影所が築かれ、さらにそこで撮影する映画「クメール遺跡の亡霊」の内容が夫を亡くした自分の身の上と偶然重なったために呼び起こされて出現し、撮影所の人々を襲い食い殺していた。40年前に現れた際に鬼太郎に退治されたが、完全に倒されることはなく、映画がリメイクされるたびに出現する。
第6作では39話に登場。普段は赤い衣を着た和風美女だが、本来の姿は黒髪が生えた巨大な白蛇。ねずみ男が立ち上げた妖怪と人間のマッチングサイトを利用して人間の男性を誑かし餌食にしようと目論む。

加牟波理入道（かんばりにゅうどう）
声 - 今川柊希（第6作）
日本全国の古いトイレに住む、妖怪というよりトイレの守り神に近い存在。アニメ第5作9話と第6作7話では幽霊電車作戦に協力する。

タンコロリン
声 - 今川柊希（第6作）
樹に残された柿の実が変化した巨大な人面の柿の実の姿をした妖怪。
アニメでは第5作85話に登場。柿の守護神のように描かれ、冒頭で柿農家が感謝を込めて収穫する所を笑顔で眺めている。ねずみ男に目をつけられて妖怪城に取り込まれるが、鬼太郎に力を貸すべく妖怪四十七士の宮城県代表として覚醒する。

うわん
声 - 遠近孝一（第5作）
アニメ第5作20話に大柄で長い腕の人型の妖怪として登場。悪戯好きで人気のない古い屋敷などに住みついてそこにやって来る人間を「うわん」という大きな声で脅かす。温厚な性格で人に危害を加えたりはしない。一度でも人間に見られたら永遠の闇に封じられる定めを持っており、常に声だけで姿を決して見せることはない。ライターの蛭田（ひるた）がインチキで雑誌に載せた幽霊スポットに、人間が訪れるようになったことが原因で現れた黒坊主から人間を守るために、訪れた人間を脅かして追い返していた。

狂骨（きょうこつ）
声 - 麻生智久（第5作）
初登場はアニメ第5作29話。周囲の人間を襲い、自身の邪魔をする相手にも容赦なく攻撃するという残忍な性格。髪の毛針やリモコン下駄程度の攻撃なら簡単に再生し、さらに死人の魂の集合体であるため、チャンチャンコをもすり抜ける。観光地の古井戸で眠っていたが、小学校の修学旅行で訪れた生徒の一人による悪戯が原因で復活する。いろはの順番に準えて生徒達を次々に襲う。

舞首（まいくび）
声 - 増谷康紀（火首）、川津泰彦（風首）、服巻浩司（雷首）
伝承では喧嘩の末に首を斬り合った3人が、首だけになっても海上で争い続けているという妖怪。
初登場はアニメ第5作41話。巨大な3つの人間の首が集まって出来た妖怪で、それぞれの首が火首、風首、雷首と呼ばれ、口から吐く炎、風、雷を自在に操り、天変地異をも巻き起こすほどの力を持つ。元々はとても仲の悪い三人組の首から生まれた妖怪のため常に喧嘩しており、通常は三つの首が協力し合う事はないが、愛する二人のリズムでのみコントロールが可能になる。洞窟の奥底に睡眠状態で封印されていたが、骨女がねずみ男と協力して人間の魂を百人分食べさせることで復活する。

古椿（ふるつばき）
声 - 三田ゆう子（第5作）
伝承ではツバキの樹の妖怪。
初登場はアニメ第5作45話。100年に一度目覚めるという妖木で、人間の女性に化けた分身の花たちに人間たちを誘惑させ、催眠状態で異空間にいる自らのもとへ連れてこさせ、虫に変えて食べてエネルギーとすることで長寿を保ってきた。現代では、花たちはメイド喫茶の店員の姿を取って客を惑わす。
蕾（つぼみ）
声 - 中原麻衣
第5作45話に登場。古椿の花から生まれた分身の一体。表の顔はメイド喫茶の店員の一人で、獲物である人間たちを誘惑して古椿のもとへ送り届けるのが使命だが、他の花と違って心優しい性格のため、客として来た男性をいつも帰してしまい、仲間たちから「落ちこぼれ」と罵られていた。

七人ミサキ（しちにんミサキ）
アニメ第5作49話に初登場。七人がそれぞれ漢数字の書かれた札を身に付けている。
結束が強く常に七人で行動し、一人がやられてもすぐに復活するので、倒すには七人同時に倒さねばならない。新しい仲間を引き入れると一番古いミサキがあの世に行き、新入りに七の札が付き他の六人は札の数字が1つずつ減る。本人達曰く半分死んだ状態でこの世に留まっている。新しく七人を仲間にすることによって全員であの世に行こうと企む。

赤えい（あかえい）
声 - 西原久美子（第5作）
アニメ第5作51話に登場。島と勘違いしてしまうほどの巨大なエイの妖怪。作中に登場したのは子供だが圧倒的な巨体を持っている。海底で永い間静かに眠っていたが、自身の周りの海を人間の突貫工事で埋め立てられ、さらにその上にショッピングモールを建てられたことで完全に身動きができなくなっていた。

オソレ
声 - 鈴木清信
アニメ第5作54話に初登場。恐山にある妖怪大病院にいる凄腕の妖怪医者で、4眼に大きな2本角、ウナギのような尾を持つ老人の姿をしている。
第6作では顔をマスクで隠した妖怪医師が登場した。

鵺（ぬえ）
声 - 野田圭一（第5作）、辻親八（第6作）
かつて平家物語で京都の御所に黒雲を纏って現れた、猿の頭、虎の手足、狸の胴体、蛇の尾という姿をした妖怪。
アニメ第5作57話で初登場。数多の妖怪からもその存在を知られ、時代と共に恐怖や尊敬の対象とされてきた京の大妖怪。後世では、伝説として広く知られるキメラ型の姿で言い伝えられてきたが、実際は黒雲に身を包み目が緑に輝く麒麟や龍馬のような姿を持ち、独特の鳴き声が特徴。化け灯籠の策略によって捕らえられて妖力を奪われたが、残りの妖力を振り絞って鬼太郎を千二百年前の平安京に召喚する。
第6作では大逆の四将の一体として登場する。高い戦闘力を誇り、悪知恵にも長けている。一方で電撃や、かつて自身を倒した霊弓・雷上動の弦の音が弱点。千年前に源頼政と鬼道衆の先祖たちによって倒され地獄に封じられていた。ぬらりひょんの手によって脱獄した後は、千年前からの悲願だった都の征服を果たすべく東京で暗躍し、音響兵器のような鳴き声を放って多くの人間を気絶させ、僕として従える大量のトラツグミ達に人間の生気を吸い集めさせて力を蓄え巨大化を遂げる。

羅城門の鬼（らしょうもんのおに）
声 - 平井啓二
アニメ第5作57話に登場。千二百年前の平安京にて、化け灯籠に操られた陰陽師たちによる妖怪狩りから他の妖怪や付喪神などを匿っていた。

化け灯籠（ばけどうろう）
声 - 大友龍三郎（第5作）
アニメ第5作57話に登場。灯篭の支柱の両側に火が灯り火袋に一つ目があるという姿をしている。雷撃を自在に操るほか、人間に化ける、妖怪を封じ込める封印術、陰陽師を利用した式神の行使、大規模な人間操作術など幅広い能力を持つ。千二百年前の平安京を支配し、鵺を策略に嵌めて妖力を奪って封じ込め、鵺の悪評を当時と後世の人間・妖怪共々に広めさせた。

樹木子（じゅぼっこ）
声 - 宝亀克寿（第5作）
アニメ第5作67話に登場。人間を襲って血を吸う木の妖怪。普段は葉を生やして普通の木に擬態しているが、獲物を襲う際には不気味な笑い声を発する口が幹にある枯れ木のような正体を現し、吸血すると体が赤く染まる。また、自分の実を食べた者を狙って吸血する習性があり、地上や地中を移動して執拗に追跡する。

いやけ虫（いやけむし）
アニメ第5作69話に登場。黒子くらいの小さな虫で、やる気のある者を見つけると、触手を伸ばして取り憑き、やる気を奪う。

ヒダル神（ヒダルがみ）
声 - 島田敏、高塚正也、沼田祐介（第5作）
アニメ第5作78話に登場。山道で行き会った者を極度の空腹で動けなくしてしまう妖怪。空腹で行き倒れた人々の霊が正体であるとされる。
リーダー格は錫杖を所持しており、「だるい、ひもじい、ひだるい」と唱えながら、食べ物を粗末にした者を新たなヒダル神に変え仲間に加える妖力を持つ。完全に空腹で動けなくなる前に、掌に「米」と書くか、食べ物を口にすることで防ぐことができる。また、耳栓等で呪文を防ぐのも有効。食べ物を平気で粗末にする人々や現代社会を知って怒りを募らせ、次々に仲間を増やして日本中に被害を拡大させようとする。

槌の子（つちのこ）
アニメ第5作79話で初登場。巨大な1つ目を持つ体毛が生えた大蛇の妖怪。一般に人間たちが知っている「ツチノコ」の姿は目玉おやじ曰く、獲物を飲み込んで間もない蛇を誤認したものであり、妖怪の「槌の子」が「ツチノコ」の元になっている。鉄球のように固い頭部で地中を掘り進んで移動し、全身には強力な猛毒を持つ。本来は火を弱点としていたが、耐性を身に付けている。

いそがし
声 - 山口勝平（第5作）、利根健太朗（第6作）
アニメ第5作89話に登場。一つ目で顔の横に鼻があり常に舌を出した、肌の赤い小柄な妖怪。人間の忙しオーラが好きで、赤い輪のような物を人の頭に巻き付け、それによって人が忙しくなり興奮する様を楽しんでいる。しかし、忙しオーラを出し続けると、人間は我を忘れて命を削ることになり、完全に出し尽くすといそがしの言いなりになる。
第6作では9話に登場。人間に憑依して無駄にやる気を出させる妖怪。鼻は中央にあり肌は青い。何もしなくても人間が忙しくしている現代に自分は必要ないと嘆き、酒浸りの生活を送っていた。河童の騒動で尻子玉を抜かれて腑抜けになった鬼太郎に憑依し、やる気を出させる。

一つ目小僧（ひとつめこぞう）
声 - 三木眞一郎（第5作）、れいみ（第6作）
一つ目と長い舌を出した大きな口が特徴の妖怪。
貸本「ボクは新入生」では、ブリガドーンに住む幼い「一つ目ちゃん」が登場している。『国盗り物語』ではぬらりひょんの部下「一つ目部隊」が凶王戦に参戦する。
アニメ第5作では91話に登場。古くから東京（江戸）の町で人々を驚かしてきた妖怪で、そんな日々を送る内に人間や人間の仕事に興味を持ち、いつしか完全に人間の社会で暮らすようになった。筆で書いた文字を実体化させる能力を持ち、生活空間に「信」の文字の術をかけて妖怪を知らない人間から自分が人間に見えるようにしている。現在は「一つ橋」と名乗り、とあるハイテク企業に勤める。劇場版『日本爆裂!!』では妖怪四十七士の東京都代表として覚醒する。
第6作では42話に登場。呼子の友人のおとなしい妖怪。
松本しげのぶ版では鬼太郎の仲間として頻繁に登場する。

経凛々（きょうりんりん）
声 - 佐藤正治（第5作）
アニメ第5作91話に登場。経典で出来た竜のような姿を持つ。体の表面には、取り込んだ人々の顔が蠢き、一つ目小僧の文字の具現化能力を弾く強さを持つ。元来、経典より生まれた存在だが、経文が不完全な状態で不適当に復元されたために、己の姿を完全にすべく人間を取り込んで行動していた。一つ目小僧が働いていた会社のコンピューターに解析対象の資料として潜伏し、経文字で人間を操って騒動を引き起こす。

文車妖妃（ふぐるまようび）
声 - 松井菜桜子（第5作）/ 演 - 中川翔子（千年呪い歌）
文車の付喪神である女妖怪。
アニメ第5作98話に登場。本来は幼女の姿だが、退屈すると老いる。子供達がコンピュータゲームに興じて本を読まなくなったことを不満に思い、人気ゲームソフトに乗り移って「フグル姫」と「魔女マヨウ」の二役を演じて子供達をソフト中の世界に引き込む。

亀姫（かめひめ）
声 - 井上喜久子（第5作）
福島県の猪苗代城の主である強力な女妖怪。金髪に厚化粧を施した派手な雰囲気の美女の姿をしている。
アニメ第5作99話に登場。圧倒的な妖力を持つ。式神の侍女を多数従え、自分の城に番犬としてケルベロスを飼っている。長壁姫と二百年おきに派手な妖術を競い合う「雅（みやび）比べ」を行っている。妖怪四十七士の福島県代表に覚醒する。
四十七士では唯一途中でデザインが変更されたキャラクターであり、四十七士が公開された時は緑の髪の熟女の姿だったが、本編に登場した時は現在のデザインで登場した（ただし、本編に先駆けて公開された劇場版『日本爆裂!!』では変更前のデザインで登場している）。

長壁姫（おさかべひめ）
声 - 勝生真沙子（第5作）
兵庫県の姫路城の主である強力な女妖怪。紫の髪に赤い目を持ち、白塗りを施した熟女の姿をしている。
アニメ第5作99話で亀姫と共に登場。亀姫同様に非常に強力な力を持つ。妖怪四十七士の兵庫県代表に覚醒する。

かぶきり小僧
ムジナが幼い少年に化けた妖怪。劇場版『日本爆裂!!』で妖怪四十七士の千葉県代表として覚醒する。

みかり婆
黒い顔をした中年女性のような妖怪。劇場版『日本爆裂!!』で妖怪四十七士の神奈川県代表として覚醒する。

若狭の人魚（わかさのにんぎょ）
若狭の海に現れるという人魚で、その肉を食べると不老不死になるという。西洋の人魚とは異なり、いわゆる人面魚である。劇場版『日本爆裂!!』で妖怪四十七士の福井県代表として覚醒する。

松の精霊
松の化身といわれる妖怪。暗そうな顔をした双子のような風貌をしている。劇場版『日本爆裂!!』で妖怪四十七士の愛知県代表として覚醒する。

一目連
半透明な球体の体と一つ目が特徴の妖怪。風の神・鍛冶の神ともいわれている。超突風が武器。劇場版『日本爆裂!!』で妖怪四十七士の三重県代表として覚醒する。

次第高
巨大な妖怪。見上げれば見上げるほど、次第に背が高くなっていき、逆に見下ろすと背が低くなる。劇場版『日本爆裂!!』で妖怪四十七士の山口県代表として覚醒する。

ヤンボシ
夜の山道に現れる妖怪。上半身は鳥のような外見をしており、下半身は雲に覆われている。劇場版『日本爆裂!!』で妖怪四十七士の宮崎県代表として覚醒する。

### アニメ第6作初出
第6作準拠の小説に登場する者もここで扱う。
名無し（ななし）
声 - 銀河万丈
第6作の1話から49話まで黒幕として登場。名前は無く、常に老人の様な仮面をかぶっており、能楽（謡）のような台詞回しで不気味な雰囲気を漂わす。通常は黒い鍔広帽とローブを身にまとった黒ずくめ形態だが、姿を人間や妖怪など自在に変えることができるほか、様々な能力を持つ。
犬山まなを「虚ろな器」として自身の目的のために執拗につけ狙い、この世の憎悪を巧みに利用して妖怪の関わる事件を起こしていく。数々の事件の裏で暗躍する中で、発生した大量の悪意を五行思想に基づいた「木・火・土・金・水」の五文字の呪いとして一文字ずつまなに刻んでいた。
正体は、大昔にまなの先祖の親族だった人間の女性・ふくと鬼の男性が結ばれるという禁忌を犯したことにより処刑され、生まれる前にこの世を去った半妖怪の赤ん坊の魂が実体化した存在。仮面と黒衣に隠れた本体は紫色の人魂に小さい眼と手がついた赤ん坊のような形態をしており、「名無し」という呼び名も名付けられぬままこの世を去ったことの所以である。その出自ゆえに人間と妖怪の双方の世界を憎悪し、この世の全てを虚無に包み込むことを目的とするようになった。ふくの子孫であるまなが妖怪と接触し、拝み屋の血筋の「依代」の能力を発揮し始めたことを見計らって本格的な行動を起こす。「器」として完成させたまなを吸収して巨大な胎児型の怪物虚無に変貌し、人間と妖怪を滅ぼそうとする。

水妖怪
声 - 落合福嗣
第4話に登場。ゲゲゲの森のおどろが沼に住む妖怪。全身が水で出来ており、両手のカギ爪が特徴。アニメ第4作ではOPに登場している。
元は『悪魔くん』の実写ドラマ版に登場した妖怪である。

七不思議の妖怪たち
第10話に登場。全員まなの学校に住んでいる。ここでは上述の鬼太郎の仲間（花子さん、二宮金次郎像）以外の者たちを挙げる。
ヨースケくん
声 - 菅沼久義
第10話に登場。横浜市周辺の都市伝説を発祥とする妖怪。作中では、まなの学校の七不思議の1つ「2階男子トイレのヨースケくん」として登場する。端整な顔立ちだが己惚れたストーカー気質の持ち主で、困っていたところを花子に助けられて以来、彼女に執着していた。花子に逃げられたことを、自分と花子の仲を引き裂く何者かの仕業と勘違いし、他の七不思議の妖怪を体育館に拉致監禁する。
美術室のデッサン像
たまに血の涙を流すと言われている。
人体模型
たまに笑っていると言われている。
人面犬
その名の通り、ヒゲを生やした人間の顔を持つ犬の妖怪。渡り廊下に住み着いていると言われている。
ベートーヴェンの肖像画
描かれたベートーヴェンの姿がたまに肖像画から出てきて、ピアノを弾いていると言われている。

濡れ女（ぬれおんな）
声 - 庄司宇芽香 / 演 - 余貴美子（魔笛エロイムエッサイム）、寺島しのぶ（千年呪い歌）
長い髪と蛇の体を持つ女妖怪。鬼太郎たちと共に温泉に入っていた。

夢繰りの鈴の少女（ゆめくりのすずのしょうじょ）
声 - かないみか
第14話に登場。大昔に洪水を鎮めるべく川の神に生け贄として捧げられた人間の少女の霊で、赤い着物を着ている。首にぶら下げている鈴は、元はまくら返しが使用していた「夢繰りの鈴」で、彼を懲らしめた高僧により「少しでも良い夢が見られるように」との思いからつけられたものだが、その鈴の作用で夢の世界では無敵状態となっている。現実に疲れ果てた大人たちを夢の世界に誘い込み、子供の姿に変えて閉じ込めていた。

一つ目坊（ひとつめぼう）
声 - 新井良平
第50話で初登場。一つ目の白い体の坊主頭で下半身が幽霊のような姿をした妖怪。その目は遠くを見通し壁を透かして物を見ることができる。鏡爺からの依頼で共に大逆の四将の行方を探していたが、石動零によって殺され、魂を取り込まれた。

人面樹（じんめんじゅ）
声 - 池水通洋
第66話に登場。顔のついた大木の妖怪。200年に一度現れる隠れ里の守り人であり、遥か昔からその呼び声で多くの子供たちを隠れ里に呼び寄せていた。

縄文人 （じょうもんじん）
声 - 稲田徹
第67話に登場。本来は鬼太郎の登場しない短編『カモイ伝』に登場する。青石山脈の日々利岳の奥地で原始的な生活を営んでいた大男。れっきとした人間で、目玉おやじも認める正真正銘の「縄文人」。巨大な棍棒を携えている。ひっそりと暮らしていたが、金儲けを企むねずみ男によって都会に連れ出され、SNS映えの道具に利用される。

七人同行（しちにんどうぎょう）
声 - 高塚正也（リーダー）、坂田将吾、草野太一、浅野良介、田邊幸輔
第85話に登場。黒いフードを着た7人の妖怪。目玉おやじによると、普段は山に住んでいる。手の平からビームを発射することができる。ぬらりひょんの命令で「ダイダラ教団」に扮し、ダイダラボッチを復活させる。

古籠火（ころうび）
声 - 塩屋浩三
第88話に登場。灯篭に宿る火の妖怪。下半身の無い屈強な獣人のような姿をしており、怒ると火を噴きかけてくる。火の妖怪である故に水が弱点で、かけられると体が縮んで弱体化してしまう。ビビビハウスに参加していたリカコとミッキーの不注意で宿っている灯篭を崩されて怒り、暴走する。

ひと うお子
声 - 早見沙織
第90話に登場。人魚のリーダー格で他にいた人魚と比べてより人型に近い。「べっぴんビーム」を使う。かつて「ひとごころあればうおごころあり」のユニットを結成したが、さざえ鬼によって事務所と子供を奪われてしまい、鬼太郎に助けを求める。

貝稚児（かいちご）
『蒼の刻』収録の小説「貝稚児」に登場。

赤悪鬼（あかあっき）
『蒼の刻』収録の小説「ぬりかべ」に登場。鬼族の中でも災厄を起こし人を食う凶悪な部類。

黒悪鬼（くろあっき）
小説「ぬりかべ」に登場。赤悪鬼の兄で最強クラスの悪鬼。

猿鬼（さるおに）
『朱の音』収録の小説「ねずみ男ハードボイルド」に登場。凶暴な大猿。高い知力と戦闘力を兼ね備え、池袋で裏組織・猿鬼組を仕切る。

レン
小説「ねずみ男ハードボイルド」に登場するムジナで、鵺の影武者とは別。戦闘力や人望には乏しいが知略と変化術に長け、裏組織・猿鬼組のNo.2を務める。

犬神（いぬがみ）
本来は呪術において使役される犬の怨霊だが、妖怪画などでは獣人のようにも描かれる。
小説「ねずみ男ハードボイルド」に登場。作中時期（2019年11月末）の2年前までねずみ男と組んでいた。戦闘力は高いが頭が悪い上に些細なことで見境が無くなる。

マチコミ
『朱の音』収録の小説「怪物マチコミ」（原作は鬼太郎の登場しない同名の短編作品）に登場。作家にとりつき不眠不休で働かせ脱け殻にする妖怪。

### 松本しげのぶ版初出
かくればばあ
第7話に登場。子供を連れ去る妖怪。姿や妖気を隠すことに長けている。つきみ山で危険な夕方に遊ぶ子供たちを保護するつもりで子供を連れ去っていた。

ペロリ太郎（ペロリたろう）
第8話に登場。太った男児の姿の妖怪。大食が過ぎて親に捨てられ妖怪化したとされる。鬼太郎の知り合いで臆病だが、狙った人間を必ず食うとされ、逃れるには満腹にさせるしかないという。ゆうたを狙うが、懸命におにぎりを作って食べさせてくれた彼に友情を感じるようになる。

鬼一口（おにひとくち）
第8話に登場。人間を一口で食い殺す鬼。一つ目で肌が黒い頭部だけの姿をしている。ゆうたの学校の給食を盗み食いした上に、鬼太郎の腕や児童も食う。

塵塚怪王（ちりづかかいおう）
第9話に登場。鬼のような姿の妖怪。最近の人間が物をすぐ捨てることに怒り、多数のゴミを付喪神化して復讐しようとする。

カゲワニ
第10話に登場。人間の影を食い絶命させるという怪魚。自身も影であり、胴や尾は伝承同様サメ（古くはワニと呼ばれた）に似るが頭部や前足は爬虫類のワニに似る。影踏み鬼の要領で、他の影に入っている者の影は食うことができず、また武器の影による攻撃は通じる。海岸の塚に封じられていたが、何者かに封印石を壊されて復活し、海水浴客の影を食い昏睡状態に陥れる。

## 外国妖怪
日本国外の妖怪。世界中の妖怪に共通の言語「妖怪語」が存在し、妖怪同士なら相手国の（人間も使う）言語が未習得でも会話が可能。

### 西洋妖怪
ヨーロッパやアングロアメリカ（ラテンアメリカや中東が含まれることもある）出身とされる妖怪達。
バックベアード
声 - 富田耕吉（第1作）、柴田秀勝（第3作、第5作）、佐藤正治（第4作）、田中秀幸（第6作）、小林清志（異聞妖怪奇譚）

#### 吸血鬼関連
ドラキュラを筆頭格に様々なタイプの吸血妖怪が世界中に存在する。
ドラキュラ四世
声 - 大友龍三郎（墓場鬼太郎）

ドラキュラ
声 - 杉浦宏策（第1作）、村越伊知郎、銀河万丈（第3作）、小西克幸（第5作）、大塚明夫（異聞妖怪奇譚）
著名なルーマニアの吸血鬼。西洋妖怪や吸血妖怪を率いて鬼太郎に幾度も挑戦する古参の宿敵。黒いスーツにマント、シルクハットといった西洋の紳士の容姿で登場することが多い。バックベアードに次ぐ首領的な存在として登場することも多く、ベアードと対等の立場の「ドラキュラ」も存在する。
「血戦小笠原」（アニメ第1作52話「吸血妖怪団」など）では妖怪医学の権威であるドラキュラ博士が登場し、原作『鬼太郎の世界お化け旅行』シリーズでは世界中の妖怪を束ねるドラキュラ親分として登場する。『異聞妖怪奇譚』では妖怪医という側面も持ち合わせている。
『蒼の刻』に収録されたアニメ第6作準拠の小説「ぬりかべ」では、遥か昔にバックベアードの配下として存在していたことになっている。
『妖怪千物語』では、西洋妖怪軍団の幹部級の妖怪として登場。実力は高いが、夜しか活動できない。

吸血鬼
声 - 塩沢兼人（第4作）

初代ドラキュラ伯爵
声 - 井上倫宏
アニメ第5作の68話に登場。ドラキュラ一族の始祖である、長い白髪と口髭を蓄えた老年の吸血鬼。西洋妖怪軍団の最高幹部であり、首領であるバックベアードとは親友同士の関係でもある。ベアードの頼みを受けて数十年前から地獄に潜入し、本物の宋帝王を血の池地獄の底に封じ込め、自身が宋帝王に化けて成り代わっていた。長年に渡って血の池地獄の力を吸収し続けた事で無限の超回復力を得ている。療養中のベアードに代わって西洋妖怪による地獄総攻撃作戦の指揮を取る。
ドラキュラ二世
声 - 小西克幸
アニメ第5作に登場する初代ドラキュラ伯爵の息子。12年前に鬼界ヶ島争奪戦で鬼太郎たちと戦い、地獄への総攻撃作戦では再び鬼太郎達の前に立ち塞がる。劇場版『日本爆裂!!』では息子の三世と共に、ルーマニア代表として悪者妖怪サミットに参加する。
ドラキュラ三世
声 - 小西克幸
アニメ第5作に登場。ドラキュラ二世の息子で、西洋妖怪の若手チーム・ヤングジェネレーションズの一人。美男子だが、美女を見ると見境無く血を吸おうとする悪癖があり、女性妖怪からはバカにされている。祖父の初代ドラキュラ伯爵には敬意を抱いており、祖父に近づくために父に剣術の稽古をつけてもらう。

カミーラ
声 - 井澤詩織
アニメ第6作27話終盤から登場。バックベアード直属の西洋妖怪三人衆の一人。容姿端麗な美女だが、吸血する際や本性を現した時などには、牙を剥きだした恐ろしい形相に変貌し、鎌の刃の如く十指の爪を伸ばすことも可能になる。吸血した相手を吸血鬼にし、自分の奴隷にする能力を持ち、世界各地の女性に吸血して吸血鬼軍団を組織している。多数のコウモリに分身する能力も持つ。

吸血鬼エリート / 吸血鬼ジョニー
声 - 杉浦宏策（第1作）、佐野史郎（第4作）、石田太郎（第5作）、中尾隆聖（第6作）、江原正士（墓場鬼太郎）、八代駿（異聞妖怪奇譚）/ 演 - 佐渡稔（月曜ドラマランド版）
貸本時代に執筆された「霧の中のジョニー」（兎月書房・1962年）に登場する吸血鬼が、『週刊少年マガジン』連載時に改作された「吸血鬼エリート」に登場。後年に刊行された同作品のノベライズではエリートの名はチャランポランに変更された。アニメ第5作と第6作では貸本同様「ジョニー」を本名とする。
ギターの音色で対象者を操る催眠術を武器とする。大きな口に鋭い歯が並ぶ他は、普通の人間と変わらない風貌をしているが、その正体は巨大な吸血コウモリで、部下として何万もの吸血コウモリを率いる。150年以上前から霧が岳山中の館を別荘とし、美女の血を求めて世界中を旅行していた。帰国後、日本中の有名人の血を吸うことを企む。
実写の月曜ドラマランド版ではドラキュラに似た容姿で登場。ぬらりひょんの配下として悪事を働く。
アニメ第4作57話では、吸血妖怪が崇めるチースッターの神との契約によって命を自在に操る超エリート吸血鬼となり、妹コウモリのティナを自分と同じエリート吸血鬼にしようとする。
第5作54話では、同じ西洋の吸血鬼からも恐れられている強豪妖怪。自身の名声を高めるために鬼太郎を倒すことを目論む。
第6作では56話に登場。世界を渡りながら将来有望な少年を操り各界へ送り込むことで、千年前より世界を裏から支配してきた吸血鬼。実はフランスのとある吸血鬼の下僕コウモリが進化した存在であり、高位の吸血鬼から地位を奪取することで成り上がってきた。現在は名門私立校の学園長として日本に潜伏しており、自身の計画に邪魔な鬼太郎を排除しようとする。

ラ・セーヌ
声 - 内海賢二（第1作）、飛田展男（第6作）、大塚芳忠（異聞妖怪奇譚）
日本人の血を吸うためにフランスから来た吸血鬼。ラ＝セーヌとも表記される。
初登場はマガジン版第1話「手」とアニメ化第1作4話。紳士然とした容姿で、パリでは社交界などに出没して美女を襲っていた。人間が気付かぬ間に吸血を行う高度な吸血術を身につけている。用心棒として人間の殺し屋ザ・マンモスを引き連れている。日本でも女性を襲おうと目論む。
新編の原作「吸血鬼ラ・セーヌ」では、秘密兵器のシルクハット型の超音波瞬間移動装置を頭にかぶっている。また、巨大なコウモリに変身できる。千人の美女の生き血を吸ってさらに千年の生を得ようと企む。
第6作では57話に登場。金髪を逆立てた小柄な少年の姿をしている。バックベアード復活に必要な人間の生き血を集めるために、人間の召使いであるマンモスを引き連れて来日し、日本で吸血事件を起こしていた。

キーエフ
『鬼太郎の世界おばけ旅行』に登場。孤島で暮らす父の老科学者によって蘇生した一人娘が吸血鬼になった。老科学者が持つ笛の音に操られており、念じながら笛を吹くことで特定の人物を襲う。

吸血鬼（下級）
原作の「妖怪大戦争」とアニメ第1作でのドラキュラの部下で、西洋妖怪軍団の兵士。ザンバラ髪でローブを纏っている。集団で襲い掛かり、相手の血を吸い尽くす。児童小説『水木しげるのお化け教室』では海ゆうれいと呼称される。

吸血こうもり
西洋吸血鬼の部下として多数登場する。
貸本「霧の中のジョニー」にて初登場。ジョニーの館に近付く人間を餌食にして髑髏の道路を成し、多数でジョニーを運ぶこともできる。「ダイダラボッチ」「吸血鬼ラ・セーヌ」では日本にも生息する。「閻魔危うし！白骨軍団」では牙に強い麻痺毒を持つ。『妖怪千物語』の西洋妖怪編では破壊音波を放つ。
第5作では32,33話でドラキュラ三世の部下として参戦する。

#### 魔女関連
本作では単体のみならず魔女の軍団やいくつかの種族も存在する。
魔女
声 - 坪井章子（第1作・第2作）、三輪勝恵（第3作）、佳友七絵、クロ（第4作）、上村典子（第5作）、中友子（第5作第68話のみ）、小宮和枝（異聞妖怪奇譚）
西洋妖怪軍団の一員。箒に乗って空を飛ぶ三角帽を被った鉤鼻の老婆という姿。
原作「妖怪大戦争」では、空飛ぶ箒を自在に操る。「妖怪ラリー」ではフランス代表として出場。そのアニメ第3作では事故にあった自分と狼男を救った鬼太郎と和解する。
第4作劇場版『妖怪特急! まぼろしの汽車』にも登場。
第5作では魔女ザンビアの祖母である先代魔女として登場。アマミ一族カイを襲った際に鬼太郎に敗れて負傷し、一時前線から退くが、地獄への総攻撃作戦の際に復帰する。劇場版『日本爆裂!!』ではザンビアと共にフランス代表として悪者妖怪サミットに参加する。第5作ではザンビアの他にも、バックベアードの世話係を務める美人魔女軍団という三人の若い魔女達が68話で登場する。
第6作準拠の小説「ぬりかべ」では、遥か昔に老婆の魔女がバックベアードの配下に存在していたことが語られている。
原作「魔女人形」（アニメ化第1作18話）では、魔王の命令で日本の少女たちを魔女にするために来日する。
原作およびアニメ第2作「死神」では、死神と組んで鬼太郎の母に化けた魔女が登場。鬼太郎を亡き者にしようとする。アニメ第3作では母親を演じるうちに愛情が芽生え、苦しむ鬼太郎を助けるために毒を吸い取り身代りになる。
ザンビア
声 - 野中藍
アニメ第5作に登場。西洋妖怪のヤングジェネレーションズの一人。西洋妖怪幹部では一番の若手で、バックベアードに恋愛感情を持っている。紫色の髪に赤い帽子と赤い服が特徴の魔女見習い。

ロンロン
声 - 麻生美代子（異聞妖怪奇譚）、高島雅羅（異聞妖怪奇譚で一時的に若返り時）
初登場は原作「魔女ロンロン」。1980年代当時の好景気に便乗して金儲けしようと来日し、人間や妖怪の複製人形を操って窃盗をさせ、本物に罪を被せる悪事を働く。
『妖怪千物語』では、目玉親父の影になっていた頭部を除き、ベアードの光線によって不死身の力を得る。西洋妖怪軍最終兵器の生贄として子供達をさらう。
『異聞妖怪奇譚』では魔女軍団のリーダー格。一時的に若返ったことがある。

グルマルキン
声 - 伊倉一恵
アニメ第4作に登場。ベアード配下の四天王の一人。双尾の猫に化けたり、箒に付いた笛でゴーレムを操ったりすることができる。

#### 狼男関連
狼男
声 - 北川国彦（第1作）、大竹宏（第3作）、島田敏（第4作）、高戸靖広（第5作）、石井康嗣（異聞妖怪奇譚）
伝承では人と狼の姿を使い分けるが、本作では背広を着た半人半狼の姿で固定されている事が多い。
「妖怪大戦争」では人食いおおかみと呼ばれ、地獄編では吸血鬼の一種とされる。原作『鬼太郎の世界お化け旅行』シリーズではルーマニアに住み、宝石が好きで薬の知識がある。
『妖怪千物語』では敏捷性に優れ、人間の姿を取っての騙し討ちを得意とする。満月の下では不死身だが、弱点は銀の武器。
アニメ第4作の劇場版『妖怪特急! まぼろしの汽車』にも登場。第4作「激突!妖怪ラリー」に登場するものは満月を見ることでさらに狼形態が変化する。
第5作では狼男ワイルドの父である先代狼男として登場。ワイルドの情けない有様に頭を抱えている。劇場版『日本爆裂!!』ではワイルドと共にイギリス代表として悪者妖怪サミットに参加する。
第6作準拠の小説「ぬりかべ」では、遥か昔にヴォルフガングとは別の狼男がバックベアード軍団の幹部として存在していたことが語られている。
ワイルド
声 - 高戸靖広
アニメ第5作に登場。先代狼男の息子。西洋妖怪のヤングジェネレーションズの一人。紫色のベストとホットパンツを身に着け、ネイルアートを趣味にしている。オネエ言葉で喋る。
ヴォルフガング
声 - 草尾毅
アニメ第6作に登場。バックベアード直属の西洋妖怪三人衆の一人。普段は人間体で紅色のスーツを着た髭面の成人男性の姿をしているが、変身により本性を現すと胸に十字が刻まれた紅色の狼男と化し、人間体とは比較にならないほどの戦闘能力を発揮する。弱点は銀の弾丸だが、満月下で変身した場合はその限りではない。

吸血狼
声 - 小林通孝、田中和実、平野正人（第3作）、前田剛（異聞妖怪奇譚）
狼男の配下。全裸で痩せ細った半人半狼の姿をしている。第3作劇場版では黒い体色をしており、人語を話せる者や、吠えることしかできない者など能力には個体差があり、西洋妖怪軍団の雑兵。

魔犬
アニメ第5作に登場。狼男ワイルドが部下として多数従えており、角が生え4つの眼を持った外見をしている。

#### フランケンシュタイン関連
フランケンシュタイン
声 - 今西正男（第1作）、西尾徳（第3作）、増谷康紀（第4作）、竹本英史（第5作）、飯塚昭三（異聞妖怪奇譚）
死体を縫い合わせて造られた、ドイツ出身の人造人間。フランケンとも呼ばれる。
初登場は原作「妖怪大戦争」。
『妖怪千物語』では、体が妖怪筋肉の集合体で、強敵に遭うほど強化される。怪力を誇るが、頭は悪い。
第5作では、常人の3倍近くはある体格で、顔の左側を鉄板で覆った姿をしている。仲間内では「勇者」と評されるほどの実力者。子泣き爺とは互いにライバル同士の間柄になっている。劇場版『日本爆裂!!』ではドイツ代表として悪者妖怪サミットに参加している。
第6作準拠の小説「ぬりかべ」では、遥か昔にヴィクター以外のものがバックベアード軍団の幹部として存在していたことが語られている。
ヴィクター・フランケンシュタイン
声 - 白石涼子
アニメ第6作に登場。バックベアード直属の西洋妖怪三人衆の一人。西洋妖怪随一の科学力を有する極悪非道かつ猟奇的な性格のマッドサイエンティスト。顔を含む全身に縫合痕があり、左目周囲や右肩、左手などで皮膚の色が異なり、左右の瞳はオッドアイで、口元が常に不自然なほど笑っている。普段の姿は眼鏡をかけ白衣を着た小柄な少年で、戦闘時も自身が開発した武器を常に使い、通常時は戦闘能力は低いが、大泣きすることによって、全身の筋肉が異常発達したフランケンシュタインとしての形態になり、高い身体能力を持つようになる。
合成妖怪
第28話でヴィクターが製作した獰猛な人造生物。高圧電流で起動する。

#### ミイラ男関連
ミイラ男
エジプト出身の西洋妖怪。
『死神大戦記』でドラキュラの先輩として登場。相手を永遠の眠りに誘う妖術「ファラオの呪い」を使い、一度は鬼太郎を倒す。
『妖怪千物語』では体が肉食性のスカラベでできた妖怪として登場。包帯を操り、パンチとキックで攻撃する。
双頭のミイラ妖怪
声 - 飯塚昭三（異聞妖怪奇譚）
『鬼太郎の世界お化け旅行』第4話でドラキュラ親分の配下として登場。右頭の口から冷気、左頭の口から炎を吐く。
バルモンド
声 - 森田成一
アニメ第5作32・33話に登場。妖怪王家の末裔で、不死身を自称する最強のミイラ男。包帯を伸縮させて相手を拘束したり刃や槍状に変える能力や、配下のミイラ達の召喚、巨大化能力を持つ。鬼界ヶ島争奪戦に客分兼実質的な指揮官として参加する。西洋妖怪軍団が鬼界ヶ島を狙う真の目的である「地獄の鍵」のことを知っており、自分がその力を手に入れ世界中の妖怪を牛耳ることを目論む。

#### その他の西洋妖怪たち
ここでは上記に分類されない西洋の妖怪を挙げる。
こうもり猫
声 - 富田耕吉（第1作）、矢田耕司（第3作）、松野太紀（第4作）、草尾毅（第6作）
初登場は『妖怪大統領』（初アニメ化第1作53話）。アメリカ出身で、蝙蝠の翼を生やした猫の妖怪。幻影や催眠術を使用する。普段は角付きの帽子を被った中年男に化けている。アメリカの妖怪大統領選に敗れて日本へ亡命し、葬頭河婆と組んで日本の妖怪大統領になろうとする。アニメ第3作46話ではバックベアードに大統領選で敗れ国外追放される。
アニメ第4作ではベアード配下の西洋妖怪四天王の一人。ベアードの術によって不死身になっており、体内に吸血小妖怪ウーストレルを多数飼っているほか、ポルターガイストを格納している。
第6作では79話に登場。西洋妖怪の中では下っ端で戦闘能力も低いが、応援されたり褒められたりするとその限りではなくなる。バックベアード復活に必要な人間の生き血を集めるために来日する。

ヨナルデパズトーリ
声 - 田の中勇（第5作）
ラテンアメリカにて死者の魂を管理する地獄の妖怪、もしくは神。略称はヨナルデ。
初出は『最新版ゲゲゲの鬼太郎』の「地獄の妖怪獣出現!!の巻」。ぬらりひょんの破壊活動によって亡者が増加した日本の地獄に派遣される。アニメ第4作ではバックベアード配下としてぬらりひょんに協力する。
第5作では、倒された初代ドラキュラ伯爵に代わり地獄侵略の任に就く。西洋妖怪軍団のブレーン的な存在で、ベアードからの信頼も厚い。発明家であるがその発明品は壊れやすく、若手妖怪を実験台にする。劇場版『日本爆裂!!』では悪者妖怪サミットにメキシコ代表として参加する。

グレムリン
声 - 北川国彦（第1作）、はせさん治（第3作）、平井啓二、粕谷雄太、高戸靖広（第5作）
初登場は原作「妖怪ラリー」（初アニメ化第1作54話）。機械いじりを好み、飛行機などに取りついてイタズラをする妖怪。ソ連代表としてラリーに出場する。
アニメ第5作59話では個々の戦闘力は低いが機械には強く、妖怪を霊界電波に変換してあらゆる霊界へ送り込む装置や、巨大な時空トンネル装置を作成する。

ゴーゴン
声 - 川上とも子（第5作）、種子（異聞妖怪奇譚）
髪の毛一本一本が蛇になっているギリシアの女怪。
『鬼太郎の世界お化け旅行』では、買収したねずみ男に自身の食料となる人間の子供を誘拐させていた。
『鬼太郎国盗り物語』ではゴルゴーンの名でムーに雇われた妖怪として登場。幻術や、相手の妖力を水晶に封じたり、体内で砲弾を作ったりする能力を持つ。予知本能を持つ妖怪「くだん」を利用して鬼太郎の妖力を封じる。
アニメには第5作で初登場。三姉妹であり、46話にその末娘が登場。姉達と非道な行いをしている。隠れている妖怪の存在を見破る抜群の感知能力を持ち、髪の毛の蛇は魔力の源となっている。普段は容姿端麗な人間の姿で上品な言葉遣いだが、魔力を表すと髪の毛が蛇と化し、さらに魔力が全開になると美顔のメッキがはがれ、蛇のような顔を曝け出す。数年前からグルメビルのオーナー「綱島瑞希」として日本に滞在して人間の醜い心を研究し、石にした多数の人間から吸い取って作り出した邪心の塊を街に落とし、人間達を殺し合わせて滅ぼそうと企む。

ブイイ
声 - 川津泰彦（第4作）
ロシア出身。大きな瞼を持ち、モウリョウの項で記した土精のモデルとされる。
1980年代『最新版』の「恐怖の地獄童子の巻」では大瞼ではなく、歯を剥いて笑う小鬼の姿をしている。少年達を唆して自殺に追いやり、その魂を地獄童子に売っていた。
アニメ初登場は第4作98話。ベアード配下の四天王の一人。冷気を吐いたり、対象を吸い込んだりする攻撃手段を持つ。

ジャイアント
声 - 増谷康紀
アニメ第4作98・99話に登場。禿頭に、妖力の源である長い白ヒゲ、腰布一枚というスタイルの巨人。ベアード配下四天王最強の妖怪で、優れた五感と幻術を使用する。

ゴーレム
声 - 大友龍三郎（第5作）
初登場はアニメ第4作97話。魔法で命を吹き込まれた土や石で作られた巨人。グルマルキンの笛の音色に操られて鬼太郎と戦う。
第5作では87話に登場。巨体で並外れた怪力のチェコ出身の妖怪。優しい心を持ち、争い事を嫌う善良な性格をしているが、ヨナルデパズトーリによって改造され、魔火が操る「悪魔の巨人」として幾度も破壊行為をさせられてきた。ワイルドのミスで輸送船が沈み、日本に漂着して重傷を負っていたところをぬりかべ一家に助けられて友情を育むが、操縦装置を回収したザンビアに操られて暴走する。
子ゴーレム
声 - 中山さら
アニメ第5作87話に登場。ゴーレムの手の指が変化して生まれた小さいゴーレム。ぬりかべ一家と仲良くなる。

魔火（まび）
声 - 田中一成
アニメ第5作87話に登場。フランス出身の火の玉妖怪。普段は宝玉に宿っており、召喚されることで姿を現し、ゴーレムの頭を乗っ取って操る。

パンサー
声 - 子安武人
アニメ第5作95話に登場。顔立ちは美形、首から下は鳥人のような姿をしている。強豪妖怪と言われるほどの実力者で、自身から甘い匂いを発し、おびきよせた人間を飴玉にする力を持つ。正体は巨大化した黒いグリフォンのような妖怪。ベアードを超える存在になるために、飴玉で作った百年鍋を食べて力を付け、鬼太郎たちを圧倒する。

ヴォジャノイ
声 - 大竹宏（異聞妖怪奇譚）
『鬼太郎の世界おばけ旅行』に登場。ソ連出身の水の精。老人に化けているが、正体は先の尖った長い鼻と二本の角が生えた顔をしている。水死した人間の霊魂の化身とも言われており、水を自由に操る能力を持つ。鬼太郎とねずみ男を肉羊羹にしようとする。雑誌掲載時は「ヴォジャノイ」の表記だったが、文庫版では「ヴォジャーイ」になっている。
『異聞妖怪奇譚』ではドラキュラ、チーの仲間として登場。

エキセル（砂妖怪）
中央アジアの砂漠に住む砂の妖怪。砂かけばばあの遠い親類に当たる。風によって形や大きさを自由に変えることができ、砂に紛れて襲いかかったり、相手を砂の底に流す「流砂流し」という術を使ったりする。五百年前にマタ山の聖地を襲って聖マリーに壺の中に閉じ込められていたがねずみ男によって解放される。

カリーカ
声 - 内藤玲（異聞妖怪奇譚）
『鬼太郎の世界おばけ旅行』に登場。中世の頃からフランスの森の館に住む人間の姿をした妖怪。黒魔術を使い、奪った人間の魂を蝋人形に入れて操ることができる。彼自身も普段は彼そっくりの蝋人形の影武者を動き回らせており、本物は館の振り子時計の形をした呪文コンピューターの中に隠れている。マリーという少女の両親を誘拐し、鬼太郎たちを蝋人形の大群に襲わせる。

ベルサイユの化け猫
パリのベルサイユ宮殿に夜な夜な現れる化け猫。孫と二人暮しをしている老婆を食い殺して成り代わっていた。鬼太郎にちぎられた尻尾がきっかけで正体を現し、ヨーロッパ妖怪の一団を率いて襲撃する。

セト
オシリス王に反逆しエジプトの地下を支配した。口から吐く光線を浴びせて様々な者から魂を奪い、一万の霊魂によって作られた霊魂爆弾を起爆させ、地上地下に住む者の頭を狂わせようと企む。

トウエリス
カバの姿をしている。皮だけになっており、中にはミイラが入っていたが、変装してセトに近づくため鬼太郎に持ち出される。

イシス
オシリス王の妻。目玉おやじのセト打倒に協力する。

マーメイド
原作「妖怪実力選手権大会」に登場。上半身は美女で下半身が魚の妖怪。得意技は水を回転鋸のように操って相手を切断する「水ノコギリ」。妖怪実力選手権大会にアメリカ代表として出場する。

サシペレレ
原作「妖怪実力選手権大会」に登場。妖怪実力選手権大会の南米代表で、一本足でとんがり帽子を被った男性の姿の妖怪。パイプが好きで常に咥えている。体を回転させて足でドリルのように穴を開ける技を持つ。

ケルピイ
原作「妖怪実力選手権大会」に登場。イギリス出身の馬の姿をした水棲妖怪。妖怪実力選手権大会のイギリス連邦代表。

黒小鬼（くろこおに）
スカンジナビアの妖怪。子供を霊界に連れ去ってコレクションにしている。髪の毛を伸ばして相手を攻撃することができる。ぬらりひょん達の助っ人として来日する。
黒小鬼ジュニア
黒小鬼が人間の子供を霊界に連れ去り部下妖怪に変えたもの。黒小鬼の合図で人間態から妖怪の姿に変身する。棲む世界は時の流れから隔絶されているので年も取らず食事も必要ないが、外界に出ることで餓死し、白骨化する。

砂男
ドイツからやってきた妖怪。砂を撒き散らす「砂まき八方」や、地面に巨大な蟻地獄を作り出す「局地的大アリ地獄発生」という技を使う。ぬらりひょんに協力して鬼太郎を葬ろうとする。

ジニヤー
声 - 富沢美智恵
「魔女ジニヤー」に登場。1980年代（放映当時）風のお転婆魔女っ子でアラビアの魔王の娘。不良高校生を従えて銀行強盗を働く。
アニメ第3作102話では、病気の父達を救うために倉ぼっこら妖怪病院医師の拉致を企み鬼太郎と対立する。
ジニヤーの父
声 - 塩屋浩三
ジニヤーの父でアラビアの魔王。山羊のような顔とコウモリのような翼を生やした怪物。
原作ではジニヤーの告げ口を真に受けて鬼太郎ファミリーを攻撃する。
アニメ第3作では病気を患う。戦争好きな多数の悪魔や怪獣を従え、人間の世界を荒らしまわらない様に統制していた。

家獣（やじゅう）
原作「家獣」に登場。小屋に一本足が付いたような姿の巨大妖怪。人を食う凶暴な妖怪で、言葉は話せないが屋根の煙突から文字の煙を出して意思表示をする。体内の部屋は消化器官になっており、壁には棘が生えている。目玉おやじによると、魔女裁判の時代に日本に逃げてきて棲み付いたという。夜に町に現れて不良少年2名を飲み込み、調査に来た鬼太郎とねずみ男も飲み込む。

魔猫（まびょう）
声 - 高乃麗
原作「魔猫」に登場。巨大な黒猫の妖怪。イギリスの有名大学に留学していた日本人女性・黒塚に憑依して日本に侵入、小学校教師となって生徒たちを洗脳教育し、政府の要職に就かせることで日本の支配を目論む。
アニメ第6作では鳥取県出身の日本妖怪として登場。目から発する催眠光線で相手を洗脳したり、爪から衝撃波を飛ばして攻撃したりする。郷土愛が強く、鳥取県から人が離れ寂れていくことが許せず、自らの手で鳥取を盛り立てようと暗躍、鳥取県知事に成りすまして県民を洗脳し、鳥取県を日本から独立させ「大鳥取帝国」を築く。

カニ妖怪
アメリカに住むカニの妖怪。巨大なハサミの他に、口から吐く泡も強力な武器で、これで相手を覆い団子状に固める。アメリカに妖怪博物館を作るために、剥製にする日本の妖怪をさらいに2匹で来日する。
ジェフ
アメリカから上役の大先生とともにやってきたカニ妖怪。人間に化けてねずみ男と親しくなり、紹介してもらった洋服屋の黒髪切りを誘拐する。魚と貝しか食べない。

ケルベロス
アニメ第5作に登場。三つの首をもつ西洋の妖犬。亀姫に飼われており、城に侵入した鬼太郎を始末するために差し向けられる。
『妖怪千物語』では双頭。鬼太郎の強さを研究するために、狼男を襲う演技をする。

パンプキン
アニメ第5作で魔女ザンビアの部下達として複数登場。ジャック・オー・ランタンのようなカボチャ頭で、鎌を持ち浮遊する。

首なし騎士
アニメ第6作に登場するバックベアード城の兵士の一隊。全員頭部が無い甲冑の姿をしている。剣や斧を持つ。

妖怪奴隷
アニメ第6作でブリガドーン計画によって人間が妖怪となったもの。黒い影のような人型。

#### 悪魔
ここでは、本編中で明確に悪魔と定義された存在を挙げる。
ベリアル
声 - 内海賢二（第1作） 大木民夫（第3作）、沢木郁也（第4作）、西村知道（第6作）、郷田ほづみ（異聞妖怪奇譚）
「悪魔ベリアル」（初アニメ化第1作30話）に登場。長い髪髭と突き出た顎が特徴の西洋悪魔。自分の体の各器官を分裂させて100倍ずつの塊に化けることが可能で、他にも自由に物を出したり天候を操ったりする魔法や、妖気アンテナに似た能力を使用する。明治元年にポルトガル商人に紛れて来日したが、正体を見抜いた烏天狗に魔力を封じられて以来、人間の老人同然の姿と能力で日本各地を放浪していた。
アニメ第3作では来日は安政元年で、当時の烏天狗一族との戦いが安政の大地震の原因とされる。破った妖怪の妖力を自分に取り込む魔力を持つ。自分の弱点が記された「悪魔の書」を狙って妖怪図書館を襲撃した。
アニメ第5作では3D映画『ゲゲゲの鬼太郎 カランコロン3Dシアターじゃ』に登場。
アニメ第6作では32話に登場。暴虐の限りを尽くしていたことから、大山の烏天狗の長老によって魔力を「やさかりの玉」に封印されていた。小次郎が誤って封印の塚を崩して「やさかりの玉」を壊したことで魔力が復活し、長老や他の烏天狗を封印した後は、西洋妖怪幹部になるためにベアードの命令で「アルカナの指輪」を狙う。
週刊実話版「透明人間」では自分を復活させたねずみ男の姿を買って実体を得る。「悪魔博士」ではベリアルの子孫を名乗る博士が復讐を目論む。
『異聞妖怪奇譚』ではギーガに召喚された悪魔の一人として登場。

ブエル
声 - 森山周一郎（第2作）、槐柳二（第3作）、島田敏（第4作）、龍田直樹（第6作）、中博史（異聞妖怪奇譚）
初登場は「悪魔ブエル」（初アニメ第2作33話）。悪魔五十個軍団を指揮する大物悪魔。武器として鋸を使用し、手下の悪魔を召喚する力も持つ。普段は禿頭に左右に向いた目をした気味の悪い人間のような姿に化けているが、正体は丸い毛むくじゃらの体に、放射状に馬の脚が5本生えた姿をしている。日本の荒れ寺に住み着き、一般人に手術で「悪魔の手」を移植し悪事をさせていた。
第2作での正体はマントを着た小悪魔のような外見をしている。人間態時は関西弁をしゃべる。休暇で来日しており、悪魔の手の移植は、難儀している者をさらに難儀させるという趣味によるもの。
第3作では悪魔の手のせいで信用を失い絶望した人間達を配下の悪魔に変え、軍団を拡大しようと目論む。
第4作では相手の手に触るだけで悪魔の手に変えることが可能で、その被害者に触られた者の手も変化する。
第6作では33話に登場。ベリアル同様に西洋妖怪軍団の一員。普段は人里離れた山中の廃病院をアジトにしている。手術用メスを武器に戦い、手に持って切りつけたり、5本の足を回転させながら飛ばしたりして攻撃する。
『異聞妖怪奇譚』ではベリアルと共にギーガに召喚された悪魔として登場。

ベルゼブブ
羽に髑髏の模様が入った巨大なハエの風貌をしている。
原作『死神大戦記』で地獄を占領した9人の大悪魔の一員として登場。衆合地獄を支配し、地獄の異変を探りに来た少年達を無数の小さな毒蝿に分身して襲う。
原作「UFOの秘密」では鬼太郎の味方として登場。相手をコンクリートを使って動きを封じる「金縛りコンクリート詰め法」なる捕縛方法を使う。

プルトー
ギリシア神話やローマ神話の冥界を治める神。本作では枯木のように逆立った頭部と鷲鼻が特徴。
原作『死神大戦記』で地獄を占領した9人の大悪魔の一員として登場。叫喚地獄を支配し亡者を食べていた。
『妖怪千物語』の西洋妖怪編では、悪魔総統デビルプルトーの名で登場。腹中は地獄につながっており、食べた魂はその中の炎の山で消化される。西洋妖怪軍の儀式で降臨し、絶望を植え付けられて妖怪樹の実と化した子供たちの魂を食べて完全復活し、地上を地獄に変えようとする。

ルキフェル
かつては天使長だったが、神に反逆して大悪魔となったとされる。原作『死神大戦記』では地獄を占領した9人の大悪魔の一員として登場。
「地上絵の秘密」では多数の悪魔を率いる総大将。インカ人が築いた空中の楽園を占領した上、地上に光る船を飛ばして「天使として天国に招致する」と騙して美女を千人誘拐する。

ベヘモト
直立した象の姿をした悪魔。本作の「UFOの秘密」ではベルゼブブの友人で、南米に住んでいる。

メフィスト
「悪魔くん」こと山田真吾と契約している、痩身の紳士姿の悪魔。多彩な魔力を使う。ビデオドラマ『魔笛エロイムエッサイム』では、真吾や鬼太郎ファミリーと共にぬらりひょん一味に立ち向かう。

リニュー
『国盗り物語』に登場。

悪魔
週刊実話版「猫娘」に登場する。胸と男性器に目が付いた奇妙な姿をしている。鬼太郎の部屋に置かれていたラテン語の魔本「解決の書」に興味を持った猫娘に召喚される。

#### 『死神大戦記』にのみ登場する悪魔・妖怪・死神
サタン
この世とあの世を合わせて72人の死神を配下に従える西洋の地獄の帝王。もとは天国の天使長であったが、ある時宇宙神・大日如来の座を奪おうと反乱を起こし、地獄へ追放された、いわゆる堕天使。大日如来の持つ「ユニコンの鏡」を奪い、太陽系全体を支配しようと企む。

エリゴル
ゴエティアに書かれたソロモン王の72人の悪魔の一人。サタンに仕える八人の死神の一人で、黒縄地獄を支配している。変身能力を持っており、ユニコンの鏡を取り戻しに来た子供達の一人・勇次郎になりすまして一行を崖の上に誘い出す。

ブラックエンゼル
サタンに仕える八人の死神の一人。背に翼を生やした黒衣の女性の姿をしている。口から炎を吐いたり首を伸ばしたりする。一度は化けガラスを破って等活地獄を手にいれる。

フルフル
ソロモン王の72人の悪魔の一人で、サタンに仕える八人の死神の一人。

モロク
ユダヤ・キリスト教の悪魔。牛の頭部を持つ。サタンに仕える八人の死神の一人で、焦熱地獄を支配している。

アスタロト
ソロモン王の72人の悪魔の一人。サタンに仕える八人の死神の一人で、大叫喚地獄を支配している。サタンの手下の中では最も優れた魔術師で、ユニコンの鏡を取り返しに来た子供達を殺そうとする。

ゲホール
サタンの依命係を務める炎の妖怪。その姿は姥が火に酷似している。あの世この世を問わず、どこにでも瞬間的に移動する力を持っている。

大海魔（だいかいま）
海に住むサタンの手下。死の島の霊魂を食べて口から猛毒性のガスを吐き、日本の漁船を襲っていた。好物はガソリン。

ドラゴン
プルトーの手下で、半竜人（はんりゅうにん）ともいう。

怪物
正式名称は不明。神虫の姿をしている。水木に付いて来ていた子供たちを捕食する。

### 中国妖怪
中国から渡ってきた妖怪たち。日本の仙人は#鬼太郎とその仲間たちや#日本妖怪を参照。
九尾の狐（きゅうびのきつね）
九本の尾を生やし、強大な妖力を持つ妖狐。
チー
声 - 富田耕生（第2作）、宮川洋一（第3作）、野本礼三（第4作）、島田敏（第5作）、茶風林（異聞妖怪奇譚）
初登場は「妖怪反物」。中国妖怪軍団首領。飲んだ妖怪を反物に変える秘薬を持ち、その反物で作った服を着た人間を支配するという反物魔法を使う。他にも幻術や紙に描いた怪物を実体化させる術、毒気などを使う。普段は老人の姿だが、その正体は那須高原に封じられた大妖狐・玉藻前の弟である。紅衛兵により山西省の妖怪パラダイスを襲われたため、手下を率いて来日し、日本の占領を目論む。
アニメ第4作では79・80話「中国妖怪襲来！」前後編に登場。玉藻前の弟にして九尾の狐一族の最後の末裔。人間態では拳法を使い、様々な術に長けている。
アニメ第5作では、三節根状の如意棒で妖怪を圧延するように反物にし、それを着物にして着ることでその妖怪の能力を使用する。
紙の精（かみのせい）
「妖怪反物」でチーが紙の絵を実体化させて呼び出した。原作やアニメ第2作では数種類の妖怪が空中から襲い掛かる。アニメ第3作・第4作では巨大な空飛ぶ竜妖神（ようじん）として登場。

玉藻前（たまものまえ）
声 - 田中敦子
那須高原に封印された大妖狐。
原作「太古の秘密」では青木ヶ原で壺に隠れて生き延びており、霧状になって人間を遭難させたり、女に化けて男性を誑かしては精を吸い尽くし殺したりしていた。
第6作では74・75話に登場。「大逆の四将」の一人。普段は妖艶な美女の姿をしている。二千年以上も前から幾人もの王を誑かし悪事を行ってきた大妖怪で、八百年前に鬼道衆に退治されて地獄に封じられ、その魂は他の四将と共に地獄のパワーバランスを調整するための重石として利用されていた。ぬらりひょんの手によって脱獄した後、鬼道衆の里を滅ぼす。多彩な術を持ち、地獄の最下層の坩堝からエネルギー源を確保した後はダメージを受けても瞬時に再生する不死身の能力を獲得する。現世と地獄の摂理を滅ぼそうと企み、世界各国の首脳を篭絡して日本を戦争の危機に陥れる。

妖犬（ようけん）
声 - 戸谷公次（第3作）、里内信夫（第4作）
「妖怪反物」に登場。直立して衣服を着た犬だが、牛のような2本角もある。日本勢に無条件降伏を迫る書状を送り付ける。第4作ではより大柄で、力も強く火を吐く。棍棒を扱い、より牛に似た姿を持ち、シナリオでは黒怪物になっている。

天狗（てんぐ）
声 - 若本規夫（第3作）
「妖怪反物」に登場するチーの部下。第4作では大団扇で風を起こす。

山魈（さんしょう）
声 - 小宮山清（第3作）、中井和哉（第4作）
「妖怪反物」に登場するチーの部下。3本角の鬼の姿をしている。第3作劇場版では甲冑を纏い矛を持った小男の姿で、角端獣に乗って出陣する。怪力の持ち主で、体が非常に硬い。

画皮（がひ）
声 - 松井菜桜子（第5作）、緑川光（第6作）
『聊斎志異』に登場する、皮を被って美女に化けて男を誑かし食う妖怪。本作アニメ版では巨大な空飛ぶ頭だけの姿をしている。
原作では画皮の名では登場しないが、雪姫編の「鬼妖怪」は聊斎志異の画皮の話を原案としている。
アニメ第3作の劇場版では中国妖怪軍団の一体として登場。言葉を話さないがチーの命令には従順。
第5作では76話に登場。突風の息や紙に描いた絵を実体化させる術を使う。チャイナドレスを着た美女に化けて登場。「ミンメイ」と名乗り、ねずみ男や南方妖怪5人衆を唆して鬼太郎を倒させようとする。
第6作では26話に登場。美少年の姿に変身して人間を誑かし、魂を喰らう妖怪。封印されていた巻物を砂かけ婆が保管していたが、子泣き爺が知らずに持ち出し、女子高生山本ゆうなの手に渡る。自分の力を保つために人間の魂を喰っていく。

黒怪物（くろかいぶつ）
声 - 塩屋浩三

くしゃみの精
声 - 丸山裕子

角端獣（かくたんじゅう）

虎男（とらおとこ）
声 - 田中一成、高塚正也
アニメ第5作に登場。チーの配下で、黄色い虎と白虎の二人組の獣人。チーによって妖怪を反物に変える如意棒を与えられ、ねずみ男と取引をして妖怪横丁のほとんどの妖怪達を反物に変える。

夜叉（やしゃ）
インド起源の鬼神だが、本作では中国妖怪として登場。
髪の毛型
声 - 杉浦宏策（第1作）、槐柳二（第3作）、田中和実（第3作96話）、橋本晃一（第4作）、大友龍三郎（第5作）、秋元羊介（第6作）/ 演：ソ・ジソブ
長い毛髪の塊だけの姿をしており、他者の魂を抜き取る能力と音楽による催眠術を使う。初登場は貸本「下宿屋」（「墓場鬼太郎の登場人物」を参照）。
雑誌連載（少年マガジン）初登場の「夜叉」（初アニメ化第1作2話）では人間に化け（アニメ第3,5作ではスランプ中の音楽家を唆し憑依、第4作では人形を操っていた）、楽器の音色で子供を誘い寄せ、抜いた魂を食べようとする。なお、マガジン版での人間態は「墓場鬼太郎」の夜叉が相打ちになったドラキュラ四世そのもののデザインであった。
第3作では10話に登場。普段はカツラに化けている。魂を食べることで作曲し（魂1つで楽譜1小節）、モーツァルトやビートルズの曲も実は自分が作ったと語る。
第4作では3話に登場。地下鉄構内を住処とし、普段は墓場で捕らえた魂を食らっていた。ねずみ男の魂を奪って食べたことで腹を壊し、「どんな痛みも忘れるほど美味い」と聞いた子供の魂を奪って食べようと画策する。
第5作では3話に登場。目玉おやじ曰く「人間の醜い心から生まれた邪悪な鬼」。魂を抜いた者を分身にして操ることができる。過去に自分を倒した鬼太郎への復讐を企む。
第6作では86話に登場。生気を奪う妖怪で、生気を吸われた人間はミイラのように干からびて昏睡状態に陥る。クリスマスにサンタクロースの姿で街に現れ、近づいてきた子供たちを次々に餌食にしていた。
夜叉一族（やしゃいちぞく）
『最新版ゲゲゲの鬼太郎』に登場。マガジン版の夜叉の甥や姪で構成されており、筆頭の夜叉姫をはじめ普段は人間態だが、甥たちは動物と合体した姿に変身し、全員が合体することで巨大な夜叉獣に変化する。レンタルビデオ店を経営し、見た者の魂を抜く妖怪ビデオによって大量の魂を集め、さらにテレビ放送で妖怪ビデオを流すことで日本征服を企む。
女夜叉（おんなやしゃ）
声 - 津田延代（第3作）
頭（額から上）が大きく猪のような顔をしている。
「血戦小笠原」では地中を移動できる吸血妖怪「支那夜叉」として登場（後の収録本では単に「夜叉」と表記）。アニメ第1作52話では名前が「吸血夜叉」で性別は男性。
「妖怪危機一髪」では「女夜叉」の名で登場。妖力に強い抵抗力を持つ「ヒ一族」を作り出し、日本妖怪を料理した（アニメではぬいぐるみ化した）店を出させ日本妖怪絶滅と金儲けの一挙両得を計画する。
ヒ一族（ヒいちぞく）
声 - 塩屋浩三（父）、川島千代子（母）、荘真由美（娘、以上第3作）、勝生真沙子（第4作）
「妖怪危機一髪」（アニメ化第3作91話）で妖怪の天敵として登場する一族。その実態は中国の妖怪女夜叉が育てた蛭が特殊な毒虫「金蚕虫」の糞で変化したもの。夫婦と幼い娘の3人家族で、妖怪達を次々に襲って食肉（アニメではぬいぐるみ）に変える。
アニメ第4作最終話では、かつて妖怪界を乗っ取ろうとした一族とされる。正体は白蛇の化身。一族の巫女が死神を唆して共に鬼太郎たちを葬り、今度こそ妖怪界を乗っ取ろうと企む。
金蚕虫（きんさんちゅう）
伝承では飼い主に富をもたらすが、扱いを誤ると災禍を招く妖虫。
「妖怪危機一髪」（アニメ化第3作91話）に登場。様々な毒虫を集めて缶の中で共食いさせ1年後に残った1匹に「安駝駝（あだだ）」という霊草を与えて飼育されることで生まれる。この虫の糞を溶いた水の中で育った蛭がヒ一族になる。女夜叉は箱の中で飼っていた。

長江の水虎
初登場は「妖怪ラリー」（初アニメ化第1作54話）。中国代表として妖怪ラリーに出場。「長江の水虎」はアニメ第4作での呼称で、原作やアニメ第1・3作では「水虎」（第5作ではスイコ）と呼ばれている。日本妖怪として登場した水虎とは別の存在である。ラリー自体の勝敗にはあまり興味が無く、毛沢東語録（アニメ第1作では論語に変更）の通りにレースを行えれば満足であるらしい。アニメ第1作と『妖怪千物語』では体が水状になっている。第5作のアトラクション映像『ゲゲゲの鬼太郎 妖怪JAPANラリー3D』にも登場する。

鬼妖怪
原作「鬼妖怪」に登場。中国から日本に来た妖怪で、女性の皮を被って美女に化け男性を誑かす。

妖犬（仙人の化身）
声 - 清川元夢（第3作）
「妖犬」に登場。人の姿より犬の姿の方が無欲で幸福に生きられると考え、小型犬に化けていた。ある少女に拾われてクロと名付けられる。
アニメでは第3作88話に登場。ユメコに拾われタローと名付けられる。目玉親父の頼みで調子にのる鬼太郎を戒め、戦う前に相手の本質を見抜くことと戦いの意味を考えることを教えた。

逆さ首（さかさくび）
新編「逆さ首」に登場。中国出身の妖怪で、逆さまになった女の生首の姿をしている。作中では「逆さ首三姉妹」と呼ばれる金髪の三姉妹。現在は山林王の山田家の倉に守り神として住み着き、富を授け栄えさせてやる代わりに若さと美貌を保つため、若い娘を捧げさせ生き血を吸おうとする。

刑天（けいてん）
声 - 青森伸
第4作102話に登場。頭部が無い代わりに胴の前面が顔になった巨人の姿をした妖怪。中国でも1、2を争う凶暴な妖怪で、現れる所全て破壊されるという。相手を妖気で捕らえ傀儡と化す「キョンシーの術」、口からの炎、眼からの石化光線「石睨みの術」も使う。500年前に茶伊那道士によって棺に封印されていたが、泥棒が盗みだし積んでいた船が難破し、日本へ漂着したところを訪れたねずみ男を唆して封印を解かせ復活する。

花魄（かはく）
第5作96話に登場。巨大な花の妖怪で、妖花に誘われたまゆみを触手で捕らえようとした。

竜仙人（りゅうせんにん）
竜のような顔を持つ中国の仙人。炎を発する杖を所持しているほか、髭を伸ばして動かしたり、巨竜の姿に変身したりすることもできる。雷虎仙人の仙界支配の企みを知って来日し、助けとなる水晶玉を鬼太郎に托す。

雷虎仙人（らいこせんにん）
虎のような顔を持つ中国の仙人。護符を用いた術に長けているほか、巨大な虎に化けることもできる。同じ中国の竜仙人のライバルだったが、千五百年に一度の戦いに敗れ、その恨みから自らの妖力を高めるために来日する。竜仙人を倒して仙界を乗っ取ろうと企む。

道士
原作「鬼妖怪」「妖怪実力選手権大会」に登場。中国から日本に来た道士。木の葉でできた衣を着ている。

糞仙人
原作「鬼妖怪」に登場。中国から来日した仙人。とぐろを巻いた大きな大便のような頭部を持ち、修行と称して全裸で肥溜めに漬かっている。鬼妖怪によってバラバラにされた鬼太郎を唯一元通りに出来る人物として、道士が雪姫と目玉おやじに紹介する。

ガマ仙人
原作「妖怪実力選手権大会」に登場。変身術が得意。「妖怪実力選手権大会」に中国代表として出場する。

茶伊那道士（ちゃいなどうし）
声 - 石森達幸
第4作102話に登場した齢数千年の道士。目玉おやじ達とは旧知の仲。500年前に封じた刑天の棺が持ち出されたことを受け、追って来日する。体が砕けても約300年で復活するという。

### 南方妖怪
東南アジアやオセアニア、アフリカ中南部などの熱帯・亜熱帯地方出身とされる妖怪達。日本妖怪でも亜熱帯である沖縄県や小笠原諸島の者が属している場合がある。
チンポ
声 - 滝口順平（第3作）、古川登志夫（第4作）、岸尾だいすけ（第5作）、杉田智和（第6作）
原作では「鬼太郎の世界おばけ旅行」の第4話と第5話に登場。三連の陰茎から出す空気の噴射で空を飛ぶ南方妖怪。その名称と外観上の特徴ゆえに、映画ではなくテレビに登場したアニメ第5作以降は、名前が改変されたり股間が隠されたりしている。
アニメ第3作の劇場版では南方妖怪のリーダー格。ぬらりひょんと同盟を組んで日本征服を目論む。第4作の劇場版ではアカマタの手下。陰茎からマシンガンのように砲撃する技も使用する。陰茎が最大の弱点。
第5作では南方妖怪5人衆の一員ポとして登場。屁で空を飛び、口から「ポービーム」と称した超音波のような物を出して攻撃する。
第6作では金を稼いで故郷の村を豊かにするために来日した。裸だったため逮捕されるが、目撃したまなの知らせで鬼太郎たちが身元引受人になり、彼らの提案でタオルを腰に巻きチンさんと名乗るようになる。本名については、言おうとするごとに描写上はぐらかされ、登場時の表記も一部隠される。
作者オリジナルの南方妖怪で、ドラマ『鬼太郎が見た玉砕 〜水木しげるの戦争〜』では原作の設定に近いチンポのイラストが出てくる。作者は力作のつもりだったが汚く不快だからか騒いでもらえなかったと発言している。

アカマタ
声 - 北川国彦（第1作）、宮内幸平（第3作）、古谷徹（第4作）、立木文彦（第5作）
原作では「妖怪軍団」に登場。他のものに寄生して活動する魂だけの南方妖怪。老人の遺体に憑依している。口から粘液を吐き、触れたものから生気や妖力を吸収する。日本征服のために他の南方妖怪軍団と来日する。
第4作では大海獣（ゼオクロノドン）を祭る南方妖怪のリーダー格。不老不死の秘薬として大海獣を探す人間を憎み、鬼太郎の妖気を奪ってエキスを飲ませ大海獣にする。
第5作では沖縄の蛇妖怪として登場。原作よりやや若い雰囲気の人間型だが、舌や服に隠れた下半身が蛇になっている。南方妖怪5人衆の1人で、運動会などで鬼太郎にライバル意識を持つ一方で、命を狙うような敵ではない。94話では妖怪四十七士の沖縄代表に覚醒する。

やし落とし
声 - 山下啓介（第3作）、郷里大輔（第4作）、山本圭子（第5作）
原作では「妖怪軍団」に登場。ヤシの木を頭から生やした南方妖怪。ヤシの木に擬態して木陰に来た人に実を落とし気絶させるほか、植物を操る力も持つ。正体はヤシの木の根元に目がついたような姿をしている。火に弱い。
第3作劇場版ではチンポの部下。片言の日本語を話す。頭の椰子の木を振り回して突風を起こし、椰子の実を弾丸のように飛ばして攻撃する。
第5作では南方妖怪5人衆の一員。落としたヤシの実をすぐに樹へ成長させる能力を持つほか、ヤシの樹は周囲を温暖化させる効果を持ち、実の果汁にも強力な回復効果がある。

アドバラナ
声 - 高戸靖弘（墓場）

妖怪樹（ようかいじゅ） / 吸血樹（きゅうけつじゅ）
声 - 山崎草介（第1作）、郷里大輔（第3作）、川浪葉子（第5作）
「血戦小笠原」（初アニメ化第1作52話「吸血妖怪団」）に登場。南の島（原作では小笠原の母島）のジャングルに住む、意志を持った吸血樹木。籠状に絡んだ枝の中央に一眼がある姿で、枝や根を伸ばして血を吸う。樹齢は数千年に及び、ドラキュラ博士と組んで強奪した恐山妖怪血液銀行の血液によって全盛期の力を取り戻し、太平洋の征服を企む。
アニメ第4作と第5作では吸血樹の名称で登場（「妖怪樹」は別の話に登場）。第4作104話では吸血島に住み、ぬらりひょんに利用される。第5作94話では沖縄に住み、千年前に封印されていたが、ザンビアによって復活する。
『妖怪千物語』では西洋妖怪軍団の兵器。さらわれた子供達の絶望を植え付けられた魂を吸収して果実を作る。
妖怪樹 / 吸血樹の芽
1眼のついた木の姿をしている。親株が焼けた灰の中の種子から大量に発芽した。地上部を何度切られてもすぐに再生する。
アニメ第3作では破片から発芽した。第5作では再生能力を持たず、親株が健在なうちに手駒として生み出される。

ペナンガラン
声 - 風間信彦（第4作）、麦人（異聞妖怪奇譚）
頭部と胃だけの姿で空を飛ぶ、マレーシア出身の吸血妖怪。伝承ではお産の途中で死んだ妊婦が変じる妖怪、すなわち元人間だとされる。「血戦小笠原」（初アニメ化第1作52話）ではドラキュラの傘下で、根菜のような胴体の蛇といった外観。第4作では「アジアの最強吸血妖怪三人衆」の一員。
「ペナンガラン」（アニメ化第3作87話）では被った者を踊り狂わせる獅子頭鏡獅子（かがみじし）に憑いていた寄生妖怪。正体は毛の塊に大きな口が付いた姿をしている。旧家の倉に封印されていたが、泥棒に封じ札を剥がされて復活する。その家の娘を取り込んで強盗を働く。

アササボンサン
声 - 中井和哉（第4作）、竹本英史（第5作）
西アフリカに伝わる吸血妖怪だが、「血戦小笠原」（初アニメ化第1作52話）ではドラキュラの傘下で、全身に縞模様が走った派手な姿をしている。粘り気のある樹液ガムを常に噛んでおり、戦闘時にはそれを吐いて攻撃する。
アニメ第1作では樹液のようなものを吐いて攻撃する。第3作では「南海の吸血妖怪一族」の一人で、粘着力のあるゲル状の物体を吐いて攻撃する。第4作では「アジアの最強吸血妖怪三人衆」の一員で、紫色の粘液を吐いて攻撃する。第5作では「南方妖怪5人衆」の一員で、強力な「妖怪樹脂」を使用する。

ランスブィル / ランスブイル
声 - 坪井章子（第1作）、江川央生（第4作）、千葉一伸（第5作）、小宮和枝（異聞妖怪奇譚）
お産のために死んだ女性が変化したとされる南方の吸血妖怪。「血戦小笠原」（初アニメ化第1作52話）ではドラキュラの傘下で、ギョロっとした目に口から生えている牙が特徴。アニメ第1作では長い舌を槍のように刺す。第4作では「アジアの最強吸血妖怪三人衆」の一員。第5作では「南方妖怪5人衆」のリーダー格で、舌を用いた攻撃を得意とする。『異聞妖怪奇譚』では南方から来た魔女として登場。

妖花（ようか）
「妖花」に登場。一人暮らしの女性の部屋にひとりでに咲いた、本来は南方のものとされる蔦状植物の花。正体は、太平洋戦争時に孤島で命を落とした兵士の想いが、遺骨の埋まっている親株の根元から妖気と風で種を飛ばし、娘の女性を見守るために咲かせたもの。

吸血鬼ピー
声 - 鈴木泰明（第2作）、大竹宏（第3作）、屋良有作（第4作）、茶風林（第5作）、山崎たくみ（第6作）
「まぼろしの汽車」（初アニメ化第2作25話）に登場。ワニが反り返ったような体型に二本の足が生え、尾の先に手首が付いているシャチホコに似た姿をした南方の吸血妖怪。祖先の血で作られたシルクハットと靴を着用しており、策略や妖術に長けるが、鐘の音を嫌う。女吸血鬼モンローを従えて来日し、下僕にした吸血鬼を媒介して日本征服を企む。
アニメ第3作では61話に登場。尾の先の手から光線を撃ちだしたり噛付いた相手を吸血鬼化させたりする能力も持ち、鐘の音に対しても抵抗力がある。約百年前に棺に封じ込められて母国から追放され、その状態で日本へ流れ着いて古い教会の地下で長い眠りについていた。来日したモンローがねずみ男を唆して棺を開けさせたことで復活し暴れ出す。
第4作では9話に登場。身体能力が高く、体型を利用した軽業が使える。汽車の乗客に薬を飲ませて吸血鬼化させて町へ運び、ネズミ算式に増やすことで日本支配を企む。
第5作では西洋妖怪として登場。シルクハットを使ったブーメラン技「ピー・エレガント」を武器とするが、戦闘力自体は低い。生気を吸った人間をマネキンの姿にして操る能力を持つ。モンローと来日し、人間界で「ミステリートレイン旅行」を企画して、参加した人間の生気を吸って美貌を保とうと企む。
第6作では93話に登場。生み出す下僕の吸血鬼は厄介（妖怪が吸血鬼化すると妖力もそのまま受け継がれる）だが、ピー本人は弱いと目玉おやじは語っている。東南アジアの山奥からモンローと来日し、ねずみ男にシルクハットを被せて吸血鬼化させ、それを足掛かりに吸血鬼化パンデミックを引き起そうと企む。
名前の「ピー」は、タイでは霊的存在の総称である。
モンロー
声 - 渡辺典子（第2作）、向井真理子（第3作）、百々麻子（第4作）、川浪葉子（第5作）、色川京子（第6作）
ピーの妻であるマリリン・モンロー似の女吸血鬼。アニメ第3作と第4作ではピーの側近。原作とアニメ第2作ではマリリン・モンロー当人の血を吸った際にそっくりになったとされる。ピーの計画の補佐を務める。

アンコールワットの亡霊
作者の短編『アンコールワットの女』を原作としたアニメ第2作10話に登場。4年に一度の2月29日の夜にアンコールワットに現れ、若い娘を連れ去る亡霊たち。江戸時代初期にシャム（タイの旧称）を訪れた日本人武将・山田長政の子孫やその配下の落武者姿の亡霊も多数存在している。
第5作では、4年に一度アンコールワットに現れる亡霊たちを描いた映画『クメール遺跡の亡霊』（劇中劇）が登場する。

ガマ人
声 - はせさん治、増岡弘、他（第2作）
アニメ第2作16話「南からの招き」に登場。ニューギニアに住んでおり、その名の通りガマガエルを擬人化したような容姿の妖怪。テレパシー能力があり対象者に思い通りの夢を見させ通信することができる。また、自分たちの血を輸血した人間を同じガマ人に変えられる。

ブードー
原作『鬼太郎の世界お化け旅行』第16話に登場。ケニアで信仰されているブードー教の神。アラブ風の服装をした一つ目の獣人の姿をしている。小便には生物を瞬時に溶かす力がある。ねずみ男と傘化けがブードー教の祭りの秘曲を日本へ持ち帰り、レコードにして売ったことに憤慨して来日する。

ラグレシア
声 - 竹内順子（異聞妖怪奇譚）
『国盗り物語』に登場。ムーの唯一の地上財産である南方の島に棲む巨大な吸血花の妖怪。現地の人間の女性を捕えて奴隷にしており、さらに多くの花を従えている。根を地面から引き抜いて移動することもできる。武器はオシベから噴き出す大量の花粉と、ムチのように動く毒針付きのメシベで、さらに花弁を回転させてノコギリのように相手を切断することもできる。島に上陸した鬼太郎一行を一網打尽にしようと企む。

アグリ / 森の霊 / グハ
声 - 稲葉実（グハ）
それぞれ第5作96話「怪奇ロマン！妖花の誘い」に登場。孤島のジャングルに出没する。森の霊は南方の原住民の仮面や伝統の装いを模した姿で、毒の吹き矢を大量に放ってくる。島の番人であるグハは沼に住む巨大な妖怪。

トゥブアン
アニメ第6作20話に登場。南の島に棲む古い精霊。二足と黒く細い円錐形の頭を持ち、胴と頭頂部は木の葉に覆われている。妖花の源の御神木と、そのその下に眠る島で亡くなった日本兵の遺骸を守っている。

マレーシアの妖怪たち
アニメ第6作27話に登場。故郷は日本に先んじてバックベアード軍団の侵攻を受ける。
耳長（みみなが）
声 - 龍田直樹
ウサギに似た妖怪で、難民妖怪のリーダー格。
ビディ
声 - 落合福嗣
頭と股間に葉っぱを付けた常に眠たそうな目の犬のような姿の妖怪。川で小便をする習性がある。
竹ねずみの精
竹を食べる妖怪。外見は黄色いネズミだが、背中から精霊が浮き出てくる。
エギク
声 - ボルケーノ太田
尖り耳に大きな口の顔をした妖怪で、顔から手足が生えている。
土の精
大きな頭と小さな胴体に足だけが生えた姿の妖怪。
ケンパス蛇（ケンパスへび）
声 - ボルケーノ太田
上半身は人型で下半身は蛇の妖怪。体色は緑。
ハンプバック
カンガルーと人間の特徴が合わさった様な獣人型の妖怪。

### 外国の死神
パシャ
声 - 鈴木泰明
作者の別作品『サラリーマン死神』シリーズに登場。アニメ第2作では最終話に登場。スフィンクス王に仕えるアラビアの死神（原作「涙ののるま」ではトルコ出身）。昔は砂漠の遭難者から魂を取り、ノルマを超えた分を干物にして保管していた。交通発達に伴い遭難者が減り、干物も尽きてきたため、来日して42号と結託し、ツアーと称して集めた客を砂嵐に巻き込んで魂を奪おうと企む。

マヒマヒ
声 - 檜山修之
アニメ第5作35話に登場。エリートを自称し、サングラスとアロハシャツを身に着け英語交じりで喋るハワイの死神。多数の鬼火を操る術を使用し、催眠術をかけて魂を抜いたり、相手を取り囲んで焼き尽くしたりする術、首に掛けたレイで相手を拘束する術も使用する。出稼ぎで来日し、死神のルールを破って生きている人間から魂を奪おうと企む。

### ムー帝国及び地底の勢力
ガイコツベビー
ムー帝国の大臣。骸骨の顔をした赤ん坊の姿をしている。当初は総理大臣の手先だったが、金霊事件後は改心して鬼太郎たちの仲間になる。

ムー帝国創造主（ムーていこくそうぞうしゅ）
雨で地中に染み込んだ科学工場の毒素が化学反応して誕生した巨大妖怪。誕生直前に体の一部になる予定だった物が王家に献上されたため不完全体であり、常に冷却水を取り込まねばならず堀に浸かっている。様々な妖怪を率いて地下のムー帝国を占領し、地上の世界も支配しようと企む。

ムー帝国総理大臣（ムーていこくそうりだいじん）
シャチホコのような頭をしている。正体は創造主の術にかかったオオカミウオに似た魚。

歯痛殿下（はいたでんか）
骸骨のような姿をした妖怪で、総理大臣の側近の1人。うちわヘリコプターで空を飛ぶ。

ヤドカリマンモス
地下マンモスとも呼称される、ムーの王宮で飼われている巨大生物。

おどろ砂（おどろすな）
時間を操る砂状の妖怪。地下のモグラ人間村の神社にある砂時計に封じられていた。ねずみ男がガイコツベビーの指示で壊したため復活し、周りから時を奪い始める。

凶王（きょうおう）
『国盗り物語』第9話と第10話に登場。数万年前に地上支配を企み、当時の妖怪たちと百年に渡る争いの末に封じられた存在。長いヒゲを蓄えた頭部だけのような姿で、多数の埴輪軍団やひとだま爆弾を駆使し、ねむり光線や攻撃を反転させる霊力を持つ。ムーの軍事評論家が妖怪壊滅のために復活させる。

埴輪武者（はにわむしゃ）
声 - 乃村健次（第6作）
ムー帝国軍事評論家の指揮の下、凶王に多数の埴輪軍団として利用される。
アニメ第6作94話では富士の地下にいる洞窟の守護者で、埴輪の様な顔の鎧武者の姿をしている。ぬらりひょんの指示を受けた朱の盆に御神体を壊されたことで暴走する。

万年グモ（まんねんグモ）
鬼太郎達が乗る天空船を落とすため、ムーに呼ばれた巨大なクモの妖怪。クモの巣で天空船を捕えて丸呑みにする。

細手（ほそで）
妖気と電気が混ざり合った時に現れるという、長い手だけの妖怪。地下世界の湖に不時着していた鬼太郎達の乗る天空船を集団で襲う。

### その他
水神（みずがみ）
アニメ第2作22話に登場。ヒマラヤ山脈の奥地で神として称えられていた液体のような透明な細胞を持つ高等生物。ざんばら髪の男水神使いの持つ角笛により操られる。体内に人間を閉じ込めて消化することが可能で、自身の細胞が入った水を飲んだ者も体が溶解する。体を無限に巨大化させたり、雪崩を起こしたりすることもできる。水神の秘密を知った者を襲っていく。

ラクシャサ
声 - 塩沢兼人（第4作）
仏教では護法善神ともされるインド出身の妖怪。
初登場はアニメ第4作89話。相手の一番会いたい者の姿に化け、油断したところを元の姿に戻って攻撃するといった戦法を取るほか、分身の髪の毛にも変身能力があり、相手の体を直接乗っ取ることもできる。「妖怪は人間を苦しめてこそ、人間界で存在する価値がある」という意思の下、人間達と親しくする鬼太郎ファミリーを倒しに来日する。

## 鬼太郎と敵対した人間
以下は主に鬼太郎と敵対または身勝手な行動を取ってストーリー的に大きく影響を齎した者たち（最終的には改心して和解に至った者も含む）。
にせ鬼太郎（にせきたろう）
声 - 伊倉一恵（墓場）
黄色と黒の市松模様のちゃんちゃんこを着た鬼太郎に瓜二つの少年。鬼太郎とは違い隻眼ではなく、妖怪ではないただの人間。
『雪姫ちゃんとゲゲゲの鬼太郎』では、一儲けを企んだねずみ男が、鬼太郎によく似た顔の少年・正夫をにせ鬼太郎に仕立て上げる。
初出は貸本版『墓場鬼太郎』シリーズの「鬼太郎夜話」（アニメ版第4〜7話）。

山田秀一（やまだ しゅういち）
声 - 小宮山清（第1作）、塩屋翼（第3作）、森久保祥太郎（まんがビデオ）
「大海獣」（初アニメ化第1作第5〜6話）に登場。大海獣調査隊に参加した天才科学者。生物学をはじめあらゆる分野に長ける反面、大海獣の研究から不老不死の秘密を解明し、その名誉を得ようとする野心家。
鉄の大海獣（てつのだいかいじゅう）
原作「大海獣」（アニメ化第1作6話）に登場。大海獣と化した鬼太郎を殺すために山田秀一が開発した大海獣そっくりの巨大なロボット。ラジコン大海獣とも呼ばれる。
眼がライトになっており、両手のハサミと鋼鉄の牙を武器としている。
怪獣にそっくりなロボット怪獣で対抗する発想は、水木の貸本漫画『怪獣ラバン』（1958年）でも登場しており、東宝映画『キングコングの逆襲』（1967年）のメカニコングより早く、作者本人も著書『妖怪画談』において最初に考えたのは自分であることを述べている。

鬼道衆（きどうしゅう）
声 - 大森章督、佐藤佑暉（第3作）
「鬼道衆」に登場。葛城山に住む妖怪狩りの専門家集団。原作やアニメ第3作では、女頭領以外は山伏のような服装。幹部には人魚の肉を食べて何百年も生きている者もいる。
原作では人間として育った女王人魚・山田海姫（やまだ みき）を狙い、鬼太郎一派と対立する。
アニメでは第3作第100話登場。女頭領・八百比丘尼の寿命切れが近く、延命のために半魚人と結婚した女王人魚を狙う。
アニメ第6作ではかつて権力者や寺社の依頼で妖怪退治をしていた組織。ぬらりひょんの手引きで解放された大逆の四将の一人・玉藻前によって里を壊滅させられる。
如雲斎（じょうんさい）
原作のみ登場。鬼道衆幹部で、頭領の鬼巫女に次ぐ霊能者。
鬼巫女（おにみこ）
声 - 色川京子（第3作）
鬼道衆の強力な女性霊能者。般若の面を被っている。原作では鬼道衆の頭領。アニメ第3作第100話では八百比丘尼曰く妖怪殺しの後継者とされていたが、正体は八百比丘尼に洗脳され、妖怪への敵意を植え付けられたユメコだった。

ヒミコ
古代の日本である邪馬台国の長で実在の人物。本作では古代魔法「鬼道」を極めた霊能者として登場。時空を越えてやってきたねずみ男に井戸の神に捧げる生け贄を連れ去られたため、井守に鬼太郎達を襲わせる。

八百比丘尼（やおびくに）
声 - 高島雅羅（第3作）
偶然に人魚の肉を食べて八百年生きたという伝説の女性。
アニメ第3作100話では鬼道衆の頭領。人魚の肉による不老不死は八百年で効力が切れるため、延命するために女王人魚を狙うが、最後は寿命が尽きて白骨化する。
原作では『国盗り物語』第11話に登場。鬼婆のような風貌。ムーに雇われて鬼太郎抹殺を企む。

ザ・マンモス
声 - はせさん治（第1作）、くじら（第6作）
吸血鬼ラ・セーヌに用心棒として雇われている殺し屋。力自慢の大男で、フランス出身の人間。
アニメ第6作では、ラ・セーヌに一族ぐるみで仕えている。

ギャング団
声 - 永井一郎（政吉）、大竹宏（豆蔵）（第1作）、徳丸完（大黒）、田中亮一（二郎）（第4作）、山野井仁（正岡）、太田真一郎（豆村）、高塚正也（吉川）（第5作）
「地獄流し」に登場。黒ずくめの服の男・政吉（まさきち）と黒眼鏡に出っ歯の男・豆蔵（まめぞう）の2人組で、原作ではそれぞれ殺し屋と前科12犯のやくざで、アニメ第1作第13話では銀行強盗犯。警察に追われて鬼太郎の家に侵入し、カラスを殺したことで鬼太郎の怒りを買い地獄に流される。
アニメ第4作35話では黒ずくめの大黒（おおぐろ）と出っ歯の二郎（じろう）の、悪質な土地転がしの2人組。
アニメ第5作では黒ずくめの正岡、出っ歯の豆村（まめむら）、冴えない雰囲気の吉川（よしかわ）の、銀行強盗を働いた柄の悪い3人組。
新妖怪千物語では、兄貴分と豆蔵の2人組の強盗殺人犯。

ナンダカ族の男
月刊ガロ掲載『鬼太郎夜話』に登場。スリで得た金で遊び暮らす、サングラスをかけた男。
貸本版『墓場鬼太郎』シリーズの『鬼太郎夜話』第2巻『地獄の散歩道』では、「ビート族」と呼称されサングラスをかけていない。

青木 日和坊（あおき ひよりぼう）
『最新版』に登場したパニック評論家。顔は日和坊に似ているが人間の初老男性。

骸骨船長（がいこつせんちょう）
空飛ぶ幽霊海賊船の船長。ムーの総理大臣に空軍として雇われて鬼太郎達を襲う。死神の様な顔だが妖怪ではなく人間である。

チャラトミ
声 - 根本幸多
アニメ第6作に登場するウーチューバーの青年。主役願望を満たすために周囲の迷惑を顧みない傾向にあったが、HIKAKIN（声は本人）との出会いがきっかけで反省する。

総理
声 - れいみ
アニメ第6作に登場。日本の総理大臣を務める中年女性。日本国と政府至上主義者で、目的達成のために手段を選ばず、自身の感情を貫くために物事を利用する狡猾さと頑固さを持つ。

小野崎美琴（おのざき みこと）
声 - 下地紫野
アニメ第6作に登場。まなや雅たちの同級生の少女。人体実験の副作用でおどろおどろに変貌した研究者の父を鬼太郎に倒されて以来、妖怪に憎悪を抱く。

## その他
オバQ（オバキュー）
一枚布に目・口用の穴を開けた白い服を頭から被っている日本のオバケ。
本来は『鬼太郎』シリーズのキャラクターではなく、藤子・F・不二雄と藤子不二雄Aの合同作品『オバケのQ太郎』の主人公で、本編ではたくさんの妖怪の中の一体としてエキストラ的に描かれたが、正式名称の「Q太郎」では呼ばれておらず、いくつかの公式関連書籍 で「オバQらしきもの」と解説されている。

大海獣（だいかいじゅう）
太古よりニューギニアの湿地帯に棲息する神秘の生物。ヒゲクジラのような頭部と人間状の手足、体に比較すると小さな尾をもつ非常に巨大な怪獣のような生物で、3億年もの時を生き長らえてきた。クジラの祖先であるゼオクロノドンで、悠久の時を形変えずそのまま生きているとされる。血液には不思議な力があり、他の生物の体内に入り込むと血液と細胞が同化し、血液が入り込んだ生物は全身に毛が生えながら変身し、同じ姿の大海獣と化す。
貸本版原作「ないしょの話」では「鯨神」として登場。
人間が怪物化するという要素は、水木による現存しない紙芝居『人間ゴジラ』が原点とされる。

UFO人
「UFOの秘密」に登場。地上偵察のためにUFOを飛ばしているとされる地底人。不老不死で全員が共通の意志を持ち、地底で楽園を築いている。

ムーン大王
週刊実話版「ムーン大王」に登場。本人曰くムーン大陸（地球と一体だった古代の月の別名）の王。何万年も地球を支配していたが、ムーン大陸が爆破されて地球と分離してしまったため、古代の塚の石棺の中で眠っていたという。月のような大きい頭部を持つ人間の姿だが、その本体は内部にある大量の液体で、中に入った生物を溶かして吸収する。子供たちが石棺を掘り当てたため復活し、偽物呼ばわりした鬼太郎を襲う。

白骨軍団（はっこつぐんだん）
『地獄編』原作第3話に登場。呪いの壺に封印されていたがしゃどくろのエネルギー源を利用して動く不死身の骨の軍隊。

死霊軍団（しりょうぐんだん）
「死霊軍団」に登場。あの世と現世をつなぐ非常口を塞ぐ霊石・鯰地蔵（なまずじぞう）が動かされたことで現世へ脱走してきた悪人の亡者の集団。アニメ第5作27話ではすでに地獄に落ちた亡者たちであり、理性や知性は失われている。

ゲゲゲハウス
声 - 千葉繁（第5作）
アニメ第5作48話『戦う! ゲゲゲハウス』に登場。井戸仙人が作った植物活性化液を、不注意から鬼太郎の家にこぼしたことで生まれ、目玉おやじによって命名される。「ゲゲゲ〜」としか喋ることができないが、意思の伝達は可能である。

愛野 おしえ（あいの おしえ）
声 - 今野宏美（第6作）
アニメ第6作の39話に登場。ねずみ男と目玉おやじの進言で鬼太郎がやらされたゲーム「青春学園ドキドキパラダイス」のヒロイン。